# Alexander de Grote
Alexander III van Macedonië (Oudgrieks: Ἀλέξανδρος Γ' ὁ Μακεδών, Aléxandros tritos ho Makedón) (Pella, 20 juli 356 v.Chr.
 — Babylon, 11 juni 323 v.Chr.), beter bekend als Alexander de Grote (Grieks: Μέγας Ἀλέξανδρος, Mégas Aléxandros of Ἀλέξανδρος ὁ Μέγας, Aléxandros ho Mégas) was koning van Macedonië. Hij veroverde het Perzische Rijk tot aan de Indus, waardoor hij een van de grootste rijken uit de oudheid creëerde.
Na de moord op zijn vader Philippus erfde Alexander een machtig koninkrijk en een ervaren leger. Hij hervatte het panhellenistische project van zijn vader door Macedonië en de Griekse poleis te verenigen in een coalitie vooraleer hij het Perzische Rijk binnenviel. In 334 v.Chr. vertrok hij naar Azië voor een veldtocht die tien jaar zou duren. Hij behaalde vele overwinningen tegen de Perzen, waarvan de Slag aan de Granicus, de Slag bij Issos en de Slag bij Gaugamela de belangrijkste waren.
Na de dood van de Perzische sjah Darius III en de definitieve verovering van het Perzische Rijk, begon Alexander een veldtocht in de Indusvallei, waarin hij de Slag bij de Hydaspes won. In 326 v.Chr. weigerden zijn soldaten nog verder te gaan. Alexander besloot daarom terug te keren. Hij stierf in 323 v.Chr. op 32-jarige leeftijd in Babylon, voordat hij zijn plannen om Arabië te veroveren tot uitvoering had kunnen brengen. Na zijn dood bevochten zijn generaals elkaar in de Diadochenoorlogen en viel het rijk uiteen.
Er zijn veel literaire werken over Alexander de Grote, maar er is geen enkel werk van een historicus uit zijn tijd overgebleven. Na zijn dood vormde zich een legende rond de persoonlijkheid van de jonge koning. Hij is ook nu nog terug te vinden in diverse westerse en oosterse culturen.

### Directe bronnen

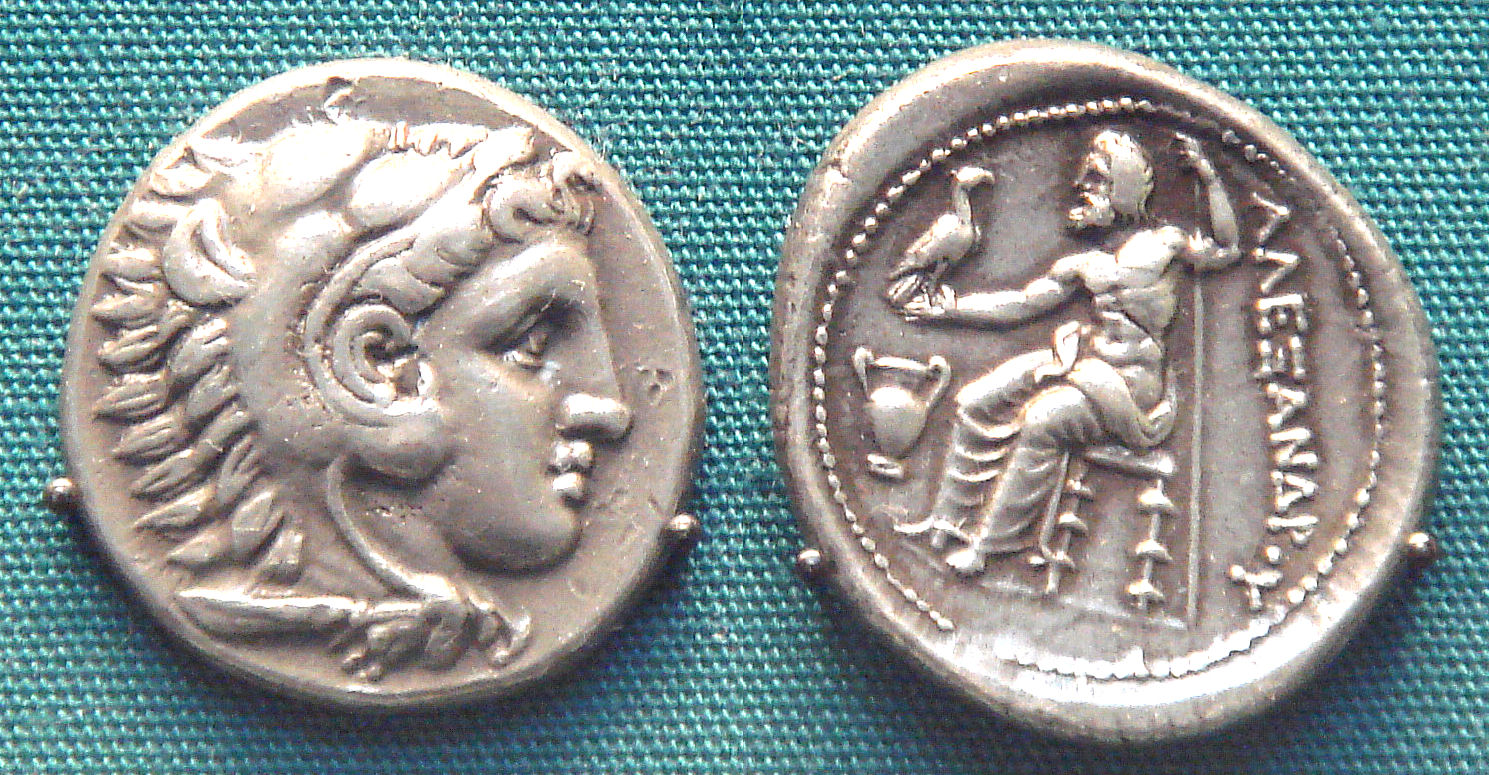
Muntstuk uit de tijd van Alexander. Op de voorkant staat Hercules met zijn leeuwenhuid. Op de achterkant staat Zeus op een troon met in zijn handen een arend en een scepter, British Museum.

Er is geen enkele bron overgeleverd die stamt uit de tijd van Alexander. Van het werk van Callisthenes, een neef van Aristoteles en officiële historiograaf tot 328 v.Chr., zijn slechts fragmenten bewaard gebleven. Zijn geschriften lijken in de oudheid gebruikt te zijn geweest, hoewel zijn onpartijdigheid in twijfel getrokken kan worden. De geschriften van de metgezellen van Alexander, waarvan die van Ptolemaeus, Aristobulos van Cassandreia, Nearchus, Onesicritus en Chares van Mytilene de belangrijkste waren, zijn allemaal verdwenen.
Ptolemaeus, een van de belangrijkste generaals van Alexander en stichter van de dynastie van de Ptolemaeën, heeft zijn werk gewijd aan de militaire gebeurtenissen rond de veroveringen; Aristobulos heeft de geografische en wetenschappelijke aspecten van de reis voor zijn rekening genomen; Nearchus, de verkenner van de kusten van de Indische Oceaan, heeft een dagboek bijgehouden; Onesicritus, een cynische filosoof en onderbevelhebber van Nearchus, heeft in zijn werk de zeden en geografie van de veroverde gebieden beschreven; Chares, de kamerheer van Alexander, heeft zich toegelegd op het privéleven van de koning. Ook het geschiedeniswerk van Clitarchus van Alexandrië, kort na de dood van de veroveraar geschreven, bestaat enkel nog uit fragmenten. Clitarchus heeft niet rechtstreeks meegedaan aan de reis door Perzië, maar baseerde zich op  officiële archieven en rechtstreekse getuigen. De werken van deze historici over die gebeurtenissen werden gebruikt door de latere schrijvers Diodorus Siculus, Arrianus, Plutarchus en Quintus Curtius Rufus.
De koninklijke archieven van Alexander zijn eveneens verdwenen. De belangrijkste hiervan waren de Efemeriden, geschreven door Alexanders secretaris Eumenes van Cardia. Deze werden geschreven vanaf 330 v.Chr. tot aan het moment waarop Alexander Darius III van de troon stootte en zelf koning werd. Na de dood van historiograaf Callisthenes rond 328 v.Chr., liet Alexander mogelijk een ander soort biografie maken, een die meer in lijn was met de Perzische gebruiken die hij invoerde aan het koninklijke hof. De traditie van het schrijven van kronieken waarin de Efemeriden zijn geschreven, gaat terug tot de Achaemeniden uit de tijd van Xerxes I. De Efemeriden lijken al snel na de dood van Alexander ontoegankelijk geworden te zijn. Ptolemaeus en Aristobulos hebben er echter wel gebruik van kunnen maken. De latere antieke schrijvers deden er enkel beroep op als het ging over de omstandigheden rond de dood van Alexander. Het is erg waarschijnlijk dat een deel van de Efemeriden verdwenen is door een brand, zoals Plutarchus bevestigt.
Onder de officiële documenten bevinden zich slechts weinig inscripties die gevonden zijn in de Griekse poleis. Een voorbeeld van zo'n inscriptie is die uit de tijd van Philippus II, die handelt over de voorwaarden voor aansluiting bij de Korinthische Bond (338 v.Chr.). Verder is er nog een brief van Alexander in Chios die gezonden werd na de tegenaanval van de Perzen in 332 v.Chr., waarin de voorwaarden voor de terugkeer onder de Macedonische hegemonie opgesteld stonden. Een andere inscriptie uit de tijd van Alexander gaat over een beslissing die genomen werd over de stad Philippi in Macedonië.
Numismatieke bronnen bevatten belangrijke politieke en economische informatie. Er werd een groot aantal muntstukken geslagen tijdens de heerschappij van Alexander, ook al werden die pas later verspreid door de Diadochen, onder wie Ptolemaeus. De eerste tetradrachmen werden in opdracht van Alexander geslagen na de Slag bij Issos (333 v.Chr.). De eerste gouden staters werden geslagen na het Beleg van Tyrus (332 v.Chr.). Het blijft echter onduidelijk of de muntstukken van Alexander met olifanten erop geslagen werden in zijn eigen tijd of tijdens de Seleucidische.

### Indirecte bronnen

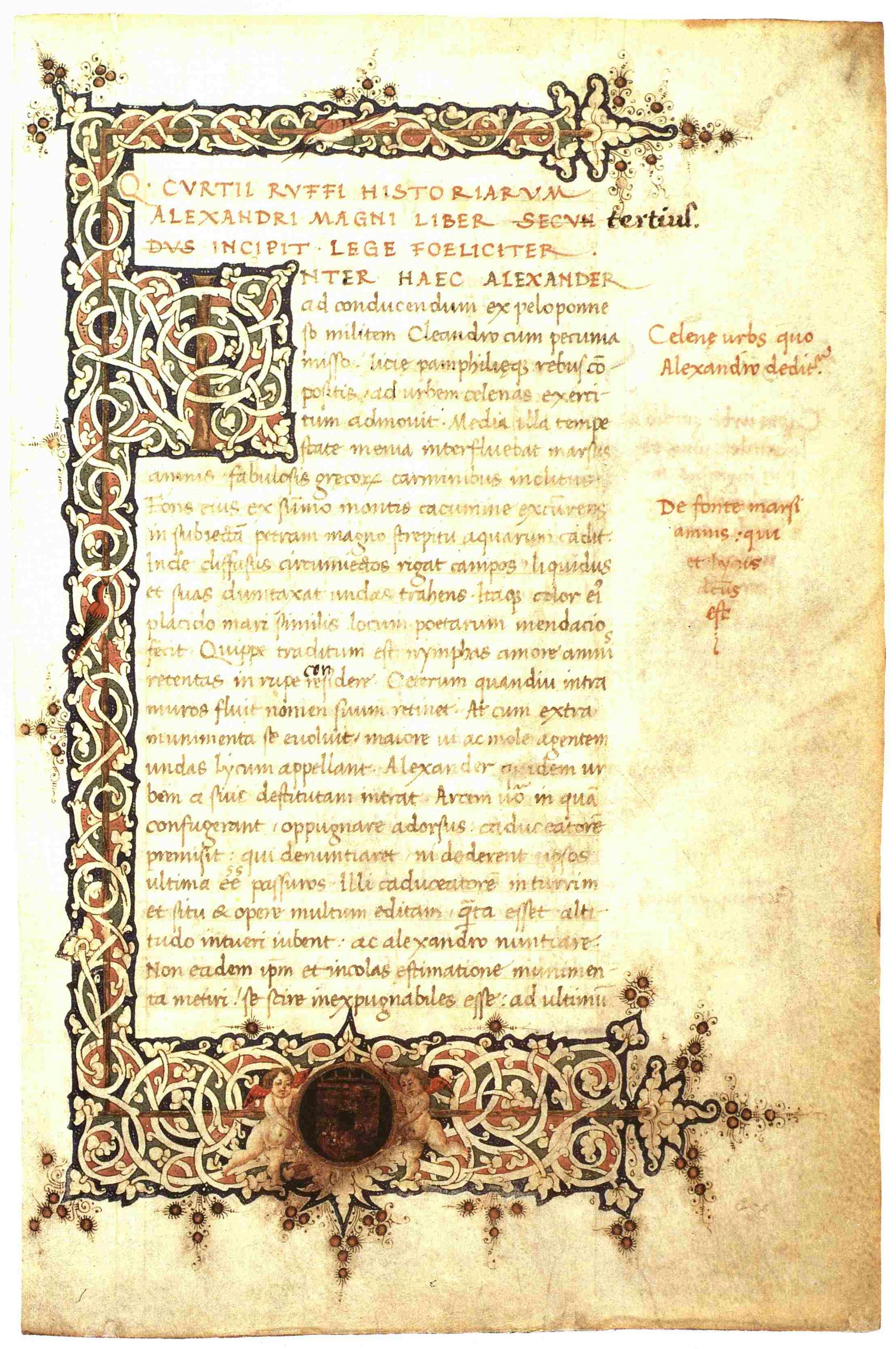
Pagina uit het Latijnse geschrift over de geschiedenis van Alexander de Grote door Curtius Rufus (manuscript uit 1467).

Er zijn over Alexander alleen nog geschriften voorhanden van auteurs die zich baseerden op geschiedschrijvers uit de tijd van Alexander. Al deze auteurs waren inwoners van het Romeinse Rijk. Het oudste complete werk is de Bibliotheca historica, boek XVII, geschreven door Diodorus Siculus in de eerste eeuw v.Chr. Het werk Historiën van Polybios, geschreven in de tweede eeuw n.Chr., vermeldt vele feiten over de veroveringen van Alexander.
Het is gebruikelijk om onder de latere geschiedschrijvers twee stromingen te onderscheiden. Tot de eerste stroming, die door moderne historici het betrouwbaarst wordt bevonden, behoren Plutarchus (in zijn Parallelle Levens) en Arrianus (in zijn Anabasis Alexandri, en in mindere mate in zijn Indica). Om de geschiedenis van Alexander te vertellen deden deze auteurs een beroep op de werken van Ptolemaeus en Aristobulos. In het Leven van Alexander, geschreven in het begin van de tweede eeuw n.Chr., vermeldt Plutarchus verschillende anekdotes over het karakter van Alexander, die vergeleken wordt met Julius Caesar. Plutarchus deed dit omdat hij vond dat dit meer zei over een persoon dan zijn daden. In de Anabasis Alexandri, geschreven in het Grieks in de tweede eeuw n.Chr., vertelt Arrianus, een hoge keizerlijke officier, met soberheid en precisie over de militaire gebeurtenissen. Uit zijn werk blijkt grote bewondering voor Alexander. Volgens hem had nog nooit iemand onder de Grieken of 'barbaren' zo'n dapperheid getoond. Hij zegt gebruik te hebben gemaakt van de werken van Ptolemaeus en Aristobulos, maar hij bekritiseert deze soms ook.
Tot de tweede stroming, minder betrouwbaar geacht, behoren Diodorus Siculus, Quintus Curtius Rufus en Justinus; auteurs die een eenzijdig positief beeld van Alexander gaven. Zij baseerden hun werken voor een groot deel op de Geschiedenis van Alexander van Clitarchus, geschreven enkele jaren na de dood van de koning. Deze auteurs geven een apologetieke visie op de heerschappij van Alexander en hebben hun werk aangevuld met enkele verzinsels. Diodorus geeft in zijn Bibliotheca historica uit de eerste eeuw v.Chr. een gedetailleerde getuigenis die ervoor zorgt dat de bronnen die niet meer overgeleverd zijn in een duidelijker licht gesteld worden. Zijn zeventiende boek wordt als het minst betrouwbare beschouwd. In dit boek komt Alexander naar voren als een held die weliswaar betrokken was bij excessen, maar die waren volgens Diodorus politiek gemotiveerd of ontstonden door tussenkomst van de goden.
Quintus Curtius Rufus, die leefde in de eerste eeuw n.Chr., heeft een Geschiedenis van Alexander de Grote samengesteld in het Latijn, waarvan slechts de laatste acht van de tien originele boeken overgebleven zijn. Het werk is voor een groot deel gebaseerd op de Geschiedenis van Alexander van Clitarchus en op het werk van Callisthenes. Hij gebruikte ook de memoires van Ptolemaeus en Aristobulos, wat enkele overeenkomsten met de Anabasis van Arrianus verklaart. Hoewel hij enkele fabeltjes uit het werk van Clitarchus blootlegt, heeft Curtius het meestal gewoon gekopieerd. Zijn tekst is het enige historische werk dat gebruikt werd in Europa tijdens de middeleeuwen.
Justinus, die in het midden van de tweede eeuw zou hebben geleefd, is degene die een samenvatting heeft gemaakt van het verdwenen Historiae phillippicae van Pompeius Trogus. Pompeius Trogus gebruikte onbekende Griekse bronnen, waaronder misschien Hieronymus van Cardia uit de tijd van de Diadochen. Deze bronnen, die een anti-Romeinse interpretatie geven, hebben als doel de niet-Romeinse ('barbaarse') volkeren in een beter daglicht te stellen (Macedoniërs, Parthen, Carthagers, etc.). Zijn werk is verder doorspekt met historische fouten en chronologische onnauwkeurigheden. Justinus focust zich vooral op de morele en dramatische aspecten, die hij in een geanimeerde vertelling weergeeft.
Latere auteurs, onder wie Eratosthenes, Strabo, Athenaeus van Naucratis, Plinius de Oudere, Aelianus en Eusebius van Caesarea deden een beroep op de rapporten (stathmoi of "stadia") van de topografen die als opdracht hadden de gebieden die Alexander doorkruist had te beschrijven en de daarin afgelegde afstanden te berekenen.
De antieke auteurs hebben geen onpartijdig historisch werk afgeleverd, maar eerder een presentatie van de daden van Alexander, doorspekt met moraliserende appreciatie. Wat ze ook gemeen hebben is dat ze weinig aandacht schenken aan de tegenstanders van Alexander of aan zaken die niet direct iets met zijn veroveringen te maken hadden.

### Archeologische bronnen

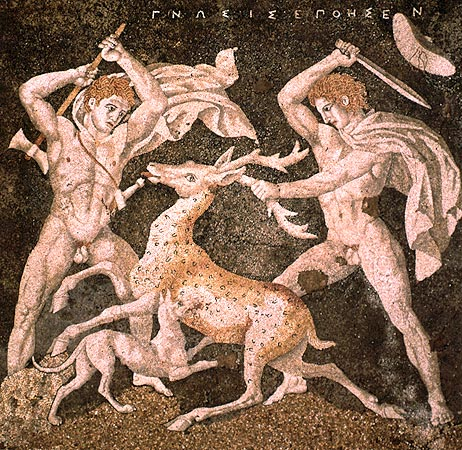
Dit mozaïek beeldt waarschijnlijk Alexander en Hephaestion af (vierde eeuw v.Chr.). Archeologisch museum van Pella.

Archeologische bronnen uit de tijd van Alexander zijn erg zeldzaam. Aangezien zijn heerschappij kort duurde, is het moeilijk om een archeologische laag toe te wijzen aan die periode. Het grootste deel van de steden gesticht door Alexander is verdwenen, uitgezonderd Alexandrië in Egypte; maar de bouw van deze stad werd voltooid onder Ptolemaeus II. De hedendaagse site van Aï Khanoum komt misschien overeen met Alexandrië aan de Oxus, hoewel de ontdekte stukken uit een latere tijd dateren. De tombe van Philippus II bij de koninklijke necropolis bij Aegae herbergt een jachttafereel op een fresco; het is mogelijk dat dit fresco de jonge Alexander afbeeldt bij zijn vader.
Het grootste deel van de kunstwerken uit de tijd van Alexander, waaronder die van de beeldhouwers Lysippus en Leochares en van de schilder Apelles, is verdwenen; in de tijd van de Romeinen is er wel een groot aantal kopieën gemaakt. Enkele originele kunstwerken uit de Hellenistische tijd zijn wel overgebleven. De mozaïeken van de jacht op een leeuw en op een hert die waarschijnlijk Alexander afbeelden, dateren uit het laatste kwart van de vierde eeuw v.Chr. Ze waren bedoeld om het interieur van huizen in Pella op te fleuren. De Alexandersarcofaag, gevonden in Sidon, dateert uit het einde van de vierde eeuw v.Chr.; de reliëfs die de sarcofaag bedekken tonen Alexander die jaagt of in een veldslag is verwikkeld. Het beroemde Alexandermozaïek van Pompeï dateert uit de tweede eeuw v.Chr., maar is mogelijk een kopie van ofwel een schilderij gemaakt door Apelles of een verloren fresco uit de late vierde eeuw v.Chr. Hij toont, volgens de traditionele theorieën althans, Alexander die vecht tegen Darius III tijdens de Slag bij Issus. Volgens een andere theorie beeldt het mozaïek de Slag bij Gaugamela af. Het is ook mogelijk dat het een archetypische voorstelling is van de overwinningen van Alexander.

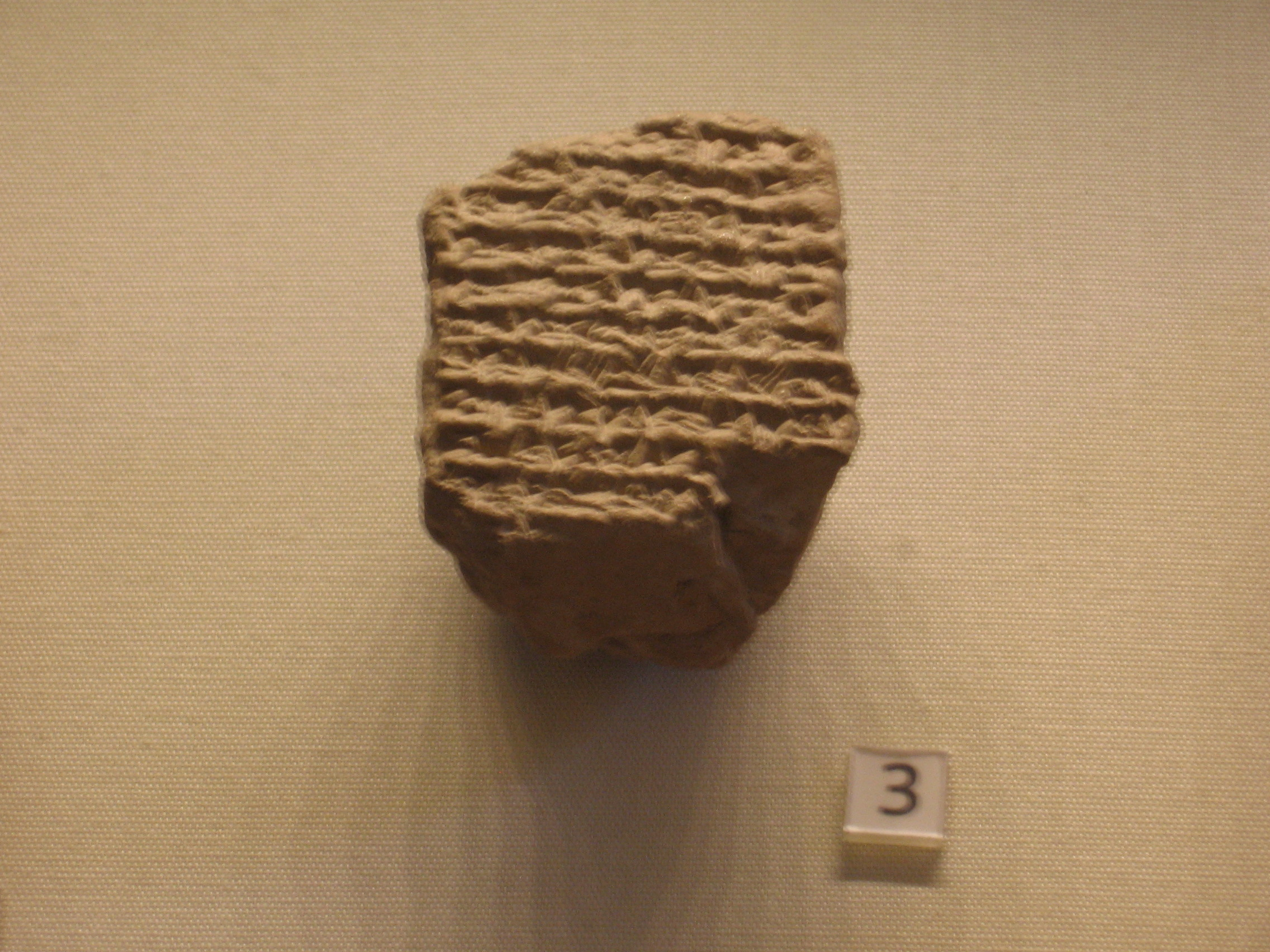
Astronomisch Babylonisch tablet dat de dood van Alexander de Grote vermeldt op 11 juni 323 v.Chr., British Museum.

Recente ontdekkingen en publicaties die tot nieuwe interpretaties hebben geleid, zorgen voor meer informatie over de veroveringen van Alexander. Een van de redenen daarvoor is dat vondsten in de gebieden van het Perzische Rijk meer aandacht krijgen. De oase van Al-Bahariya in Egypte langs de route die genomen werd door Alexander in 332 v.Chr. tussen Memphis en de oase van Siwa, herbergt de overblijfselen van een heiligdom van Alexander dat opgegraven werd in 1938, met een voetstuk waarop een inscriptie in hiërogliefen is gegraveerd. Dit bewijst dat Alexander  alle voorrechten van een Farao had ontvangen, waaronder die van vereerd te worden als god. Een tweede inscriptie, in het Grieks, draagt de dedicatie: "koning Alexander naar zijn vader Amon".
In 1962 werden nabij Jericho enkele papyrussen, geschreven in het Aramees, ontdekt. Ze gaan over de vlucht van de Samaritanen na de aankomst van Alexander in 331 v.Chr. Er zijn ook op hout en perkament geschreven Aramese documenten ontdekt in Bactrië, maar deze zijn nog niet gepubliceerd (in 2018); een van deze brieven, betreffende een voedselverdeling, getuigt van een bestuurlijke continuïteit tussen het rijk van Alexander en dat van de Achaemeniden.
In 1988 werden astronomische Babylonische tabletten uit de tijd van de Achaemeniden en de hellenistische tijd gepubliceerd. Een van die tabletten, met het opschrift "de koning is dood", heeft ertoe geleid dat de sterfdatum van Alexander nauwkeurig kon worden bepaald op de nacht van 10 op 11 juni in 323 v.Chr. Een andere, die dateert van 1 oktober 331 v.Chr., vermeldt de Slag bij Gaugamela, de vlucht van Darius III naar Medië en de intrede van Alexander in Babylon.
In 1992 werd in Afghanistan een belangrijke archeologische vondst gedaan. Deze bestond uit een gouden muntstuk dat overeenkomt met een dubbele dareik, met op de voorzijde het hoofd van Alexander, bedekt met een scalp van een olifant en met de horens van Amon. Op de achterzijde staat een olifant met onderaan de letters "BA", wat misschien Basileoos Alexandrou ("Van Koning Alexander") betekent. Dit muntstuk, geslagen na de overwinning tegen Poros in de Slag bij de Hydaspes, was wellicht de inspiratiebron voor de latere "olifantenmuntstukken". Het belang van de vondst ligt er volgens enkele onderzoekers in dat de afbeelding op de voorzijde van de munt naar alle waarschijnlijkheid het enige eigentijdse portret van Alexander is dat bewaard is gebleven.
Archeologen van het British Museum denken de resten van een versterkte stad, Qalatga Darband, ontdekt te hebben. Deze stad werd gesticht door Alexander na de Slag bij Gaugamela in 331 v.Chr. Ze beroepen zich op foto's genomen in Koerdistan en Irak door de Central Intelligence Agency (CIA) tijdens de Koude Oorlog. Naar aanleiding van de foto's, die in 1996 werden vrijgegeven, hebben de archeologen onderzoek verricht dat leidde tot de ontdekking van de resten van een muur en de fundamenten van een aantal gebouwen. Het onderzoek loopt in 2019 nog steeds door.

### Evolutie van de historiografie
Tot na de middeleeuwen en de renaissance bleef de biografische stijl waarin over Alexander werd geschreven vrijwel gelijk aan de stijl die Plutarchus gebruikt had. Daarnaast ontstond in de derde eeuw het genre van de Alexanderroman met geromantiseerde, fantastische verhalen over het leven van Alexander. Het genre werd op grote schaal verspreid vanaf de twaalfde eeuw en zorgde voor de legendevorming rond Alexander. Hij werd erin afgeschilderd als een rolmodel: de deugdzame prins en de veroveraar-koning.
De eerste moderne biografie van Alexander werd geschreven door Samuel Clarke in 1665 in een Engeland dat beheerst werd door de Engelse Burgeroorlog. Hij wordt erin voorgesteld als de belichaming van overdaad en despotisme. In Frankrijk, in de tijd van de Verlichting, werden de antieke auteurs (Plutarchus, Arrianus, Quintus Curtius Rufus) bekritiseerd door Pierre Bayle, Voltaire, Jean-François Marmontel en Guillaume de Sainte-Croix. In Over de geest van de wetten (1748) beeldt Montesquieu Alexander af als iemand die voor een handelsrevolutie gezorgd had. Hij volgt het werk van de geleerde Pierre-Daniel Huet, die Geschiedenis van de handel (1716) publiceerde, waarin Alexanders erfenis bewonderd werd. Deze visie wordt ook teruggevonden in de Historische onderzoeken over India (1790) van de Schot William Robertson, die Alexander ziet als een voorbeeld, want hij zou een veroveringstocht, commerciële uitwisselingen en de verspreiding van de Europese beschaving gecombineerd hebben. In het begin van de negentiende eeuw, in een Pruisen getraumatiseerd door de nederlaag in de Slag bij Jena, veroordeelde de historicus Barthold Georg Niebuhr de erfenis van Alexander, omdat hij er volgens hem niet in geslaagd was het koninkrijk dat hij had verkregen te consolideren.
Tot aan de negentiende eeuw waren er erg weinig teksten die volledig gewijd waren aan Alexander. De Geschiedenis van Alexander de Grote van Johann Gustav Droysen, gepubliceerd in 1833, markeert het begin van gedegen wetenschappelijk onderzoek naar Alexander. Deze historicus, leerling van Hegel, heeft de term "hellenistisch" gemunt. Hij probeerde van Alexander een historische held te maken. Hij bracht de culturele aspecten in beeld van het beleid van Alexander, dat er volgens hem op gericht was "de vurige vitaliteit van Griekenland" en "de traagheid van Azië" te vermengen. Alexander voerde in zijn visie een goed economische beleid en stichtte steden, zodat "de enorme schatten van Azië die anders nutteloos zouden zijn" floreerden. Hij bevestigde dat Alexander voor een "wereldwijde religie" zorgde en dat hij de grondlegger was van een nieuw tijdperk dat zou blijven duren tot de ondergang van het Byzantijnse Rijk in 1453. In de ogen van Droysen leek Macedonië op Pruisen, waarvan de missie was de Duitse volkeren te verenigen, zoals Philippus en Alexander hadden gedaan in Griekenland.
In de Angelsaksische wereld was de eerste die deze geïdealiseerde visie deelde William W. Tarn. Hij beschrijft Alexander in de biografie die gepubliceerd werd in 1948, als een held die beschaving bracht. Volgens de Britse historicus was Alexander "de pionier van een van de grootste revoluties in de geschiedenis van de wereld" doordat hij de Macedoniërs en Perzen wilde verenigen met het massahuwelijk bij Susa, verlangend naar een broederschap tussen de twee volkeren. Historicus Peter Green stelde zich vooral als doel de psychologie van Alexander te onderzoeken; volgens hem vertrouwde hij op zijn "militair genie", aangezien hij eigenlijk geen echt plan had voorbereid voor zijn expeditie. Impliciet neemt hij in zijn boek echter de ideologie dat Alexander een "held" was over van de oude geschiedschrijvers. De boeken van Robin Lane Fox, die Oliver Stone geïnspireerd hebben tot zijn film Alexander (2004), geven eveneens een verontschuldigend beeld op de heerschappij van Alexander, die zich steeds meer inliet met de vermeende decadentie van het Perzische Rijk.
Deze lovende evaluaties staan in sterk contrast met een meer negatieve interpretatie, die de kritieken uit de oudheid hervat, vooral die van de stoïcijnse filosofen. Volgens hen was Alexander een roofdier met alleen militaire kwaliteiten, en faalde hij politiek door zijn impulsiviteit en irrationaliteit, waarbij hij zichzelf door de "zuiveringen" van zijn officieren vervreemdde. De eerste die dit idee had was Karl Julius Beloch in zijn Griechische Geschichte, waarin Alexander afgeschilderd wordt als een tiran. Alexander der Grosse: Das Problem seiner Persönlichkeit und seines Wirkens (1949) van Fritz Schachermeyr geeft ook een kritische blik op Alexander. Deze kritische analyse kan eveneens gevonden worden bij Albert B. Bosworth in Conquest and empire: The reign of Alexander the Great (1988), een boek dat veel invloed heeft. Het militair genie van Alexander, dat unaniem erkend werd, wordt gerelativeerd door moderne critici. Ernst Badian kwalificeert in Der Neue Pauly. Enzyklopädie der Antike (1996) de terugkeer vanuit India als een militaire catastrofe; Waldemar Heckel onderlijnt in The Conquests of Alexander the Great (2008) de strategische capaciteiten van Alexander maar verzet zich tegen de te geromantiseerde visie op zijn heerschappij. Deze kritieken waren voor historicus Frank Holt aanleiding om te waarschuwen voor een "nieuwe orthodoxie", die de balans van Alexander als held van het ene naar het andere uiterste zou doen overslaan.
In de meeste recente onderzoeken wordt afgezien van pogingen de persoonlijkheid van Alexander te begrijpen en van het geven van een waardeoordeel. De historici proberen eerder de draagwijdte van het koningschap te onderzoeken, de transformatie ervan en de politieke gevolgen van de veroveringen. De werken van de Griekse historicus Miltiades Hatzopoulos, waaronder Macedonian Institutions Under the Kings : A historical and epigraphic study (1996), omvatten een studie over de Macedonische staat van de Argeaden tot aan de Antigoniden. Dit heeft de visie op Alexanders geschiedenis ingrijpend veranderd. Onder de hedendaagse historici onderscheiden Edward M. Anson en Ian Worthington zich, respectievelijk met hun werken Alexander the Great: Themes and issues (2013), een studie over de vragen rond de heerschappij van Alexander en zijn Grieks-Macedonische origine, en By the spear: Philip II, Alexander the Great, and the rise and fall of the Macedonian Empire (2014), een vergelijking tussen de heerschappij van Alexander en die van Philippus II. In de werken van Pierre Briant en Paul Bernard wordt ook de overname van de Achaemenidische structuur in de besturing van het rijk in zijn geheel bekeken. De veroverde volkeren, die lang "geen geschiedenis" hadden, worden nu ook opgenomen in de studie over Alexanders rijk.

## Jeugd en onderwijs

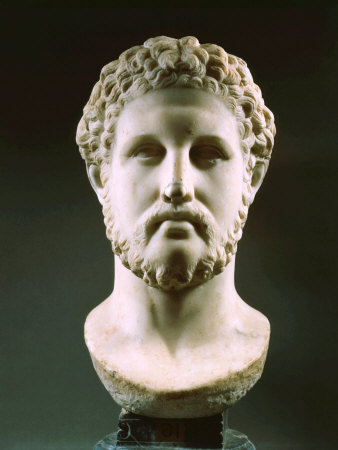
Buste van Philippus II van Macedonië, Romeinse kopie van een Hellenistisch exemplaar

### Geboorte
Alexander werd geboren in Pella, in Macedonië, 21 juli 356 v.Chr. Hij was de zoon van de Macedonische koning Philippus II, van de dynastie van de Argeaden. Zijn moeder was Olympias, Philippus' derde of vierde wettelijke echtgenote, een prinses van Epirus van de dynastie van de Aeaciden. Hij was langs moederskant dus een neef van koning Alexander I van Epirus. Zijn moeder is op 355 v.Chr. ook bevallen van een dochter, Cleopatra van Macedonië. Alexander zei zelf dat hij langs vaderskant afstamde van Temenos van Argos. Temenos was een afstammeling van Herakles, een zoon van Zeus. Alexander zei zelf ook dat hij langs zijn moeders kant afstamde van Neoptolemos, de zoon van Achilles.
Een legende uit de oudheid zegt dat niet Philippus de vader is van Alexander. Hij zou bang zijn geweest voor Olympias, vanwege haar gewoonte om in het bijzijn van slangen te slapen. De echte vader zou Zeus zijn. Alexander gebruikte dit populaire verhaal voor politieke doeleinden, door soms naar Zeus te verwijzen in plaats van naar Philippus als hij over zijn vader sprak. Een andere legende, uit de derde eeuw v.Chr. uit Alexandrië, zegt dat Alexander de zoon was van de laatste farao van Egypte van de Dertigste Dynastie, Nectanebo II, die zijn macht verloren had aan Artaxerxes III en als vluchteling aan het hof van Philippus verbleef.
Volgens een bewering van Plutarchus werd Alexander geboren in de nacht waarop Herostratos de Tempel van Artemis in Efeze, een van de Zeven Wereldwonderen, in brand stak. Alexander heeft deze toevalligheid later gebruikt om zijn politiek aura te versterken door voor te stellen het herstel van de tempel te financieren, wat echter geweigerd werd door de Efezers. Plutarchus wijst er ook op dat zowel Philippus als Olympias de toekomstige geboorte van Alexander in een droom gezien hadden. Toen ze Aristander van Telmessos raadpleegden, zou deze gezegd hebben dat Olympias zwanger was van een kind dat het karakter van een leeuw zou hebben.

### Culturele invloed op Alexander

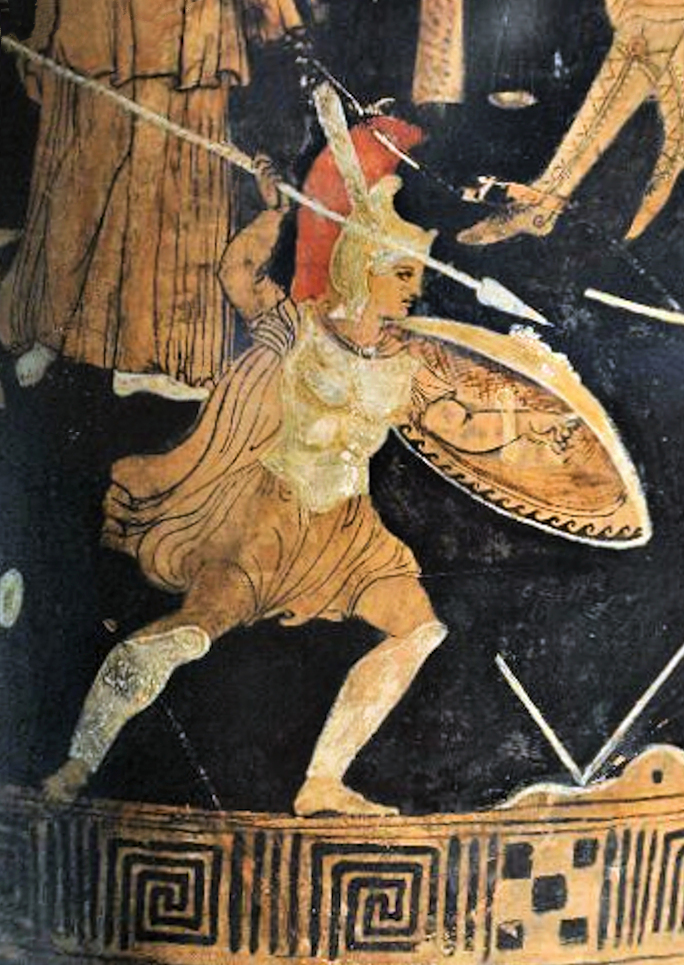
Achilles tijdens de Trojaanse Oorlog, keramiek uit het einde van de vierde eeuw v.Chr.

De vraag tot welke cultuur de Macedoniërs, en Alexander in het bijzonder, behoorden, blijft onderwerp van discussie. In de ogen van veel Grieken, onder wie Aristoteles en Demosthenes, werden de Macedoniërs om politieke redenen als barbaren aangemerkt. Plato zag hen als "halfbarbaren" (mixobarbaroi). Het overgrote deel van de moderne historici, die zich beroepen op recente archeologische ontdekkingen, betwisten het te "Athenocentrische" beeld van de Griekse beschaving, die alle volkeren ten noorden en ten westen van Delphi als "barbaren" beschouwde.
Inmiddels is bewezen dat de Macedoniërs een Grieks dialect spraken, het Oudmacedonisch, waarvan de geschreven vorm sterk lijkt op de dialecten uit Thessalië en Epirus. Ook vereerden ze, net als de Grieken, de Olympische goden.  Vanaf de heerschappij van Archelaüs I van Macedonië (einde van de vijfde eeuw v.Chr.) was de officiële taal aan het Macedonische hof het Attisch, een dialect uit de omgeving van Athene. Philippus II, die als gijzelaar naar Thebe gegaan was tussen 368 en 365 v.Chr., sprak vloeiend Attisch.
Alexander lijkt dus vooral gevormd te zijn door de Griekse cultuur.Volgens Plutarchus gebruikte Alexander het Oudmacedonisch alleen als hij sterk geëmotioneerd was. Hij kende de verzen van de Ilias van Homeros, die in het Ionisch geschreven waren, uit het hoofd. Van dit boek nam hij een exemplaar mee naar Azië met aantekeningen van Aristoteles, Alexanders leermeester. Hij zag Achilles als zijn held en vond dit werk "de beste bron over de kunst van het oorlogvoeren." Hij haalde er de "Homerische leer van oorlog" uit: de leider moest de moed van zijn strijders vergroten, overwinningsmogelijkheden zoeken terwijl hijzelf wel de levens van zijn mannen zoveel mogelijk spaarde, en profiteren van zwakke punten van de vijand. Hij had ook de Historiën van Herodotos gelezen, net als de Anabasis en de Cyropaedia van Xenophon.
Hij maakte tijdens zijn veroveringen gebruik van deze boeken. De auteurs leerden hem dat een georganiseerd leger de overhand kan behalen tegen een "veelvoud aan barbaren" en dat de overwinning niet door aantallen, maar door de dapperheid en gehoorzaamheid aan de leider behaald werd. Hij kende ook de tragedies van Aeschylus, Sophocles en Euripides, van wie hij de werken naar zich liet toesturen terwijl hij in Azië was. Alexander bezat ook enige theoretische en praktische kennis over de geneeskunde. Ten slotte was ook jagen een belangrijk element van zijn opvoeding, in overeenstemming met de ideeën van Xenophon en Isocrates.

### Invloed van Aristoteles

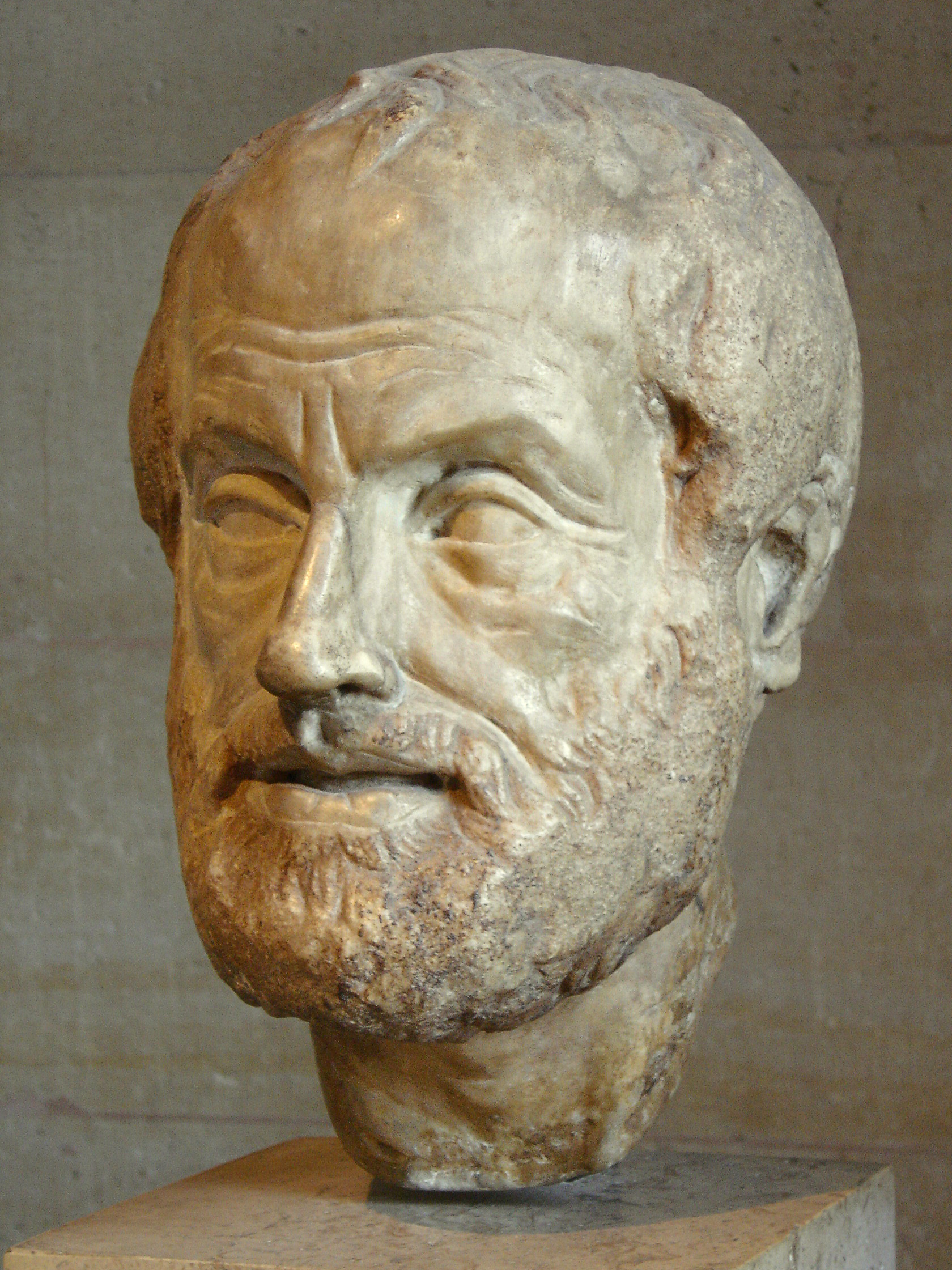
Beeld van Aristoteles, Romeinse kopie van een bronzen origineel van Lysippus, Louvre

Vanaf de leeftijd van 7 jaar kreeg Alexander een opvoeding "op de harde manier" (de paideia) van Leonidas van Epirus, een familielid van Olympias, en van Lysimachus van Acarnanië, die hem zou vergezellen naar Azië. Zijn leraren onderwezen hem ook in literatuur, muziek, politiek, en vroomheid en soberheid in het algemeen. Maar Philippus had andere ambities met zijn zoon en gaf hem ook de filosofen Menaechmus, die tevens wiskundige was, en Aristoteles als leraren. Aristoteles was Alexanders leraar van 342 tot 340 v.Chr. Hij was de zoon van de lijfarts van Amyntas III van Macedonië, de grootvader van Alexander. Philippus had de filosoof in dienst genomen in het kader van een politiek akkoord met Hermias van Aterneus, de tiran van Atarneus, bij wie Aristoteles had gewoond na zijn verbanning uit Athene.
Philippus bood Aristoteles de gelegenheid les te geven in een heiligdom dat gewijd was aan de nimfen, waarschijnlijk dicht bij Pella. Alexander werd er onderwezen, samen met zijn latere metgezellen Hephaestion, Ptolemaeus, Perdikkas, Eumenes, Seleucus, Philotas en Callisthenes. Naast hun filosofische scholing volgden zij een militaire opleiding en een intensieve sporttraining. De opvoeding van Alexander was ingericht volgens de Macedonische traditie, die wilde dat de zonen van koningen en edellieden samen grootgebracht werden om zo een trouwe groep te vormen, de hetairoi (gezellen). Ook tussen Alexander en zijn philoi (vrienden) ontstond een enorm sterke vriendschap.
Het is moeilijk om uit te zoeken welke rol Aristoteles gespeeld heeft in het leven van Alexander, ook al heeft Alexander zelf verkondigd dat hij het alleen aan zijn vader te danken had dat hij leefde, maar dat hij het alleen aan zijn leermeester te danken had dat hij goed leefde. In lijn daarmee bevestigt Droysen dat Alexander als staatsman was wat Aristoteles als denker was. Het lijkt evident dat Aristoteles geen genoegen nam met zijn rol als privéleraar. Hij wilde dat de Griekse steden meer als een geheel zouden samenwerken en minder elk hun eigen politieke agenda zouden nastreven. Hij indoctrineerde zijn leerling met de idee dat Griekenland verenigd kon worden onder leiding van Macedonië om het hellenisme over de wereld te laten heersen.
Een voorwaarde was dan wel dat er een echte koning aan het roer stond, een superieur individu. Het was dit soort koning dat Aristoteles zocht in Alexander en hij gaf zijn leerling een versie van de Ilias, het oorlogsverhaal bij uitstek in de Griekse wereld, met aantekeningen van zichzelf erin. Alexander nam dit boek mee naar Azië en hij trok er zijn gedragslijn uit. De invloed van de filosoof komt tot uiting in Alexanders overtuiging dat hij het westen en het oosten diende te verenigen. Aristoteles toonde echter ook zijn misprijzen tegenover de Perzen sinds zijn verblijf bij Hermias, die in 341 v.Chr. geëxecuteerd werd door Artaxerxes III. Hij zou Alexander later aansporen om de Perzische 'barbaren' te behandelen als planten of dieren, maar Alexander gaf hieraan geen gehoor.

## Heerschappij

### Koning van Macedonië

#### Troonopvolger (340-336 v.Chr.)

Het Koninkrijk Macedonië bij de dood van Philippus II van Macedonië

Tijdens de heerschappij van Philippus II verwierven de Macedoniërs de hegemonie over Griekenland. Philippus had de Atheners verslagen bij Thermopylae in 352 v.Chr., hij was tussenbeide gekomen in het conflict tussen de Thebanen en de Fokenzen, en hij had bovenal de overwinning behaald op een Atheens-Thebaanse coalitie in de Slag bij Chaeronea in 338 v.Chr. Alexander bewees in die laatste slag dat hij een goede legerleider was door de linkerflank te leiden en de leden van de Heilige Schare van Thebe bijna allemaal te doden. Alexander werd opgedragen om samen met Antipater de as van de gesneuvelde soldaten terug te brengen naar Athene. Na deze beslissende overwinning stichtte Philippus de Korinthische Bond waarin hij alle Griekse steden, met uitzondering van Sparta, verenigde onder zijn leiding. De Bond had een dubbele bedoeling: de hegemonie van Macedonië over Griekenland verzekeren en een oorlog tegen het Perzische Rijk beginnen.
In 340 v.Chr. riep Philippus Alexander, toen zestien jaar oud, bij zich om hem de werking van de staat uit te leggen. Het was rond die tijd dat Alexander zijn paard Bucephalus temde. Daarna vertrok Philippus naar Perinthus en Byzantion om deze steden te belegeren. Hij droeg de leiding over Macedonië tijdelijk over aan Alexander en omringde daarbij zijn zoon met ervaren adviseurs als Antipater.
In 339 v.Chr. kreeg Alexander voor de eerste keer de leiding over een militaire missie. Hij moest een veldtocht tegen de Thracische stammen leiden in de regio van de Strymon om daarmee de grenzen van Macedonië te beveiligen. Alexander behaalde de overwinning in deze veldtocht, die eigenlijk meer een soort plundertocht was. Na afloop legerde hij een garnizoen in een stad in het Rilagebergte die de naam Alexandropolis kreeg. Alexander profiteerde van deze veldtocht door contact te leggen met een Thracische stam, de Agrianiërs, die hem later elite-peltasten zouden leveren, licht bewapende infanterietroepen.
In 336 v.Chr. ontstond er onmin tussen vader en zoon. Alexander kwam op voor zijn moeder Olympias, toen Philippus wilde trouwen met Cleopatra, een nicht van zijn machtige generaal Attalus. Ze zou zijn zevende echtgenote worden en ze was al zwanger van hem. Alexander moest vluchten naar de familie van zijn moeder in Epirus. De ruzie bleef echter niet duren, en Alexander redde zelfs het leven van zijn vader in een gevecht tegen de Thracische stam der Triballi. In 339 v.Chr. stelde Pixadorus, de satraap van Carië, voor dat zijn dochter zou trouwen met Arrhidaeus, de tweede zoon van Philippus. Dit werd echter tegengewerkt door Alexander en zijn beste vrienden, Ptolemaeus, Nearchus, Harpalus, Laomedon en Erigyius. Philippus verbande deze laatsten en ze zouden niet terugkeren tot aan zijn dood.

#### Troonsbestijging (zomer 336 v.Chr.)

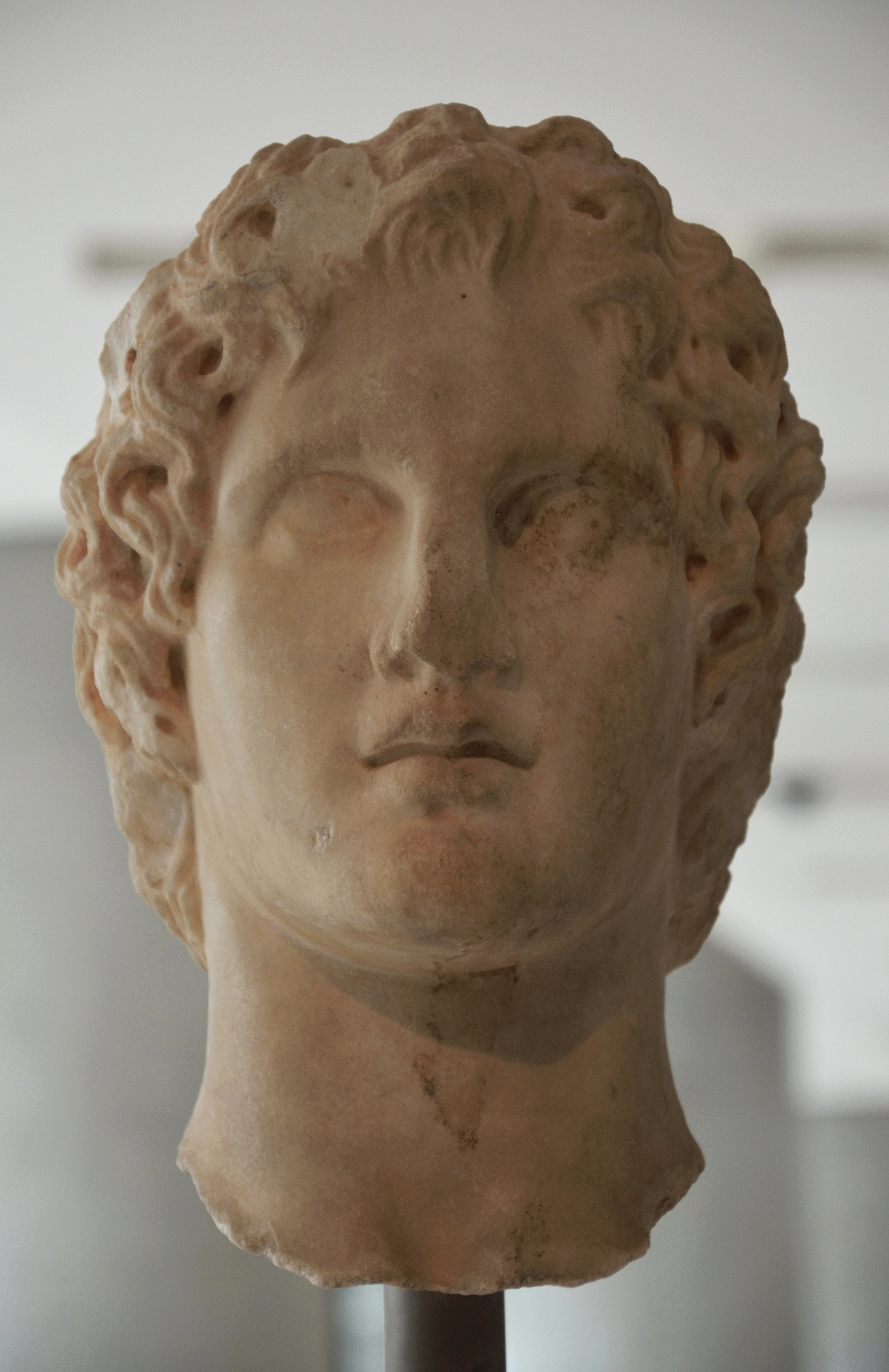
Jeugdig portret van Alexander, kopie van een origineel van Leochares of Lysippus, Museum van de Acropolis van Athene

In de loop van de zomer van 336 v.Chr. werd Philippus vermoord tijdens de huwelijksceremonie van zijn dochter Cleopatra en Alexander I, de broer van Olympias en koning van Epirus. De moordenaar was Pausanias van Orestis, een jonge edelman uit de somatophylax (de lijfwacht van de koning). Hij haatte de koning omdat die geweigerd had op te treden tegen generaal Attalus die door Pausanias verantwoordelijk werd gesteld voor verkrachting. Attalus had Pausanias dronken gevoerd en hem in laveloze toestand overgeleverd aan zijn muildierdrijvers die hem hadden misbruikt.
Verschillende antieke auteurs vermoedden dat Olympias waarschijnlijk opdrachtgever was van de moord, alleen of samen met Alexander. Andere auteurs suggereerden dat Pausanias op zoek was naar eeuwige roem. Weinig hedendaagse historici zijn van mening dat Alexander medeplichtig was aan de moord op zijn vader, aangezien Philippus' daden erop wezen dat Alexander de beoogde opvolger was. Een andere hypothese is dat de moord aangestuurd werd door Darius III, de koning van het Perzische Rijk vanaf 336 v.Chr. Arrianus vermeldt dat Alexander na de Slag bij Issus (333 v.Chr.) Darius beschuldigde van de dood van zijn vader. Alexander vroeg het orakel van Amon in Siwa onder andere of hij alle moordenaars van zijn vader goed gestraft had.
Na de moord op Philippus riep de Vergadering van de Macedoniërs, tegen de zin van Antipater, Alexander uit tot de nieuwe koning van de Macedoniërs. Kort na zijn benoeming gaf Alexander opdracht tot liquidatie van al zijn potentiële rivalen. Tot de slachtoffers behoorden twee zoons van Philippus, Amyntas IV en Caranus,  en twee prinsessen. Ook Attalus werd vermoord, toen hij een veldtocht leidde in Klein-Azië. Olympias dwong Cleopatra om zichzelf op te hangen nadat ze haar gedode dochter Europa in haar armen had mogen houden. Het is niet bekend of Olympias handelde met medeweten van Alexander.

#### Noordelijke expedities (winter 336-zomer 335 v.Chr.)

Naburige volkeren van Macedonië in de vierde eeuw v.Chr.

Alexander volgde zijn vader niet alleen op als koning van de Macedoniërs, maar ook archont van de Thessaliërs en hegemoon ("bevelhebber") en strateeg van de Korinthische Bond. Om te voorkomen dat de coalitie die gevormd was door zijn vader uiteen zou vallen, ondernam Alexander snel een diplomatieke reis naar Griekenland. De Thessaliërs vernieuwden hun geloften van trouw, terwijl de Atheners een eed zwoeren aan de nieuwe hegemoon.
In een poging om te profiteren van Philippus' dood bedreigden de Thraciërs en de Geten Macedonië. In de lente van 335 v.Chr., terwijl Antipater optrad als regent, overwon Alexander de Geten, en doorkruiste daarna het land van de Odrysen. Hij versloeg de Triballi van koning Syrmus op de oevers van de rivier de Hemos, dicht bij de Donaudelta. Syrmus verloor bijna 3000 krijgers, wat andere stammen aanspoorde om vrede te vragen. Alexander stelde Zopyrion aan als gouverneur van Thracië. Bij deze gelegenheid ontmoette Alexander Keltische ambassadeurs, waarschijnlijk Scordisci, bij de Donau. De noordelijke grens van het rijk was nu vastgelegd langs de Donau.
Terzelfder tijd deden de Illyrische volkeren een inval in Macedonië met Clitus, de koning van de Dardaniërs, aan het hoofd. Hij had de Taulantiërs van koning Glaucias en de Autariates van koning Pleuras overtuigd om zich bij hem aan te sluiten. In juli 335 v.Chr. marcheerde Alexander met zijn troepen naar het gebied van de Agrianiërs in Paeonië. Nadat hij in december 335 v.Chr. de overwinning had behaald tijdens het Beleg van Pelium, dwong Alexander de Illyriërs zich terug te trekken. Clitus bleef koning, nu als vazal van Macedonië.

#### Opstand van de Griekse steden (herfst-winter 335 v.Chr.)
Terwijl Alexander beziggehouden werd in het noorden tegen de Triballi, besloten de Griekse steden om in opstand te komen tegen de Macedoniërs. Dit was het resultaat van het beleid van Darius III. Deze had ondertussen met de hulp van Memnon van Rhodos de gebieden die veroverd waren door Parmenion aan het einde van de heerschappij van Philippus, heroverd. Hij probeerde een opstand in Griekenland aan te sporen door de steden te financieren. De roddel dat Alexander bij de Donau gesneuveld was luidde uiteindelijk het begin van de opstand in Thebe in, waar een Macedonisch garnizoen gelegerd was sinds de nederlaag bij Chaeronea in 338 v.Chr. Athene en Sparta beloofden om de stad te helpen.
Alexanders antwoord kwam bliksemsnel. Hij zou volgens Plutarchus gezegd hebben: "Demosthenes heeft mij zolang ik onder de Illyriërs en Triballers vertoefde een kind genoemd. Volgens hem was ik in Thessalië een jongeling, thans wil ik hem voor de muren van Athene bewijzen dat ik een man ben." Alexander marcheerde met zijn volledige leger door Griekenland op een geforceerde mars. Hij doorbrak de verdedigingslinie bij Thermopylae. Hierdoor waren de Thebanen verrast, want ze waren het Macedonische garnizoen in hun stad dat zich had verschanst in de akropolis, de Cadmea, nog aan het belegeren. Aan het einde van de Slag bij Thebe en ondanks een sterke weerstand viel de stad in de herfst van 355 v.Chr. in de handen van de Macedoniërs. De Atheners en de Spartanen waren de Thebanen niet te hulp gekomen. Conform met de richtlijnen van de Korinthische Bond, waarin de Thebanen veel vijanden hadden, werd de stad volledig van de kaart geveegd. Enkel het huis waarin Pindarus geleefd had, werd gespaard, dankzij zijn goede relaties met de Argeaden. Ook enkele tempels bleven onaangeroerd. De bevolking van ongeveer 30.000 mensen werd tot slaaf gemaakt en hun grondgebied werd verdeeld onder de overwinnaars. Door de vernietiging van Thebe zou Alexander later tijdens zijn heerschappij altijd bang blijven voor de toorn van Dionysus, wiens moeder Semele de dochter van Cadmus was, de stichter van die stad. Hij zou hem later eren met verschillende offers om zijn woede te verzachten.
Alexander spaarde Athene, dat maar al te blij was dat het zich zonder al te veel moeilijkheden aan hem kon onderwerpen. Deze barmhartigheid toont misschien zijn wil om het belangrijkste intellectuele centrum van Griekenland te sparen. Hij zei ook dat deze stad "een oogje in het zeil moest houden op de andere Griekse steden" terwijl hijzelf naar Azië vertrokken was. Misschien was het ook door de invloed van zijn vroegere leermeester Aristoteles, die zich nog in datzelfde jaar in Athene zou vestigen om er zijn Lykeion te stichten, dat hij dit deed. Het is ook mogelijk dat het talent van onderhandelaars Phocion en vooral Demades de koning overtuigd had om de stad niet te vernietigen. Alexander beval wel de uitlevering van Demosthenes, Lycurgus en Hyperides, maar hier zouden de Atheners niet op ingaan.
Alexander besloot daarna om een triomftocht door Griekenland te maken. In Korinthe ontmoette hij in de winter van 335 v.Chr. Diogenes van Sinope, de cynische filosoof. Die zou aan Alexander gezegd hebben: "Ga weg uit mijn zon." Hierop zou Alexander aan zijn officieren gezegd hebben: "Als ik niet Alexander zou zijn, dan zou ik Diogenes willen zijn." In diezelfde periode ging Alexander ook naar Delphi. Toen de Pythia echter geen orakel kon geven, aangezien het "onheilsdagen" waren, trok hij haar met zich mee in de tempel. Zij zei toen: "Mijn zoon, jij bent onoverwinnelijk!" Alexander beschouwde deze uitroep als een orakel.

### Verovering van Klein-Azië

#### Doelen van de expeditie naar Azië
Alexander hervatte toen het panhellenistische project dat zijn vader Philippus gestart had, naar het idee van Isocrates. Die wilde dat de Grieken zich verenigden onder Macedonië tegen de eeuwige vijand, de Perzen. De oorlog tegen het Perzische Rijk leek onvermijdelijk sinds Artaxerxes III Byzantion en Perinthus te hulp geschoten was in 340 v.Chr. met als doel de Macedonische expansie een halt toe te roepen. Deze expansie zette vraagtekens bij de Koningsvrede, die in 387 v.Chr. na de Korinthische Oorlog gesloten was. Philippus had niet de verovering van het volledige Perzische rijk voor ogen gehad, maar eerder de bezetting van de Egeïsche provincies, waar de Griekse invloedssfeer toch al sterk was. Dit was helemaal niet het geval voor de rest van Anatolië, dat grotendeels uit Iraanse volkeren bestond. Philippus had wel de Grieken willen verenigen tegen de Perzen voordat zij zich bij elkaar konden aansluiten tegen hem; toch hoopten enkele Grieken dat deze expeditie Macedonië zo zou verzwakken dat ze hun onafhankelijkheid zouden kunnen terugwinnen, en daarom onderhielden ze in het geheim contacten met de Perzen.
In de herfst van 355 v.Chr. bepaalde de Korinthische Bond de voorwaarden voor de expeditie naar Azië. In Azië was al in Troas in 336 v.Chr. een bruggenhoofd gevestigd door Parmenion en Attalus. Alexander versnelde de gehele operatie omdat dit bruggenhoofd zeer fragiel was. Hij was ook van plan om zich los te maken van de voogdij van Antipater, die hij tot regent van Macedonië aanstelde. Hierdoor kon hij militair prestige verwerven, wat hem zou toelaten om Parmenion en zijn familie te verdringen. De twee generaals vonden wel dat Alexander eerst moest trouwen, zodat er geen dynastieke crisis zou uitbreken voor het geval dat hij eventueel zou sterven zonder erfgenaam. Op dat moment toonde Alexander, ondanks het feit dat hij nog zo jong was, zijn vastberadenheid door de expeditie toch al van start te laten gaan. De veldtocht tegen de noordelijke volkeren overtrof nu al wat zijn vader had gedaan, terwijl de vernietiging van Thebe de onrust in Griekenland had gekoeld. Hij nam echter wel het politieke beleid van zijn vader over en het sterke leger dat hij onder zijn bevel had. Dit leger werd geleid door ervaren officiers die trouw waren geweest aan Philippus.

#### Leger van Alexander

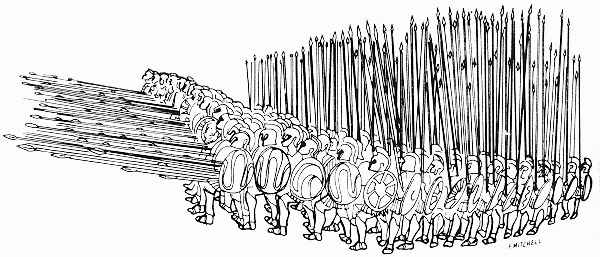
Een eenheid (syntagma) van de Macedonische falanx

Alexander zette de inspanningen die Philippus had gedaan om het Macedonische leger te verbeteren voort. Hij kon onder andere profiteren van de ervaren soldaten in het leger, die hij tot het uiterste kon drijven door zelf zijn moed en charisma te tonen in de strijd. Het belangrijkste onderdeel van het leger was de falanx, die zowel sterk als mobiel was dankzij de lange sarissai en een lichtere uitrusting. Het leger bestond verder nog uit zware cavalerie (hetairoi) , bedoeld voor de aanval, en erg snelle lichte cavalerie. Verder waren er ook nog tirailleurs, die hun nut bewezen door de vijand te bestoken met projectielen om hun formatie zo uit verband te brengen, en belegeringswerktuigen om versterkte steden in te nemen. Hij kon ook beroep doen op de loyaliteit van de hetairoi en de pezhetairoi. Vanaf 330 v.Chr. werd er ook een eenheid van Perzische epigonoi ("erfgenamen") gevormd. Ten slotte kon hij ook zijn voordeel halen uit een goede kennis van het terrein dankzij het systematische gebruik van verkenners voorafgaand aan grote veldslagen.
Het leger van Alexander had een groot tactisch en technisch voordeel op zijn tegenstanders. De kurassen van 15 kg en de schilden van 1 m diameter (aspis), die allebei de uitrusting van de hoplieten erg verzwaarden, waren niet meer in gebruik sinds de tijd van Philippus. De falanxen werden verdiept en de speren werden verlengd tot 5,5 m. Soms werd de onderkant van de speer in de grond gestoken, om zo de schok van een cavaleriecharge te kunnen weerstaan. Doordat de formatie zoveel verdiept was, kon deze nu meer kracht uitoefenen op de vijand, waardoor een veel talrijkere vijand nu op de vlucht gedreven kon worden. Dit zorgde er ook voor dat het leger grotere aantallen soldaten kon rekruteren. De zware cavalerie van de hetairoi compenseerde het gebrek aan beweeglijkheid van de falanx door diens kwetsbare flanken te beschermen. Als ze aanvielen deden ze dat in wigformatie, waardoor de vijand verzwakt werd vóór de impact van de falanx. Alexander gebruikte zo de tactiek van "hamer (de cavalerie) en aambeeld (de falanx)". Eerst werd de vijand vastgepind op de falanx, waarna de cavalerie ze in de rug aanviel. In een anekdotisch verhaal schrijft Plutarchus dat Alexander zijn generaals beval dat de soldaten hun baard moesten afscheren zodat de vijanden hen er niet bij konden grijpen.
Het leger bestond bij het vertrek naar Azië uit 40.000 Macedonische infanteristen en 1800 Macedonische cavaleristen. Hieraan werd nog een even groot aantal Thessalische ruiters toegevoegd en 600 anderen uit de Griekse steden van de Korinthische Bond. Dit valt maar bleekjes uit bij de 50.000 Griekse huurlingen in het leger van de Perzen. De 'barbaren' van het noorden (Thraciërs, Paeoniërs, Triballi en Agrianiërs) sloten zich aan bij het leger van Alexander hopend op buit. De infanteristen van de falanx, 32.000 man, werden gerekruteerd onder de grondbezitters. Er moet wel opgemerkt worden dat de overlevenden van het expeditiekorps van Philippus in Klein-Azië onder leiding van Parmenion en Attalus hier ook aan toegevoegd werden. Dat bevatte toen het eropuit gestuurd werd 10.000 man. Alexander liet Macedonië echter niet zonder bewaking achter. Hij liet Antipater achter als regent bij afwezigheid van de koning, samen met de helft van de cavalerie, ongeveer 1500 man, en 12.000 infanteristen. In de loop van de veroveringstocht kwamen er soms versterkingen vanuit Europa, maar er werd ook een eenheid van 30.000 Perzen geïntegreerd in de falanx.
De antieke bronnen zijn onvolledig, zij het niet tegenstrijdig, wat betreft de grote veldslagen. De schattingen van de soldaten in het Perzische leger, vaak op een onwaarschijnlijke manier óverschat, moeten kritisch bekeken worden.

#### Vertrek naar Azië (lente 334 v.Chr.)

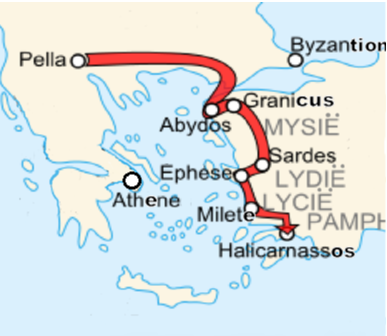
Tocht van Alexander in Klein-Azië in 334 v.Chr.

In mei 334 v.Chr. vertrok Alexander uit Pella aan het hoofd van de Macedonische en Griekse troepen en bereikte in twintig dagen Sestos op de Thracische Chersonesos. Toen hij voet aan wal zette in Azië plantte hij zijn lans in de grond, waarmee hij wilde tonen dat hij van de gebieden van de Grote Koning "grond veroverd door de lans" (gè doriktétos) wilde maken. Parmenion kreeg de taak om het leger naar Abydos te verschepen. Dit bruggenhoofd aan de andere kant van de Hellespont was al gevestigd door Philippus. Ondertussen ging Alexander aan het hoofd van 37.000 man naar Elaious, waar hij een offer bracht aan Protesilaos, de eerste Achaeër die sneuvelde tijdens de Trojaanse Oorlog. Deze daad was de eerste van de lange lijst die Alexander zou doen om zich voor te doen als de nieuwe Achilles. Het is echter niet zeker of hij dit deed uit persoonlijke overtuiging, of enkel als gebaar voor zijn soldaten en de volkeren in Klein-Azië en Griekenland. Alexander was geland in Azië bij de plek waar Troje (oftewel Illion) gelegen zou hebben. Hij ging daar naar de tempel van Athena en legde vervolgens een kroon op de tombe van Achilles, terwijl zijn beste vriend, Hephaestion, hetzelfde deed op die van Patroclus. Deze 'bedevaart' naar Troje is waarschijnlijk wel geromantiseerd. Alexander sloot zich na vier dagen weer aan bij zijn leger in Arisbe door rond het noordelijke gebergte van Pityos te gaan.
De belangrijkste Griekse huurlingenleider van Darius III, Memnon van Rhodos, probeerde de tactiek van de verschroeide aarde toe te passen tegen Alexander. Hij stelde voor om terug te trekken naar het binnenland zonder gevechten te leveren, terwijl de Perzische vloot de oorlog naar Macedonië zou brengen. Memnon hoopte op een opstand van de Griekse steden, die gefinancierd werden door het goud van Darius en Alexander wantrouwden door de vernietiging van Thebe. Maar de Perzische satrapen vertrouwden hem niet en volgden zijn plan niet. Arsites, de satraap van Phrygië, verklaarde zelfs dat hij geen enkel huis in zijn satrapie in brand zou laten steken.
Toen Alexander zag dat de steden van Azië hem niet onthaalden als een bevrijder, besloot hij om op te marcheren tegen het vijandige leger dat zich had opgesteld langs de rivier de Granicus. Tegen de waarschuwingen van Parmenion in liet hij de cavalerie op de vijandige ruiters chargeren terwijl de Griekse huurlingen van de Perzen zich nog niet hadden opgesteld; deze laatsten werden omsingeld en afgeslacht toen de Perzische cavalerie op de vlucht gedreven was. In het begin van de slag sneuvelde Alexander bijna: de Perzische satraap Spithridates sloeg Alexander op het hoofd met een strijdbijl. Toen hij echter de genadeslag wilde geven, werd zijn arm afgehakt door Clitus de Zwarte. In de Slag aan de Granicus lieten enorm veel Perzische satrapen het leven: Spithridates en Arsites waren de belangrijksten onder de gesneuvelden. Na deze overwinning lag de weg voor Alexander open om Phrygië en Lydië binnen te vallen. Hij maakte zich zo ook meester van enorme schatten.

#### Verovering van de kuststeden (lente-herfst 334 v.Chr.)
De overwinning van Alexander bij de Granicus had een belangrijk gevolg: tot aan de Slag bij Issus waren er enkel relatief kleine garnizoenen in de steden om zijn opmars te stoppen. Sardis, de hoofdstad van Phrygië, gaf zich meteen over. Ondertussen veroverde Parmenion Dascylion. Memnon was gevlucht naar Efeze, dat ten prooi was gevallen aan een interne machtsstrijd. De democratische partij, die Alexander gunstig gezind was, werd de stad uitgezet. Toch slaagde Alexander erin de sympathie van de inwoners te verkrijgen door donaties te geven voor de tempel van Artemis, wat tot nu toe gedaan werd door Darius. Daarna riep hij de bannelingen terug naar de stad.
De tegenstanders van Alexander hadden zich teruggetrokken in Milete. Daar nam Memnon de leiding op zich nadat hij Efeze verlaten had. Toch werd Milete in juli 334 v.Chr. snel veroverd door een beleg. Alexander had de Perzische vloot verhinderd om in de stad aan te leggen door de Kaap van Mycale te bezetten. Niettemin kon Memnon vluchten naar Halikarnassos, waarvan de koning, Pixodarus, de broer van Mausollos, zich aan de kant van de Perzen schaarde. Zo werd de stad het centrum van het Perzische verzet. Memnon werd bijgestaan door de satraap Orontabes en de Thebaan Ephialtes, die na de vernietiging van zijn moederstad gezworen had dat Alexander zou sterven. Alexander speelde in op de rivaliteit die in de stad heerste door zich aan te sluiten bij Ada, de zus van Pixodarus. In de herfst van 334 v.Chr. stelde Alexander Ada aan als satraap van Carië. Er restte hem nu enkel nog de verovering van de stad Halikarnassos, die twee citadellen had. Een daarvan bevond zich op een eiland. Tijdens het beleg dat volgde kon Alexander zich enkel meester maken van de stad zelf, en niet van de twee citadellen, die in de handen van de Griekse huurlingen van Darius bleven; niettemin vervolgde hij zijn weg. Hij liet een klein leger dat bestond uit 3000 infanteristen en 200 ruiters achter onder leiding van Ptolemaeus, om het beleg verder te zetten.
Na de inname van Milete in juli 334 v.Chr. had Alexander zijn oorlogsvloot ontslagen. Die bestond vooral uit Griekse huurlingen. De historici hebben deze beslissing lang gezien als een strategische fout die aangespoord werd door wantrouwen tegenover Alexanders Griekse bondgenoten, maar nu lijkt zijn motief vooral economisch gericht te zijn geweest. Dit zou een kostenbesparende maatregel geweest zijn. Het onderhouden van een vloot was immers zeer duur. De vloot was op dat moment ook van geen nut voor de veldtocht. Alexander moest ook nog wachten totdat de schatkist van Sardis ingenomen werd, waardoor hij gemakkelijker over materieel zou kunnen beschikken. Dit zou later een van Alexanders succesfactoren worden.

#### Verovering van Pamphylië en Pisidië (winter 334-lente 333 v.Chr.)

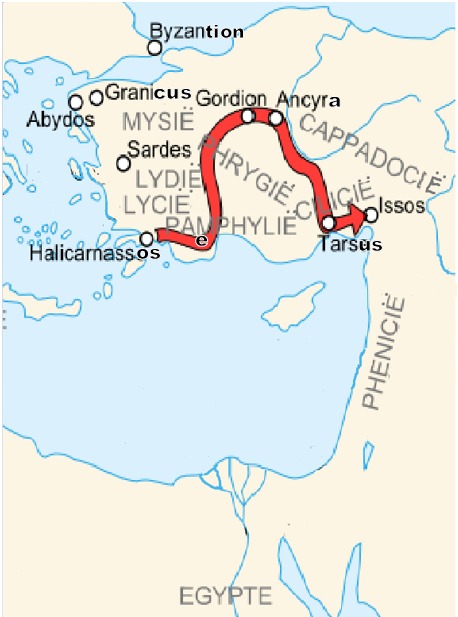
Tocht van Alexander in Klein-Azië in de loop van 333 v.Chr.

In de loop van de winter van 334 v.Chr. ging Alexander naar Lycië. Hij maakte zich meester van deze satrapie (provincie van het Perzische Rijk)  zonder grote tegenstand te ondervinden. Op het einde van het jaar doorkruiste hij Pamphylië en Pisidië. Deze regio's behoorden slechts in naam tot het Perzische Rijk. De steden van deze regio's waren meestal autonoom en rivaliseerden tegen elkaar. Alexander speelde in op deze rivaliteit en verkreeg zo de onderwerping van Aspendos en Side. Daarna ging hij terug naar Phrygië en nam de hoofdstad Kelainai in. Verlangend om Gordium (waar hij, volgens de legende, de Gordiaanse knoop doorhakte) zo snel mogelijk in te nemen verspilde hij geen tijd door de citadel te belegeren; hij vertrouwde dat toe aan Antigonos Monophthalmos, de strategos (bevelhebber) van de Griekse bondgenoten. De controle over Phrygië was strategisch erg belangrijk, want deze centrale regio was het kruispunt van de wegen die het oosten met de Egeïsche Zee verbonden en dus noodzakelijk voor de ravitaillering van Alexanders leger.
Vervolgens ging Alexander naar Pisidië. Hij viel Termessos aan, maar hij slaagde er niet in zich meester te maken van deze stad en hij trok verder. Hij veroverde Sagalassos en bereikte in de lente van 333 v.Chr. Gordium, dat op de "koninklijke weg" lag, die Efeze en Hoog-Azië verbond. Hij ontving er versterkingen uit Macedonië en Griekenland. Ook Parmenion, die overwinterd had in Sardis, sloot zich daar bij hem aan. Het gouverneurschap van Pamphilië en Pisidië vertrouwde Alexander toe aan Nearchus, dat van Phrygië aan Antigonos.

#### Perzisch tegenoffensief (winter 334-333 v.Chr.)

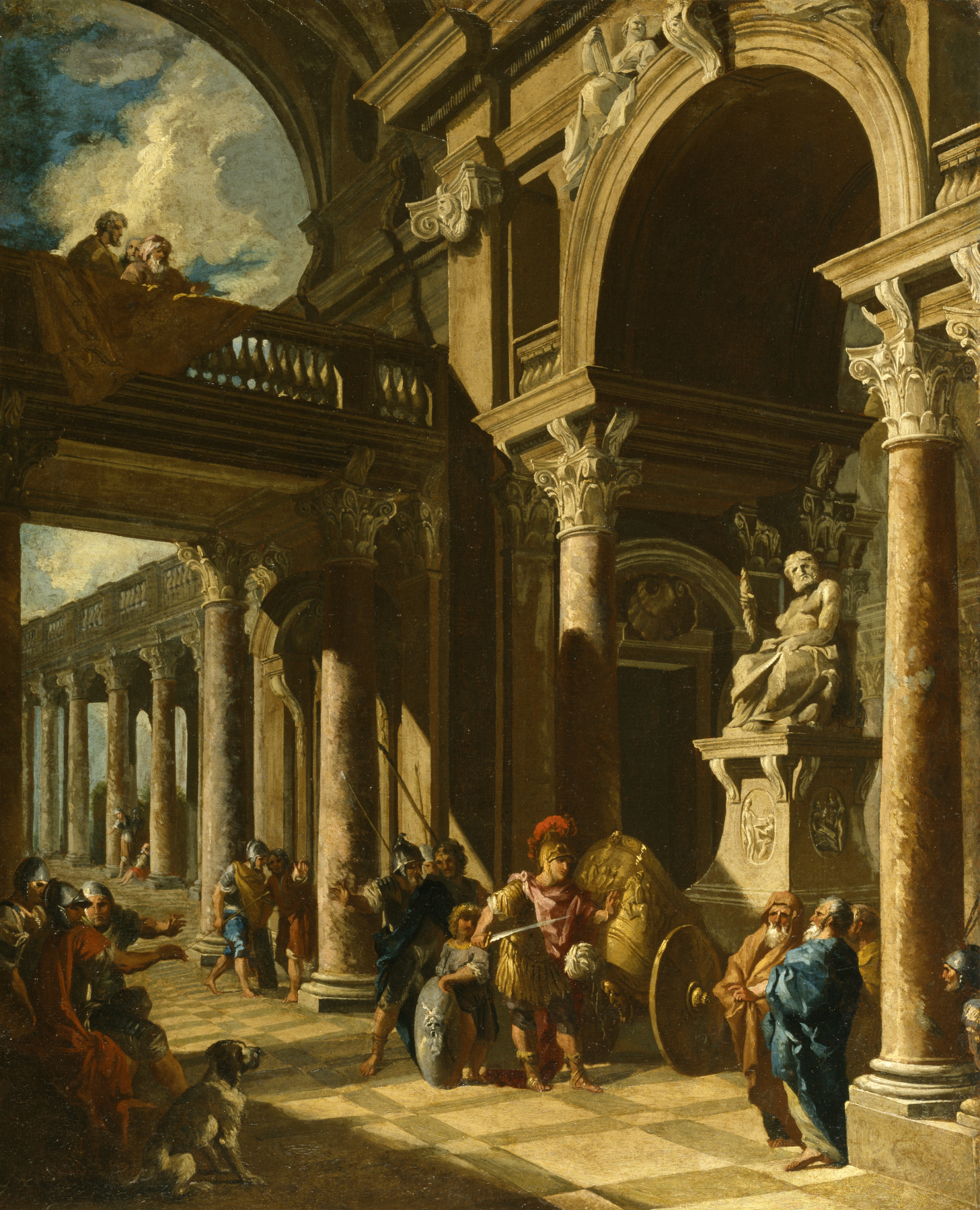
Alexander hakt de Gordiaanse knoop door, Giovanni Paolo Panini, 1718, Walters Art Museum

Hoewel Alexander grote successen had behaald, bleef de situatie onbeslist. Voor verschillende leden van zijn entourage, onder wie Parmenion, was het doel van Philippus, een theorie bedacht door Isocrates, zijnde de verovering van Azië tot aan de oevers van de Halys, al bereikt. Er was een enorm stuk land veroverd, maar Isocrates had een nieuwe uitkomst voor ogen: de vernietiging van het Perzische Rijk. Het was dit doel dat Alexander hoopte te bereiken. Hij bleef dus slechts een korte tijd in Gordium. Daar werd aan Alexander de Gordiaanse knoop voorgesteld. Er werd aan hem gezegd dat de persoon die erin slaagde deze te ontwarren Azië zou verkrijgen. Alexander hakte de beroemde knoop kapot met een slag van zijn zwaard.
Nu werd Alexander echter in zijn rug bedreigd. In de winter van 334 v.Chr. had Darius de leiding over de Perzische vloot aan Memnon gegeven. Die wilde de oorlog naar Macedonië brengen, vertrok naar Euboea en zorgde ervoor dat er daar een opstand uitbrak. Er heerste nog steeds veel haat tegen de Macedoniërs in de Griekse steden. Het idee van een wraakoorlog tegen de Perzen rechtvaardigde voor hen nog altijd niet de Macedonische hegemonie. Memnon heroverde Chios, dat aan hem werd overgeleverd door de oligarchische partij. Daarna zette hij de tiran Aristonicus weer op de troon in Mithymna en belegerde Mytilene op het eiland Lesbos. Maar op het einde van de zomer van 333 v.Chr. stierf Memnon aan een ziekte; hij werd vervangen door Pharnabazus, een neef van Darius. Ondertussen besloot Darius, die veel vertrouwen had in zijn eigen capaciteiten als strateeg, om zelf een leger te leiden tegen Alexander. Pharnabazus heroverde Milete en Halikarnassos, maar moest de Griekse huurlingen laten gaan; zij sloten zich aan bij het leger dat Darius aan het verzamelen was.
Alexander vond het noodzakelijk om de vloot opnieuw op het toneel te brengen om de Hellespont en de Bosporus te controleren en de Cycladen tegen de Perzen, maar ook tegen piraten, te beschermen. Hij droeg de Korinthische Bond daarom op om een vloot te verzamelen. Hij vertrouwde op de twee navarchen Hegelochus en Amphoterus, de broer van Craterus. Hegelochus kreeg de taak om Lesbos, Chios en Kos te heroveren, terwijl Amphoterus de vloot van de Hellespont onder zijn leiding kreeg. Hierdoor kwam het echter bijna tot een conflict met Athene toen schepen uit de Pontus Euxinus onderschept werden door Hegelochus. Hij was echter bang voor de dreiging van de tussenkomst van de sterke Atheense vloot en liet de schepen weer gaan. Dit illustreert de noodzaak voor Alexander om een overwinning in Azië te behalen om zo opstanden in Griekenland te voorkomen. Alexander vertrok daarom in het begin van de zomer van 333 v.Chr. terwijl Darius opmarcheerde naar Cilicië.

### Van Issus tot Gaugamela

#### Aanloop naar en de Slag bij Issus (zomer-herfst 333 v.Chr.)

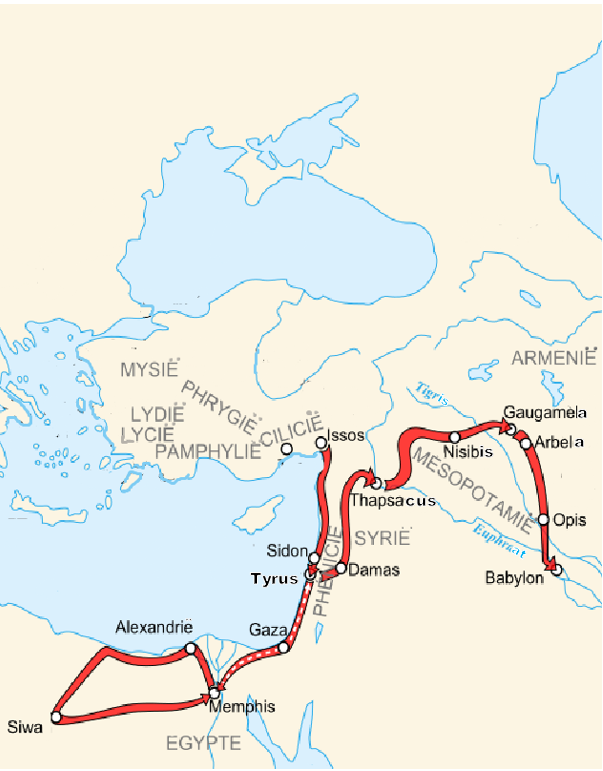
Tocht van Alexander in de loop van de jaren 333 tot 331 v.Chr.

Nadat hij Gordium had verlaten, ging Alexander naar Ancyra. Daarna onderwierpen Paphlagonië en Cappadocië zich aan Alexander, zonder dat hij er strijd voor had moeten leveren. Toen ging hij verder naar het zuiden. Hij stootte door Cilicië via de Cilicische poorten, die bezet werden door de satraap Arsames. Nadat hij vertrokken was uit Soloi ging hij naar Tarsus, waar hij ziek werd, waarschijnlijk doordat hij bijna verdronken was in de rivier de Knydos toen hij erin wilde baden. Ondertussen bezette Parmenion, de eerste onderbevelhebber van de koning sinds het begin van de expeditie, de passen die de toegang waren van Cilicië naar Issus (Karanluk-Kapu). Daarna bezette hij de passen die de doorgang naar Syrië controleerden (Merkes en Baïlan). In 333 v.Chr. onderwierp Alexander de bergbevolking van Cilicië. Hij veroverde ook Soloi, waar hij de democratie herstelde nadat hij er een garnizoen had gelegerd en de stad een dwangsom van 200 talenten had opgelegd. Daar hoorde hij over de overwinningen van Ptolemaeus in Carië op de satraap Orontobates, de verovering van Halikarnassos en Myndos en de onderwerping van Kos. Maar niet veel later onderwierp de satraap Pharnabazus aan het hoofd van de Perzische vloot Tenedos en Sigeion. Ook onderhandelde hij met de koning van Sparta, Agis III, die probeerde om Griekenland te bevrijden. Hij financierde de Spartaanse koning met geld en enkele schepen. De situatie bleef dus gevaarlijk, vooral toen ook Darius III aankwam met zijn leger. De Perzische koning had zijn enorme leger opgesteld op de vlakte van Issus met als bedoeling Alexander af te snijden van zijn bevoorradingslijnen en hem zo tot een veldslag te dwingen. Alexander bevond zich toen in Syrië maar keerde om, want hij had een overwinning nodig. Hij nam de weg over de Syrische passen die hij al genomen had. Hij bereikte de vlakte van Issus en stelde zijn leger op in formatie. In de Slag bij Issos (1 november 333 v.Chr.) werd het Perzische leger op de vlucht gedreven, ondanks het feit dat ze met meer waren en Griekse huurlingen hadden. Darius kon wegvluchten, maar de koninklijke familie werd gevangengenomen.

#### Verovering van Fenicië (winter 333 v.Chr.)

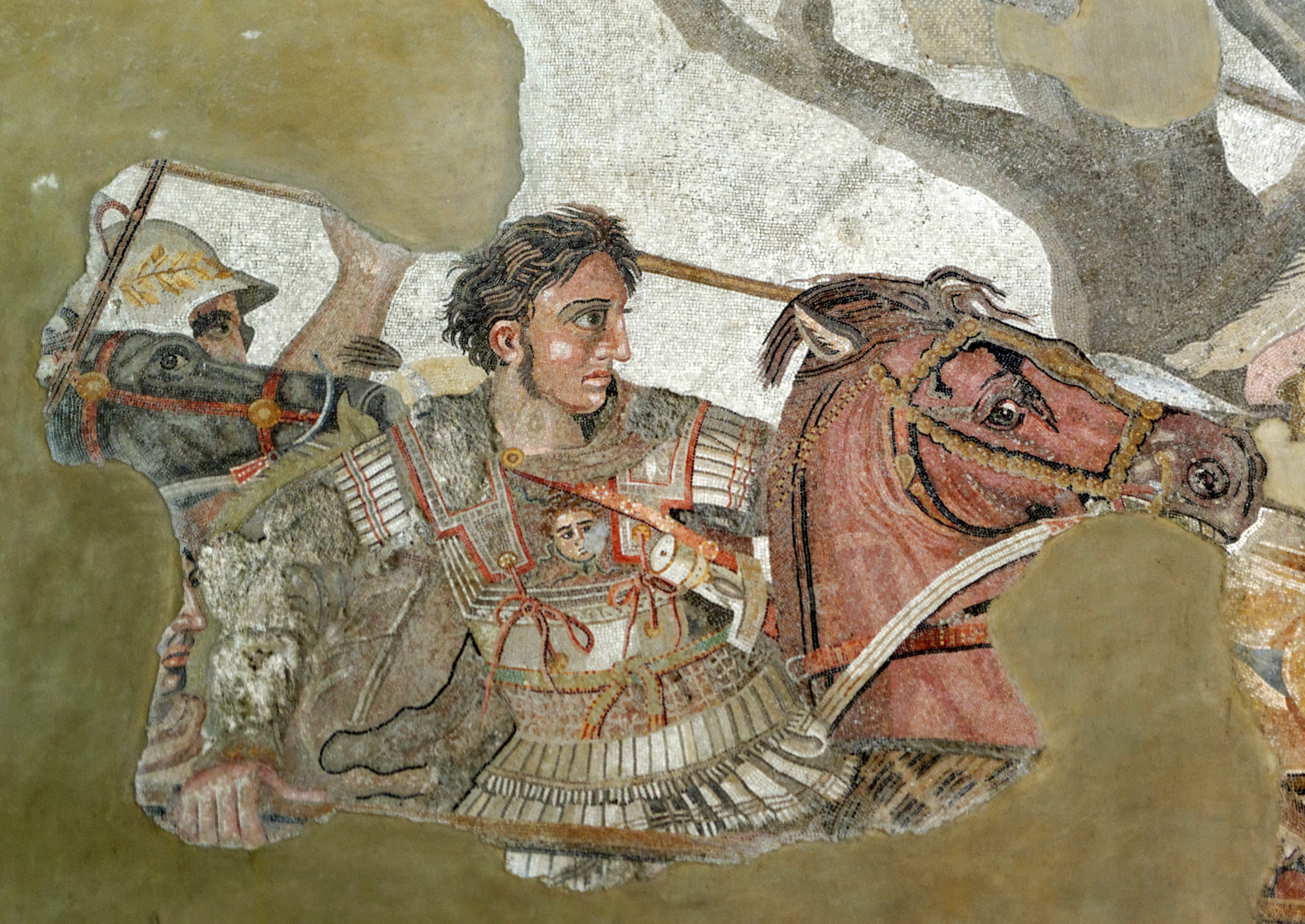
Detail van het Alexandermozaïek in Pompeï, Museo Archeologico Nazionale di Napoli

De vlucht van het Perzische leger na de nederlaag bij Issus was volledig. Darius vluchtte met slechts een fractie van zijn leger naar Thapsacus, terwijl de andere vluchtenden zich verspreidden; verschillende van hen gingen naar Fenicië en van daaruit naar Egypte of Cyprus. Alexander had de familie van Darius gevangengenomen, waaronder diens moeder Sisygambis en zijn vrouw Stateira, wat verklaart waarom de Perzische koning wilde onderhandelen met Alexander. Hij stelde tevergeefs voor om alle gebieden ten westen van de Halys af te staan aan Alexander in ruil voor zijn familie en een vredesverdrag.
Na de overwinning bij Issus besloten sommige Griekse steden, waaronder Athene en Sparta, toch om Darius te benaderen door delegaties te sturen. De situatie bleef dus nog steeds gevaarlijk voor Alexander. Een van de beste Perzische officiers, Nabarzanes, had zich teruggetrokken met een groot deel van de Perzische cavalerie naar Cappadocië en Paphlagonië. Daar was hij nieuwe troepen aan het rekruteren (einde 333-begin 332 v.Chr.). Hierdoor werden de achterhoede van Alexander en de bevoorradingslijnen in Anatolië bedreigd. Verder sloot Memnon van Thracië, een Macedonische strateeg die gezonden was om een opstand in Thracië de kop in te drukken, zich aan bij de opstandelingen. Het leek er ook op dat Darius ondertussen al druk bezig was een nieuw leger te verzamelen. Ook de Perzische vloot bleef enorm gevaarlijk in de Egeïsche Zee. De controle over de Fenicische kust, die gebruikt werd als uitvalbasis van de Perzische vloot, was dus essentieel voor Alexander. Daarom gaf hij de achtervolging van Darius op en ging naar het zuiden. Ondertussen werd Parmenion naar Damascus gestuurd om zich meester te maken van de schatkist van Darius. Alexander gaf een van zijn meest energieke generaals, Antigonos Monophthalmos, de leiding over het volledige leger in Klein-Azië.
De periode dat de Feniciërs deel uitmaakten van het Perzische Rijk had gezorgd voor voorspoed, want de Achaemenidische koningen hadden de Feniciërs, door hen een zekere autonomie te laten behouden, toegelaten om een groot deel van de handelsroutes te blijven beheersen, wat dan weer een nadeel was voor hun traditionele tegenstanders: de Grieken. De Feniciërs hadden bijvoorbeeld voor een groot deel van de Perzische vloot gezorgd in de Slag bij Salamis. Maar de verdeelde steden namen geen gemeenschappelijke houding aan tegen Alexander. De koning van Arastus, Gerostratus, vond dat hij de middelen niet had om zich te verzetten en dat het van geen nut zou zijn voor zijn stad om een vernietigend beleg te doorstaan. Arastus gaf zich over, net als de steden Marathus, Sigon en Byblos. Sidon gaf zich des te gemakkelijker over, want de inwoners hadden nog steeds de represailles van Artaxerxes II onthouden na de deelname van de stad aan de opstand van zijn satrapen.

#### Beleg van Tyrus (januari-augustus 332 v.Chr.)

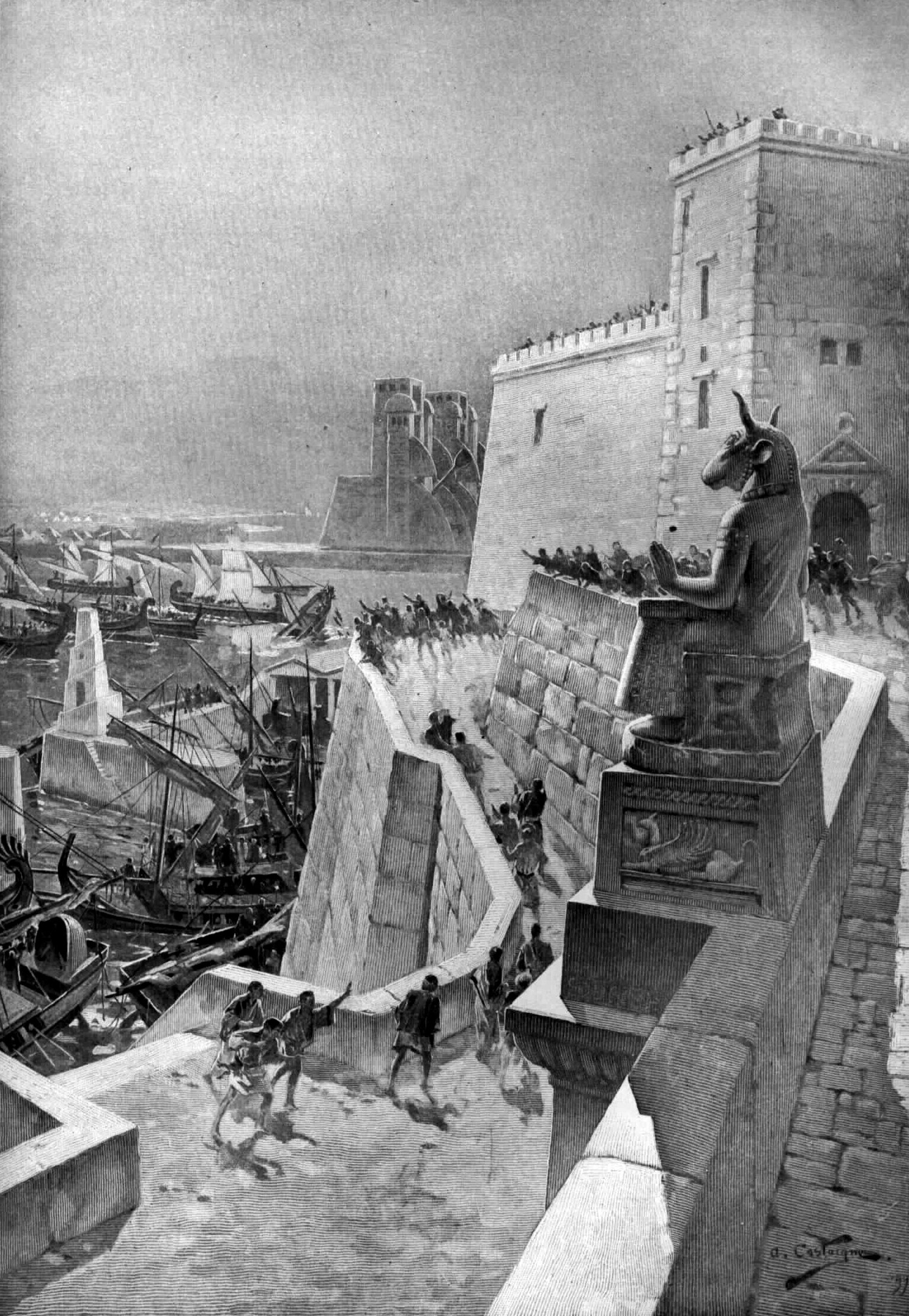
Het Beleg van Tyrus, André Castaigne, 1888, 1889

Op het einde van 333 v.Chr. veroverde Alexander Judea en Samaria. Toen hij in Sidon was, begon hij te onderhandelen met de koning van Tyrus, Azemilcus, die neutraal wenste te blijven. Maar Alexander weigerde om te onderhandelen totdat hij in de stad geofferd had aan Herakles-Melqart, de beschermgod van Tyrus. De inwoners van de stad ontdekten de valstrik: Alexander toegang geven tot de stad betekende Alexander de macht geven over de stad. Voor Alexander had het helemaal geen nut om de kust van Fenicië te veroveren zolang hij Tyrus met zijn twee havens niet veroverd had. De inwoners weigerden en Alexander begon het Beleg van Tyrus. De nieuwe stad Tyrus was gebouwd op het eiland Ancharadus. Alexander probeerde de stad te bereiken door een dijk te bouwen met grondstoffen die gewonnen werden uit de ruïnes van de oude stad op het vasteland. De dijk moest ongeveer 60 m lang worden. Het was echter moeilijk bouwen in de zee door de harde stroming, en de Tyriërs vielen de dijk aan met duikers en schepen, waaronder ook brandende. De dijk hield echter stand. Door de andere steden van Fenicië bezet te houden had Alexander de Perzische vloot verspreid, want de Fenicische schepen keerden elk terug naar hun thuishaven. De koningen van Sidon, Byblos, Aradus en Soloi gaven Alexander schepen, misschien een tiental. Hierdoor had Alexander voldoende schepen om Tyrus volledig af te sluiten. Ondertussen vroeg Alexander volgens Flavius Josephus aan de hogepriester van Jeruzalem, Jaddus, om hem militaire hulp te verschaffen in de vorm van de schatting die ze ook hadden moeten betalen aan de Achaemeniden.
Na een inval van een tiental dagen om de bergvolkeren van het huidige Libanon te onderwerpen was Alexanders vloot volledig klaar. Cleander kwam aan aan het hoofd van een korps van 4000 huurlingen, waarvan het overgrote deel uit de Peloponnesos kwam. Tyrus was geïsoleerd in de zee achtergebleven na de nederlaag van zijn vloot en bood nog verzet tot aan augustus. De Tyriërs bleven echter heldhaftig vechten tot aan het einde. Ze gebruikten onder andere drietanden, om de schilden van de Macedoniërs weg te trekken en zo heet zand over hen te kunnen gieten. Geconfronteerd met deze tegenstand zocht Alexander naar een goede manier om het beleg te beëindigen. Alexander beval een gecoördineerde aanval vanop zee en land. Toen de belegeringstorens eenmaal de muren raakten, leidde Alexander zelf de aanval. De Macedoniërs behaalden de overwinning. Tussen de 6000 en 8000 verdedigers werden gedood. 2000 jongemannen werden onmiddellijk gekruisigd na de inname van de stad, de rest van de bevolking, 30.000 personen, werd tot slaaf gemaakt. Een groot deel van de bevolking was eerder al naar Carthago gevlucht.
Na dit succes veroverde Alexander volledig Fenicië. De gouverneur van Samaria, Sanballates, stelde de onderwerping voor. Volgens Flavius Josephus kreeg deze laatste de toestemming om een tempel op de berg Gerizim te bouwen. Als wederdienst kreeg het Macedonische leger 8000 Samaritanen als nieuwe rekruten.

#### Farao van Egypte (herfst 332-lente 331 v.Chr.)

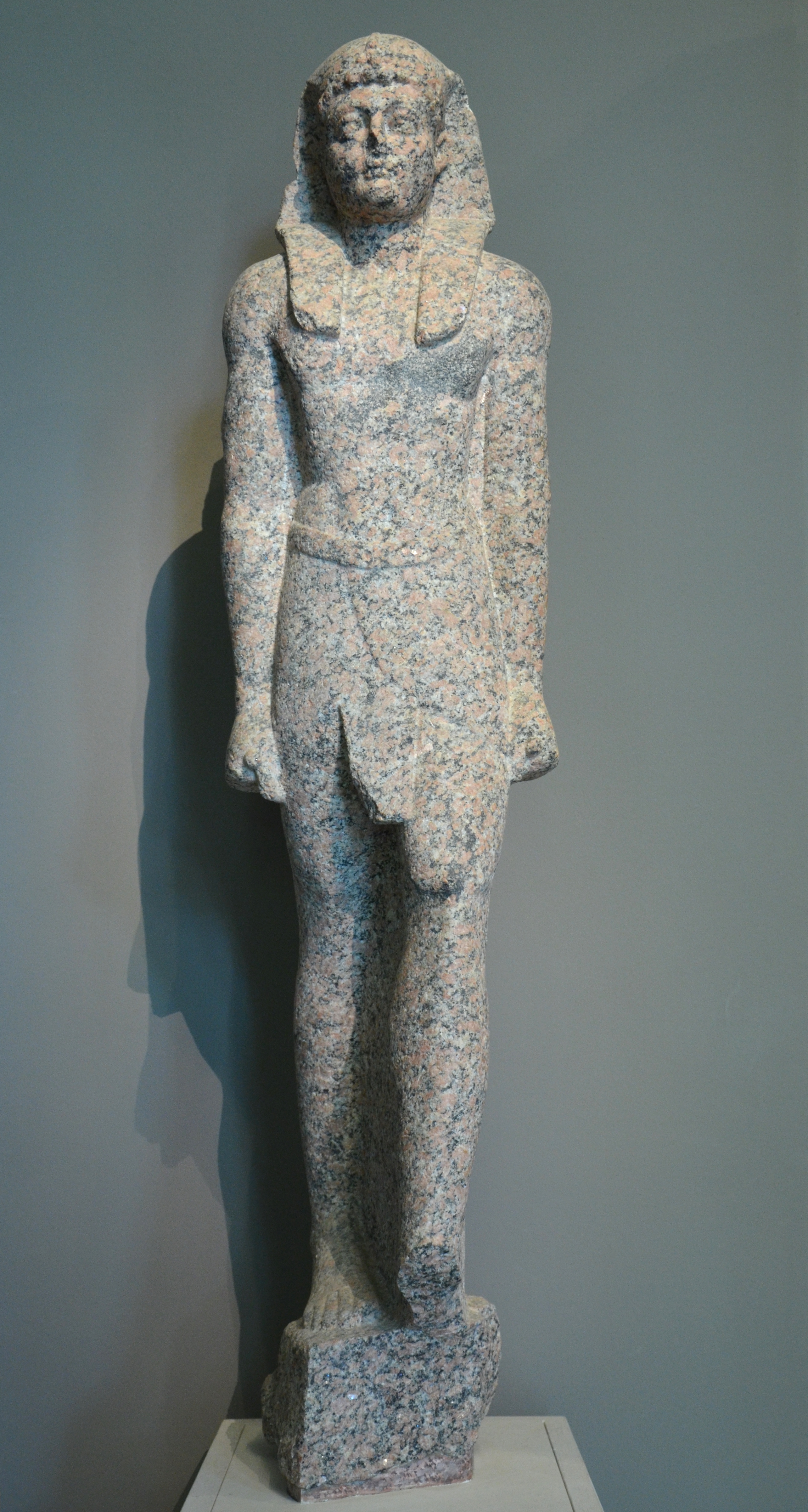
Standbeeld van Alexander als farao, Ptolemaeïsch Egypte, derde eeuw v.Chr., Liebieghaus, Frankfurt am Main

Na het Beleg van Tyrus, beëindigd in augustus 332 v.Chr., ging Alexander naar Egypte, dat toen behoorde tot het Perzische Rijk. Hij had net een vredesvoorstel van koning Darius, ondanks Parmenions advies, geweigerd. De koning stelde voor dat Alexander trouwde met zijn dochter Stateira en al het gebied tussen Europa en de Halys kreeg. Maar nadat Alexander de Eufraat in de zomer van 331 v.Chr. had overgestoken, bood Darius Alexander hem al het gebied tot aan deze rivier aan. Deze vredesvoorstellen zouden echter uitgevonden kunnen zijn voor de Macedonische propaganda, want Darius bleek van plan om zich te verzetten tot aan het einde, hoewel hij ook zijn familie wilde terugkrijgen.
Het is ontegenzeggelijk dat Alexander met de inname van Egypte de Perzen hun laatste maritieme basis wilde afnemen en hen ook de mogelijkheid af te nemen huurlingen uit Griekenland te rekruteren. Hij koos er zo echter ook voor Darius de tijd te geven om een nieuw leger te rekruteren in de oostelijke provincies, om zo de Perzen in een enkele veldslag te verslaan. Op zijn weg naar Egypte werd Alexander twee maanden opgehouden bij Gaza, dat onder leiding stond van de eunuch Batis. Op het einde van 332 v.Chr. nam hij de stad in, slachtte het garnizoen af en verkocht de bevolking als slaven. Hierdoor verkreeg hij ook enorm veel buit, waaronder vooral kruiden. Alexander zou Batis achter zijn strijdwagen gesleept hebben rond de stadsmuren, zoals Achilles ook had gedaan bij Hektor, die toen echter al dood geweest was. Zeven dagen na Gaza bereikte hij Pelusium. Toen Alexander Egypte binnenkwam in december 332 v.Chr., lijkt hij ontvangen te zijn als bevrijder, wetende dat de Egyptenaren dikwijls in opstand waren gekomen tegen de Perzen. De Perzische satraap Mazaces gaf Alexander het zeggenschap over Egypte zonder strijd en liet 800 talenten voor Alexander. Alexander werd farao verklaard in Memphis in 331 v.Chr. Hij offerde aan Apis om zo respect te tonen voor de Egyptische tradities. Hij eerde ook de andere goden. Hij ging richting de Middellandse kust waar hij in januari 331 v.Chr. de plaats koos voor Alexandrië, dat slechts volledig afgewerkt werd toen Ptolemaeus II koning was.
Alexander ging daarna op bedevaart naar de oase van Siwa, waar hij het orakel van Zeus-Amon raadpleegde. Het orakel bevestigde dat hij een directe afstammeling was van Zeus. De aanspreking van het orakel, conform met de Egyptische etiquette, werd erg uitgebuit door de propaganda van Alexander. Deze anekdote wordt ook vermeld door Plutarchus: "Sommigen bevestigen dat de profeet, die hem wilde aanspreken in het Grieks, hem "mijn zoon" (Ὠ παιδίον: Oo paidion) had genoemd, maar dat, door zijn barbaarse uitspraak, hij struikelde over de laatste letter en zei, door de "nu" (ν: n) te vervangen door een "sigma" (ς: s): "zoon van Zeus" (Ὠ παῖ Διός: Oo pai Dios). En dat Alexander blij was met de verspreking, en aldus kwam het verhaal dat de god hem had aangesproken met "zoon van Zeus"."
Toen Alexander terug was in Memphis liet hij zich officieel kronen in de tempel van Ptah. Deze ceremonie wordt enkel vermeld door de Pseudo-Callisthones, maar lijkt waarschijnlijk. Hij reorganiseerde het land vooraleer weer op veroveringstocht in het oosten te gaan. Hij wilde geen nieuwe satraap aanstellen, omdat hij bang was voor de eventuele persoonlijke ambities van die satraap die zouden voortkomen uit de rijkdom van Egypte. Hij vertrouwde de financiën toe aan de Griek Cleomenes van Naukratis, die het land al goed kende.
Tijdens zijn verblijf in Egypte hoorde Alexander over de definitieve vernietiging van de rest van de Perzische vloot en de gevangenneming van zijn laatste tegenstanders in de Egeïsche Zee, onder wie de satraap Pharnabazus. Deze slaagde er nochtans in te ontsnappen. Een van de admiraals van Alexander, Hegelochus, stuurde echter de Macedonische koning veel andere gevangenen. Zij werden allemaal naar de Egyptische stad Elephantine gestuurd. Hierdoor kon Antipater, de regent van Macedonië, zich volledig bezighouden met de koning van Sparta, Agis III, die nog steeds in opstand was. De situatie in Europa bleef Alexander verontrusten gedurende het volledige jaar 331 v.Chr., zelfs na de nederlaag van de Perzen bij Gaugamela. Hij vermeerderde dus de gunsten aan de Griekse steden om hen aan te sporen loyaal te blijven. Het is niet onmogelijk dat de brandstichting in Persepolis, een van de Achaemenidische hoofdsteden, als bedoeling had om te bewijzen aan de Grieken dat de bedoeling van de Korinthische Bond bereikt was en ook als wraak voor de brandstichting in Athene door de Perzen in 480 v.Chr., om zo verdere problemen in Europa te voorkomen.

#### Slag bij Gaugamela (lente-oktober 331 v.Chr.)

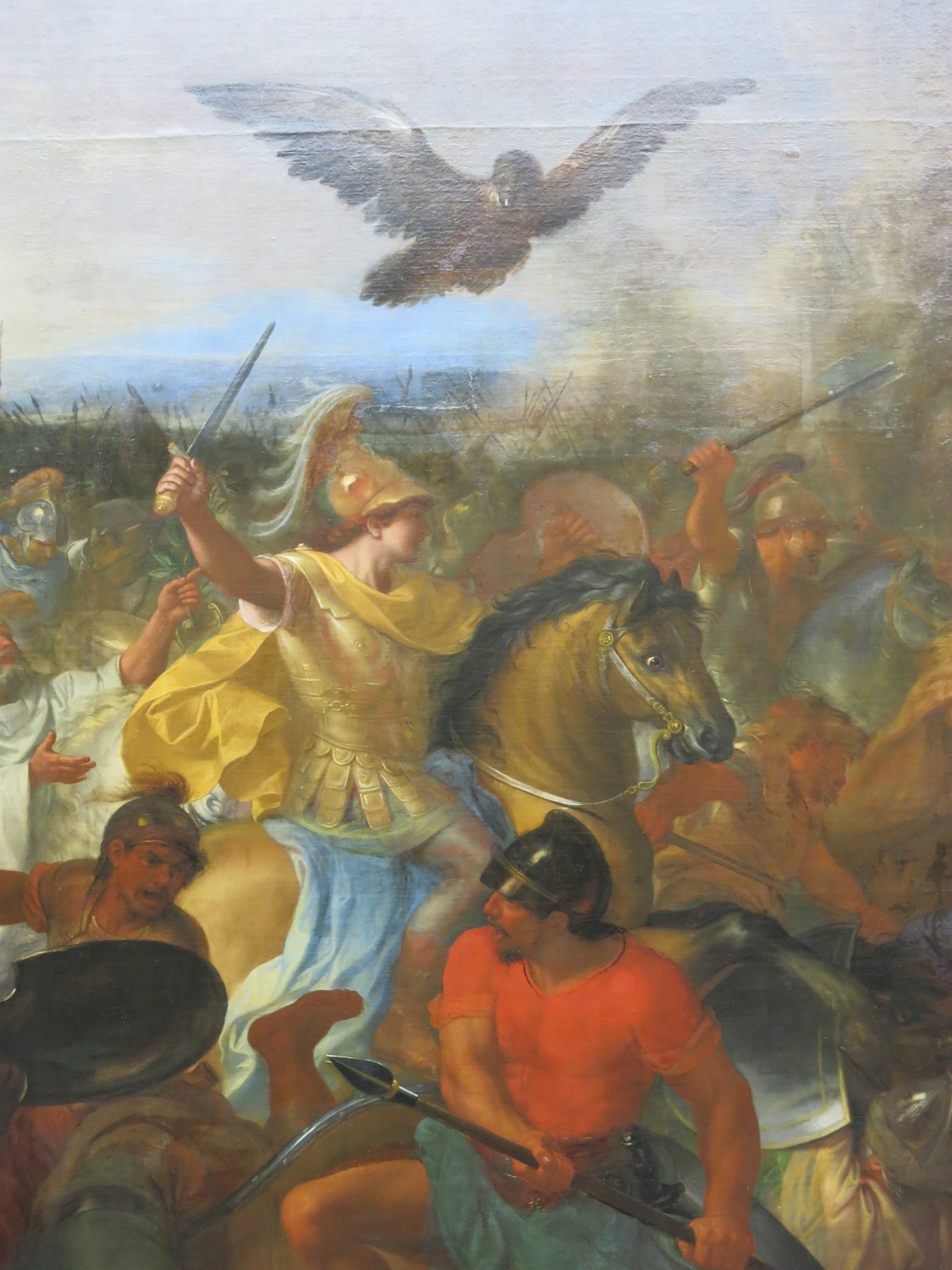
Detail van de Slag bij Arbela, Charles Le Brun, 1669, Louvre

Alexander vertrok in de lente van 331 v.Chr. uit Egypte, om zijn veldtocht in Azië te hervatten. Hij was zelfverzekerder geworden door de nederlaag van Pharnabazus en vertrouwde op de capaciteiten van Antipater, die de Spartanen van Agis III moest weten te verslaan. Toen Alexander opnieuw door Tyrus trok, ontving hij een nieuwe Atheense delegatie die van de koning de vrijlating van de Griekse huurlingen, die bij de Granicus gevangengenomen waren, verkreeg. Hij profiteerde van deze tussenstop om de financiën van de veroverde gebieden te regelen. Hij vertrouwde de militaire kas toe aan Harpalus. Op het einde van de lente ging het Macedonische leger verder naar de Eufraat. Ze staken deze rivier eind juli bij Thapsacus via een pontonbrug van boten over. De satraap Mazaius trok zich terug naar het noorden, naar Nisibis. Hij stak de Tigris over op 20 september 331 v.Chr. en kwam zo langs het Macedonische leger. Alexander ging toch verder naar het zuiden met de Tigris aan zijn rechterhand. Na vier dagen gemarcheerd te hebben hoorde hij dat het Perzische leger, dat veel groter was dan het zijne, hem opwachtte bij de vlakte van Gaugamela, niet ver van Arbela (nu Erbil). Alexander behaalde de overwinning na een cavaleriecharge op het Perzische centrum. Darius vluchtte naar Ekbatana in Medië.

### Achtervolging van Darius

#### Binnenkomst in Babylon en Susa (november-december 331 v.Chr.)

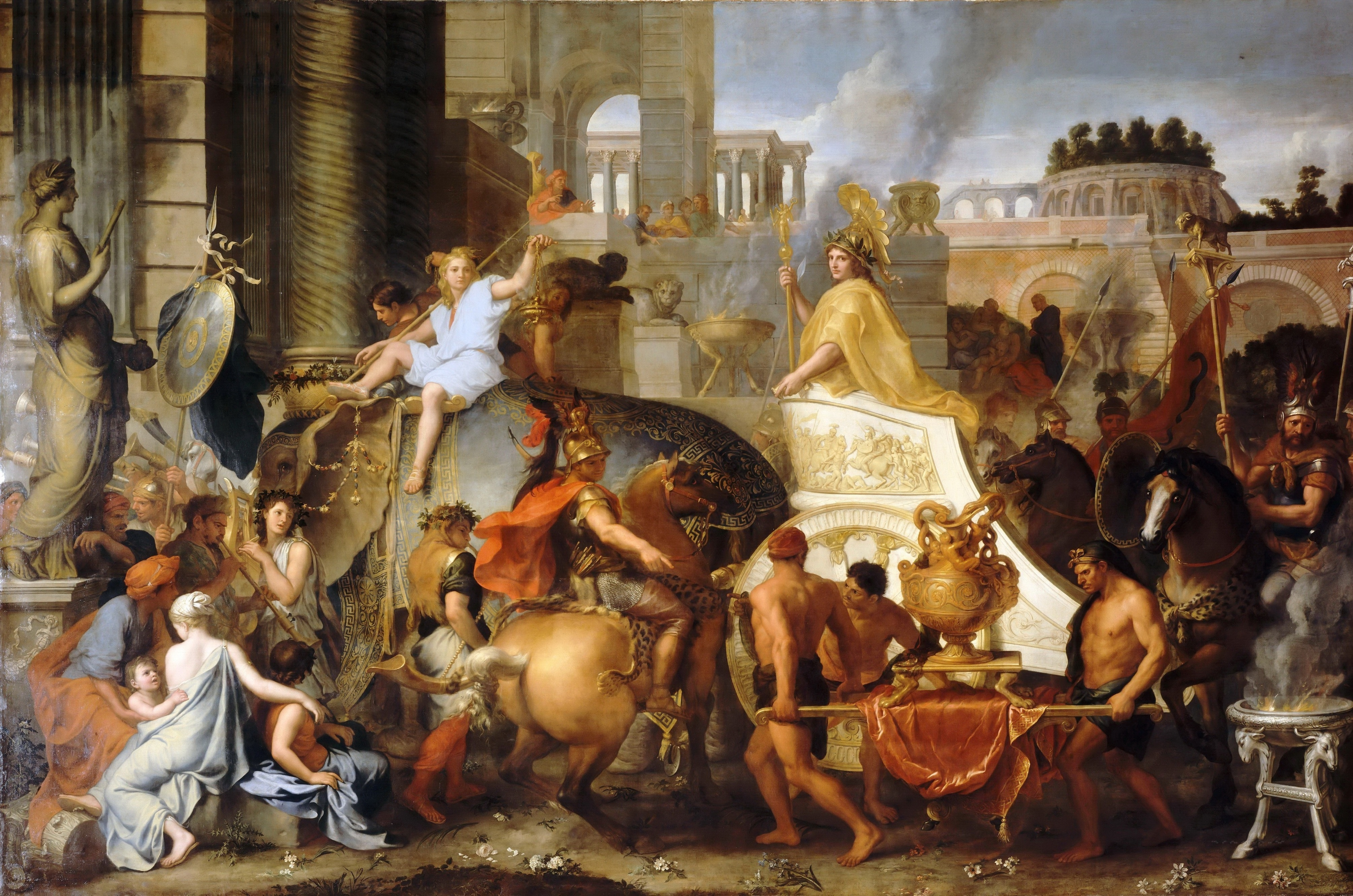
Binnenkomst van Alexander de Grote in Babylon, Charles Le Brun, 1665.

De overwinning van Alexander bij Gaugamela zorgde ervoor dat de weg naar Babylon nu open lag. In die stad gedroegen de priesters van Marduk zich al vijandig tegenover de Perzen. De drie weken tussen de slag en de binnenkomst van Alexander in de stad (einde van oktober 331 v.Chr.) zijn nu in een duidelijker licht gesteld door de ontdekking van een Babylonisch tablet in spijkerschrift dat, hoewel het al een beetje vergaan is, over de periode tussen de slag bij Gaugamela en de gevolgen gaat. Dit tablet vermeldt de vlucht van Darius "naar het land van de Guti" (Medië) en zegt dat de autoriteiten van Babylon onderhandeld hadden met de overwinnaar, die hen garandeerde dat ze hun religieuze tradities mochten behouden. Alexander beval ook de herstelling van het heiligdom van Marduk, dat een ruïne geworden was. Mazaius, de satraap van Syrië die zijn toevlucht gezocht had in Babylon, werd aangesteld als satraap van de provincie van deze stad. Alexander kon zo dus een lang en uitputtend beleg vermijden dat zijn vijand de mogelijkheid zou gelaten hebben om zich te herstellen. Hij begon zich ook te omringen door de Achaemenidische aristocratie. Hij legerde echter een sterk garnizoen in Babylon, wat dus betekent dat hij hier toch voorzichtiger was dan in Egypte.
Terwijl Darius een nieuw leger aan het samenstellen was in de noordoostelijke satrapieën, ging Alexander richting Susa, dat zich op haar beurt ook bij Alexander aansloot. Hij had eerder al de administrator van de financiën van Klein-Azië, Philoxenes, naar Susa gestuurd, om zich zo te verzekeren van de immense schatkist die zich daar bevond. Deze bestond waarschijnlijk uit bijna 50.000 zilveren talenten. Hij liet de satraap Aboulites zijn post behouden als dank voor het feit dat hij zich bij de Macedonische koning had aangesloten. Daarenboven was het ook moeilijker voor een Griek om dit gebied te besturen door de taalbarrière. Een deel van de schatkist, 3000 talenten, werd naar Antipater gezonden om ze te gebruiken in de strijd tegen Sparta.

#### Moeilijkheden in Griekenland voor Antipater (331 v.Chr.)
331 v.Chr. was een zeer moeilijk jaar voor Antipater, aan wie Alexander de leiding over Griekenland had toevertrouwd bij zijn afwezigheid. Blijkbaar zorgde de nederlaag van de Perzische vloot ervoor dat er geen nieuwe opstanden uitbraken in Griekenland, uitgezonderd in Sparta. Koning Agis III had zich kunnen verzekeren van de steun van de Kretenzische piraten en quasi alle Peloponnesiërs. Megalopolis en Messene waren de enige belangrijke steden die zich niet aansloten bij de anti-Macedonische coalitie. Eerst behaalde Agis de overwinning op een Macedonisch expeditiekorps onder leiding van Corragus en hij belegerde Megalopolis. De rest van Griekenland deed echter niets en zelfs Demosthenes raadde de Atheners aan om zich niet aan te sluiten bij de rebellen. Het is mogelijk dat de gestes van Alexander, zoals de standbeelden van Harmodius en Aristogiton die terug naar Athene gezonden werden en de bevrijding van de Atheense gevangenen na de Granicus, ervoor zorgden dat de inwoners van de Attische stad zich weerhoudend opstelden.
Antipater onderhield echter niet zo'n goede relaties met Olympias, de moeder van Alexander. Zij zorgde voor moeilijkheden toen ze na de dood van haar broer, Alexander I van Epirus, de koning van Epirus die gedood was tijdens een expeditie in Italië, begon te tonen dat ze aanspraak wilde maken op de troon van dat land. Ze kreeg uiteindelijk het regentschap over een van haar kleinkinderen, de zoon van de vorige koning en haar dochter Cleopatra, de zus van Alexander. Ondertussen reageerde Antipater op de dreiging in de Peloponnesos door enkele soldaten (tussen 35 en 40.000 man) naar daar te sturen. Agis kon slechts 20.000 infanteristen en 2000 ruiters op de been brengen. Hij werd verslagen en gedood in de Slag bij Megalopolis in de herfst van 331 v.Chr. Onder druk van de Korinthische Bond begon Sparta rechtstreeks met Alexander te onderhandelen over vrede. Het nieuws over de overwinning bij Gaugamela, die aankwam na de overwinning van Antipater op Sparta, zorgde ervoor dat de Macedoniërs hun grip op Griekenland nog verder versterkten.

#### Perzische veldtocht en brand van Persepolis (januari-mei 330 v.Chr.)

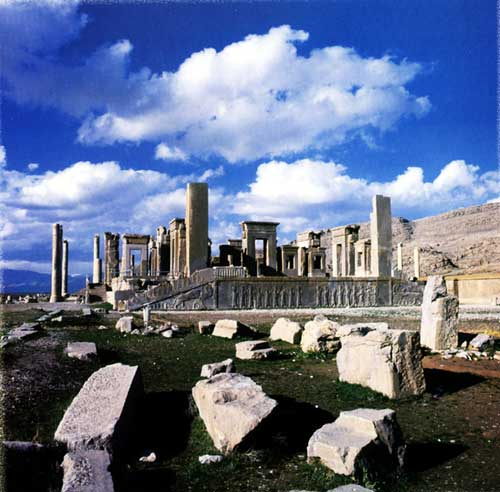
Resten van het paleis in Persepolis

De veldtocht ging nu richting de provincie (satrap) Persis (Fars). Alexander ging langs de "Koninklijke Weg", die door het land van de Uxii leidde. Hij onderwierp de bergbewoners en dwong hen een dwangsom te betalen en paarden en lastdieren te leveren voor het leger. Na een tijdje opgehouden te zijn door het verzet van de satraap Ariobarzanes bij de Perzische Poorten, bereikte hij in januari 330 v.Chr. de meest symbolische plek voor de Perzen onder de Achaemeniden, Persepolis.
De stad werd geplunderd en enkele maanden later werd het paleis in brand gestoken (mei 330 v.Chr.). Er wordt dikwijls gedacht dat deze brand met opzet aangestoken werd door Alexander, hoewel dit indruist tegen het beleid van de koning, dat de twee culturen vermengen als bedoeling had. Alexander zou misschien wel een symbolisch gebaar gemaakt kunnen hebben, zowel voor de Korinthische Bond als voor de Perzen. De brand diende als weerwoord op de brand in Athene, aangestoken door Xerxes I in 480 v.Chr. Daarom is het dus mogelijk dat dit een propagandaoperatie was op een moment dat het nieuws over de overwinning van Antipater op Sparta Alexander nog niet bereikt had. Het is mogelijk dat Alexander zijn macht wilde bewijzen aan een bevolking die terughoudend was om zich bij hem aan te sluiten. Een ander verhaal wil dat Alexander het vuur aanstak in een dronken toestand, aangespoord door een jonge Atheense courtisane, Thaïs. Hoe dan ook, Alexander betreurde zijn actie later. Ze werd zeer slecht ontvangen door de Perzen, maar zeer goed door de Macedoniërs, die ten onrechte dachten dat Alexander met deze brand wilde aantonen dat hij niet van plan was om zich blijvend in Azië te vestigen.

#### Dood van Darius (zomer 330 v.Chr.)

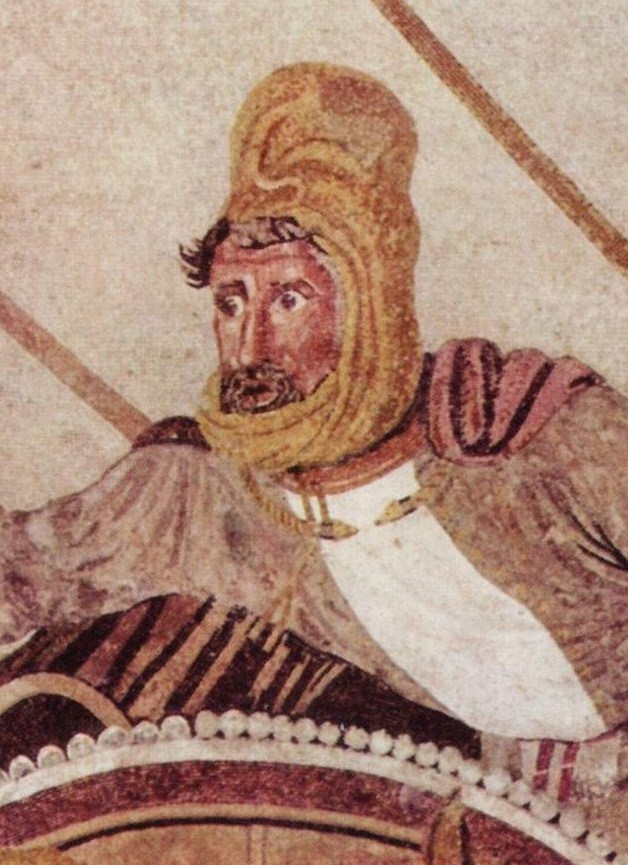
Darius III op het Alexandermozaïek, Museo Archeologico Nazionale di Napoli

Ondertussen was Darius gevlucht naar Medië. Toen Alexander eraan kwam besloot hij naar Hyrcanië te gaan, ten zuidwesten van de Kaspische Zee. Bij Ekbatana sloten Ariobarzanus, Bessos met de cavalerie uit Bactrië en een korps van ongeveer 2000 Griekse huurlingen zich bij de Grote Sjah aan. Darius stuurde zijn harem en dat wat restte van de schatkist naar de Kaspische Poorten (ten oosten van Teheran), de poort naar Hyrcanië, die bovendien erg gemakkelijk te verdedigen was. Ondertussen doorkruiste Alexander Paraetacene (nu Isfahan), onderwierp de bevolking en haastte zich naar Ecbatana, om daar te horen dat Darius drie dagen eerder gevlucht was met ongeveer 9000 man, onder wie 3000 ruiters. Vanuit Ekbatana stuurde Alexander de Thessalische cavaleristen met Parmenion naar Hyrcanië en Clitus naar Parthië (ten oosten van Hyrcanië). Zelf ging hij aan het hoofd van zijn snelste troepen Darius achterna. In elf dagen bereikte hij vanuit Ekbatana Rhages (ten zuiden van Teheran), waar hij zijn mannen en paarden vijf dagen moest laten rusten. Hij hoorde van deserteurs van Darius dat hij gevangengenomen was door de satrapen Bessos en Barsaentes en dat ze nu naar Hecatompylus aan het gaan waren. Toen Alexander dat gehoord had, gaf hij de leiding over zijn troepen aan Craterus en marcheerde zelf met zijn allersnelste troepen een dag en een half lang zonder een echte pauze in te lassen. Uiteindelijk bereikte Alexander met enkele ruiters het konvooi van Darius. De Grote Sjah was echter al vermoord door Bessos, Barsaentes en Satibarzanos, die net gevlucht waren met een tiental ruiters (zomer 330 v.Chr.). Bessos probeerde nu om de teugels van het Perzische Rijk in handen te krijgen onder de naam Artaxerxes V, maar Alexander hield het rijk stevig in zijn greep.

### Nog verder naar het oosten

#### Gevolgen van de dood van Darius (zomer 330 v.Chr.)

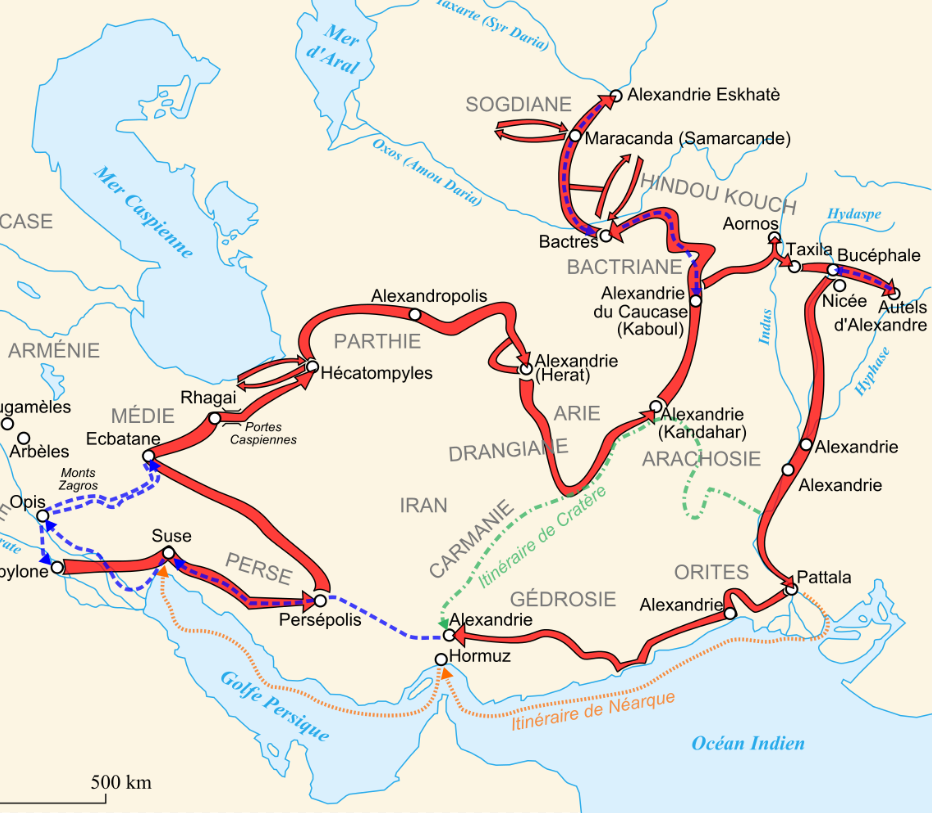
Tocht van Alexander in de oostelijke satrapieën en daarna langs de Indusvallei tot zijn terugkeer in Babylon

Alexander gaf koninklijke eerbewijzen aan Darius III en stelde zichzelf voor als zijn legitieme erfgenaam door het verhaal te verspreiden dat de stervende Darius hem gevraagd had zijn moordenaars te straffen, onder wie de satraap Bessos. Alexander liet Darius begraven bij de koninklijke tomben bij Persepolis. De satrapen die trouw gebleven waren aan Darius mochten van Alexander hun satrapieën behouden, zoals Artabazos, die Bactrië toegewezen kreeg. De dood van Darius zorgde ervoor dat nu ook de Perzische edelmannen zich achter Alexander schaarden. Zijn samenwerking met de verslagen Perzische elite was voor hem noodzakelijk, want sommigen van zijn troepen, waaronder de Thessaliërs, begonnen al te morren over de lange veldtocht, waardoor de koning hen had moeten ontslaan. Maar ook de behoefte aan soldaten nam toe naarmate Alexander verder doordrong in Azië. Om de koninklijke schatkist in Ekbatana te bewaken, stuurde Alexander 6000 man naar die stad.
Na de dood van Darius werd het rijk grondig gereorganiseerd en begon Alexander meer en meer de Macedonische gebruiken op te geven: nu Alexander "koning Alexander", en niet meer "koning van de Macedoniërs" geworden was, oefende hij zijn macht uit op de Perzische manier, wat echter veel minachting oogstte onder degenen die de oude tradities wilden behouden. Hij vertrouwde de belangrijkste posten toe aan zijn naaste vrienden: Hephaestion werd chiliarch, waardoor hij de tweede werd in rang en Harpalus werd aangesteld als bewaker van de schatkist.

#### Onderwerping van Arië (herfst 330 v.Chr.)
Voor Alexander kon beginnen met de achtervolging van Bessos en zijn handlangers, moest hij Hyrcanië en de bergbevolking van deze regio (gebergten van Khorasan bij de grens van Iran en Turkmenistan), de Tapourii en de Amardi, onderwerpen. Zij waren in opstand gekomen. Het Macedonische leger, waarvan het aantal flink geslonken was door het vertrek van de Griekse bondgenoten, marcheerde dus naar de vijandige gebieden. Alexander moest huurlingen inlijven in zijn leger die ook gediend hadden bij de Achaemeniden en begon ook beroep te doen op de Perzen zelf.
Alexander verzamelde al zijn troepen weer bij Zadracarta. Hij stuurde een deel ervan onder Parmenion naar Ekbatana om daar de schatkist te bewaken. Dit toont dat Alexander te weinig vertrouwen had in zijn generaal om met hem de Perzische satrapen te achtervolgen. De Macedonische koning hoorde dat zij zich verspreid hadden en dat Bessos, die zichzelf koning had verklaard onder de naam Artaxerxes V, naar Bactrië gevlucht was, terwijl Satibarzanos teruggekeerd was naar Arië (nu Herat, in het westen van Afghanistan) en Barsaentes naar Drangiana (zuiden van Afghanistan). Met slechts 20.000 soldaten veroverde Alexander gemakkelijk Arië. Hij liet Satibarzanos zijn post behouden, maar stelde ook een Macedonische strateeg, Anaxippos, aan om hem bij te staan. Maar toen hij zich klaarmaakte om naar Bactrië te gaan begon Satibarzanos al een opstand (herfst 330 v.Chr.), vermoordde Anaxippos en slachtte alle Macedonische troepen die toen in Arië waren af. Daarna vluchtte hij weg. Alexander stichtte een stad, Alexandrië in Arië (nu Herat), om de orde in deze provincie te herstellen en ging daarna richting Drangiana, waar de opstandige Barsaentes aan hem overgeleverd en geëxecuteerd werd. In oktober of november 330 v.Chr. rebelleerde Satibarzanos opnieuw in Arië. Hij werd echter gedood in een gevecht tegen een Macedonisch expeditiekorps onder Artabazos, Erigyios en Caranus.

#### Liquidatie van Parmenion en Philotas (herfst 330 v.Chr.)
In de herfst van 330 v.Chr., terwijl het leger in de hoofdstad van Drangiana, Phrada-Prophtasia (zuiden van Herat) verbleef, werden Philotas, de zoon van Parmenion en hipparch van de cavalerie, gevangengenomen en veroordeeld. Dit gebeurde omdat ze lucht gekregen hadden van een complot tegen de koning, maar ze dit niet bekendgemaakt hadden. Al in de lente van 331 v.Chr. was Asander, de broer van Parmenion, van zijn functie als satraap van Lydië ontheven, terwijl het officiële verslag over de Slag bij Gaugamela Parmenion in een slecht daglicht gesteld had. Het is mogelijk dat de kritiek van Philotas op de Perzische ceremonies, die nu ingevoerd werden door de koning, Alexander kwaad gemaakt hadden. Parmenion had bovendien ook niets willen doen om de gemoederen te bedaren toen de troepen in Ekbatana zeiden dat ze graag naar Europa wilden terugkeren. Philotas werd veroordeeld voor de Koinon van de Macedoniërs. De beschuldigingen kwamen van Craterus, die hierin zijn kans schoon zag om zich te ontdoen van een rivaal. Philotas werd gestenigd nadat hij gedwongen bekentenissen afgelegd had. Alexander wist niet of Parmenion ook betrokken was, maar stuurde toch officiers om hem te vermoorden. Het kon hem niet veel schelen dat de troepen in Medië in opstand kwamen nadat ze gehoord hadden over de moord.
Deze gebeurtenissen tonen aan dat de koning zich steeds meer begon te vervreemden van zijn entourage, met uitzondering van Hephaestion en Craterus, want Alexander was erg gesteld op deze twee. Alexander ging nu steeds dieper Azië in, ver van Macedonië, in navolging van een doel en een droom die hem aan het ontsnappen was. Het was niet slim geweest van Philotas om te zeggen dat de overwinningen van Alexander nooit behaald zouden zijn zonder hemzelf en zijn vader. Hij haalde zich ook de woede van de koning op de hals door te klagen over de pretenties van de koning door gezien te willen worden als zoon van Zeus-Amon. Dit legt uit waarom Alexander helemaal geen moeite had gedaan om zijn generaal te redden bij zijn proces. Er waren in Macedonië al dikwijls conflicten geweest tussen de aristocratie en het koningshuis. De liquidatie van Philotas, die ten zeerste geapprecieerd werd door de rest van de officiers, werd ook aangewend door Alexander om zich te ontdoen van een jonge officier die te machtig aan het worden was. In deze context voerde Alexander ook hervormingen door in het leger: Hephaestion en Clitus werden beiden hipparch, en zijn vertrouwelingen Perdikkas, Craterus en Ptolemaeus kregen ook een hogere rang.

#### Achtervolging van Bessos (winter 330-winter 329 v.Chr.)
Bij zijn achtervolging van Bessos doorkruiste Alexander Drangiana en Arachosië (Zuidwest-Afghanistan) tegen het einde van 330 v.Chr. De koning stichtte een nieuw Alexandrië, nu Kandahar, en stelde Memnon aan als satraap. Daarna ging hij richting Bactrië. De oversteek van de Hindoekoesj, die de Macedoniërs en de Grieken blijkbaar verwarden met de Kaukasus, gebeurde in de lente van 329 v.Chr. Ondertussen verwoestte Bessos de vallei tussen de Hindoekoesj en de Oxus (nu de Amu Darja) om er zo voor te zorgen dat zijn achtervolgers geen voedsel meer konden vinden. Alexander veroverde nu Bactra (nu Balch). Daarna stak hij de Oxus over via een pontonbrug en bereikte zo Sogdiana. De satrapen Spitamenes en Oxyartes leverden Bessos aan hem uit, met de gedachte dat Alexander hen hierdoor met rust zou laten. Ptolemaeus moest hem gevangen houden (begin 329 v.Chr.). Bessos werd naar Bactrië gestuurd, waar naar Perzisch gebruik zijn neus en oren werden afgesneden. Daarna werd hij naar Ekbatana gestuurd om daar te worden geëxecuteerd. Hij werd traag in twee stukken getrokken door twee palmbomen die naar elkaar toegebogen waren.

#### Verovering van de meest oostelijke satrapieën (winter 329-lente 327 v.Chr.)

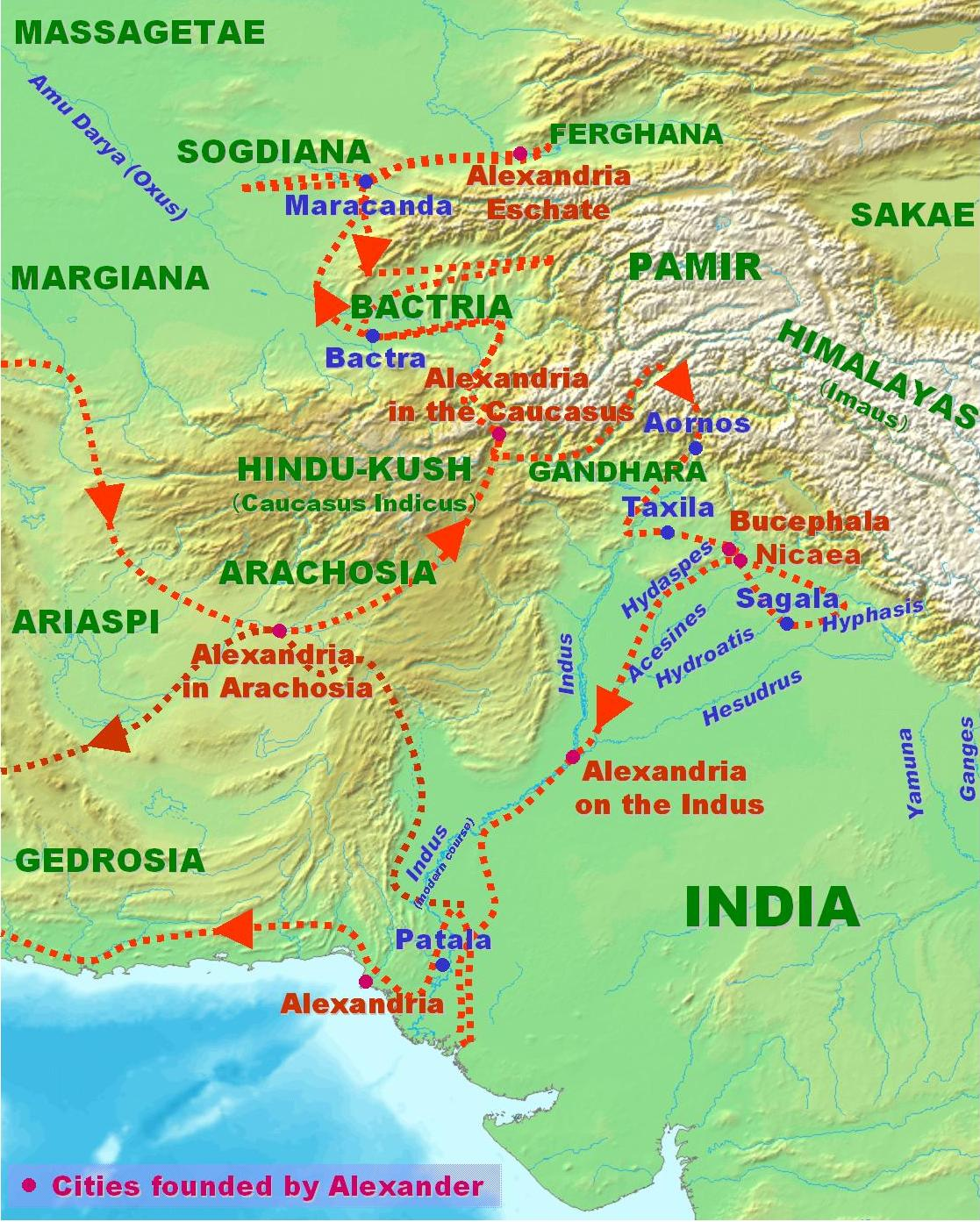
De expeditie van Alexander in de oostelijke satrapieën

De satrapieën Arië, Bactrië, Sogdiana, Drangiana en Margiana werden vaak doorkruist door de Skythen, een nomadenvolk dat erg trots was op zijn onafhankelijkheid, en de sedentaire Iraniërs; de Achaemenidische koningen hadden hier niet zo veel macht kunnen uitoefenen en ook Alexander had moeite er zijn autoriteit te vestigen. Alexander vocht bijna twee jaar zonder grote overwinningen te behalen in Sogdiana en Bactrië tegen rebellerende satrapen. Spitamenes, die Bessos aan hem had uitgeleverd, begon een opstand en slachtte verschillende Macedonische garnizoenen in Sogdiana af. Hij bezorgde de officiers van Alexander een grote nederlaag bij de rivier de Polytimetos (de Zerachvan in Oezbekistan). De reactie van Alexander op deze nederlaag toont aan hoe groot de wanorde in het leger nu was, want hij verbood degene die hadden kunnen ontsnappen op straffe des doods de werkelijkheid van deze ramp te vertellen. Alexanders represailles tegen de Sogdiërs waren meedogenloos: Cyropolis werd vernietigd en de bevolking werd afgeslacht of als slaaf verkocht. Alexander stichtte dicht bij de Jaxartes (de Syr Darja), de uiterste oostelijke grens van het Perzische Rijk, Alexandria Eschate ("Het verste Alexandrië", nu Khodjent). De stichting van deze stad, die bevolkt werd door Griekse huurlingen en Sogdiërs, was het verste punt van Alexanders tocht.
Alexander wilde nu zijn macht tonen aan de Saken, een Skythisch volk. Hij stak de Jaxartes over en dwong de Saken zo om te vluchten naar de steppe. Hij ontving een ambassade en sloot een niet-aanvalspact met hen. Alexander marcheerde nu samen met Craterus op tegen Spitamenes, die het garnizoen in Samarkand aan het belegeren was. Hij slaagde erin het beleg op te heffen. Alexander probeerde zich weer te verzoenen met de Sogdische aristocratie door hen eerbewijzen te geven. Hij stak de Oxus opnieuw over en volgde een karavaanroute tot aan de oase van Merv, waar hij Alexandrië in Margiana stichtte. Nadat hij overwinterd (329-328 v.Chr.) had in Bactra, lanceerde Alexander, die 20.000 man als versterkingen uit Europa had ontvangen, vooral Griekse en Thracische huurlingen, een campagne tegen Spitamenes. Hij sloot in het begin van de lente van 328 v.Chr. een akkoord met Pharasmes, de koning van de Chorasmii, waardoor hij Spitamenes van potentiële bondgenoten beroofde. Vervolgens bereikte hij Sogdiana, waar hij Alexandrië bij de Oxus stichtte. In die regio nam hij de familie van Oxyartes gevangen. Zo kon hij hem overtuigen zich bij hem aan te sluiten en trouwde er met zijn dochter, Roxane. Ondertussen vergrootte Craterus de greep op Bactrië. Spitamenes werd in december 328 v.Chr. eindelijk verslagen. Hij werd verraden door de Massageten, die zijn hoofd naar Alexander stuurden. Alexander stelde Clitus aan als satraap van Bactrië om Artabazos, die ontslagen wenste te worden door zijn gevorderde leeftijd, te vervangen.
In de lente van 327 v.Chr. werden de laatste vuurhaarden uitgedoofd. Alexander beval Craterus om naar Badachsjan te gaan. Alexander zelf ging naar Paraetacene in het noordoosten van Susiana. Dankzij Oxyartes, de vader van Roxane kon hij zich aansluiten bij de lokale koning, Sisimithres, die instemde met Alexanders voorstel om jonge soldaten te rekruteren voor het koninklijke leger. Daarna keerde hij terug naar Bactra, waar Craterus zich opnieuw bij hem aansloot in de zomer van 327 v.Chr. Daarna stak hij opnieuw de Hindoekoesj over om aan de overkant van dat gebergte te overwinteren met het oog op de campagne in India.

#### Opkomende spanningen (winter 328-lente 327 v.Chr.)

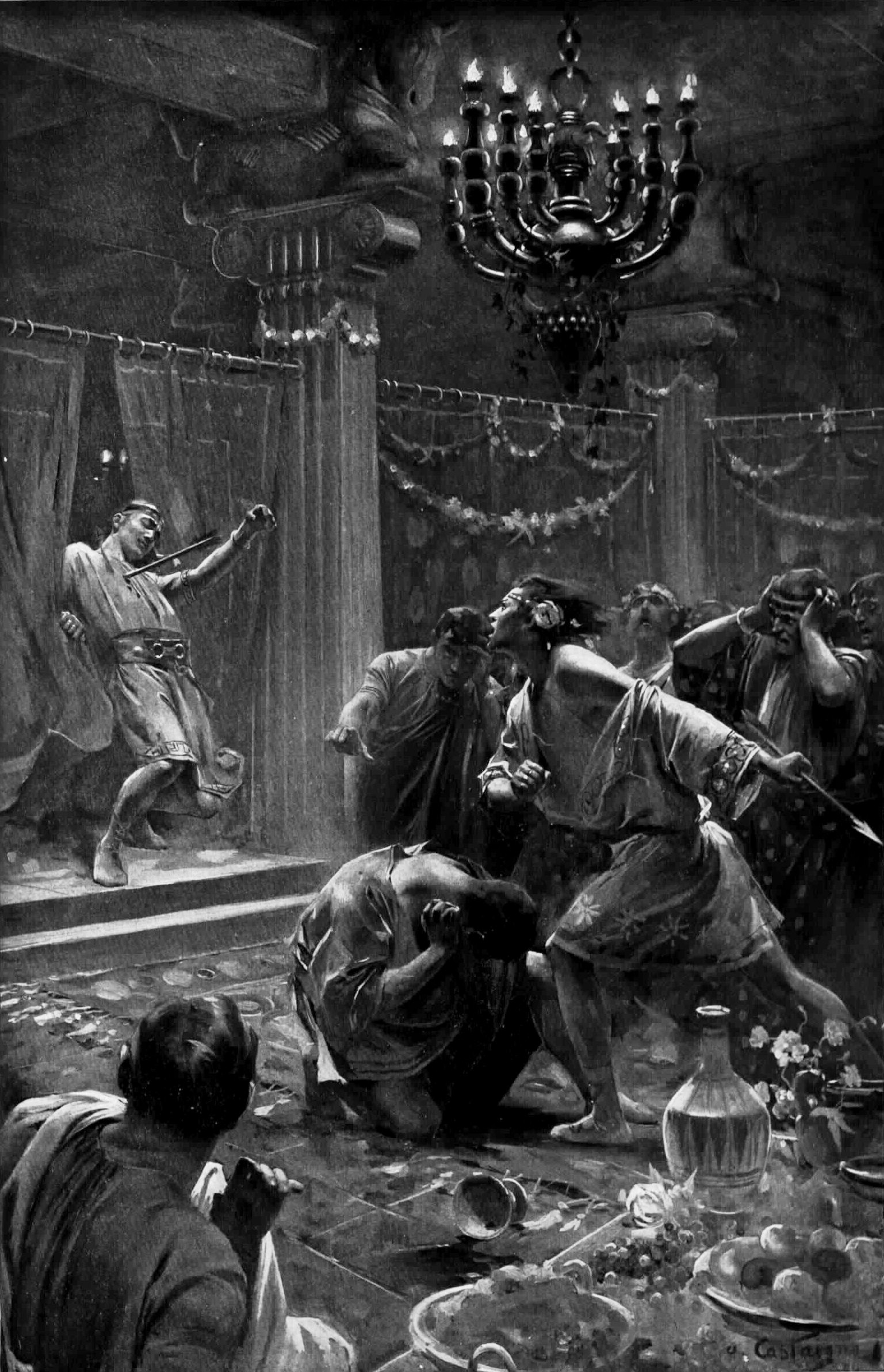
De moord op Clitus, André Castaigne (1898–1899)

In het begin van 328 v.Chr. doodde Alexander, sterk onder invloed van alcohol, Clitus, die al van kindsbeen af zijn vriend en trouwe metgezel geweest was. Hij had het gedurfd de daden van Philippus hoger in te schatten dan die van Alexander. Alexander doodde hem in een vlaag van woede, ook onder invloed van alcohol, door hem te raken met een speer. Toen Clitus dood was, gaf hij zijn vriend de grootste eerbewijzen en beweende hij hem lange tijd. Maar de moord op Clitus zorgde ervoor dat Alexander zich nog verder vervreemde van zijn entourage. Clitus werd als satraap van Bactrië vervangen door Amyntas.
De tocht door de oostelijke provincies woog zwaar op de entourage van de koning. Toen Alexander probeerde de Macedoniërs de Perzische gebruiken op te leggen, vooral dan de proskynesis, vond het protest van Callisthenes veel bijval bij de entourage van de koning. Daarom legde Alexander deze regel enkel zijn Aziatische onderdanen op, maar het feit dat hij hen heel wat hoge functies gaf in de administratie en het leger oogstte heel wat verontwaardiging in zijn entourage. Inderdaad, Alexander had 30.000 jonge Aziaten (de epigones) gerekruteerd om getraind te worden op de Macedonische manier om de troepen die door hun ouderdom ontslagen zouden worden te vervangen. Verder toonde zijn huwelijk met Roxane dat hij de Perzen niet meer zag als de overwonnenen.
In de zomer van 327 v.Chr. werd de samenzwering van de pages, die als doel had Alexander te vermoorden, ontdekt. Deze samenzwering ontwikkelde zich rond de persoonlijke wraak van een van die jongens, Hermolaos. Hij was – volgens hem onrechtvaardig – gestraft door Alexander na een jachtpartij waarin hij de prooi die voor de koning bestemd was, gedood had. Dit toont dat in het Macedonische leger verschillende personen zijn nieuwe regels niet apprecieerden en hem meer en meer begonnen te zien als een tiran. Zeven pages werden gefolterd en geëxecuteerd. Callisthenes, die erg veel macht uitoefende op de pages en Alexanders claim op zijn goddelijkheid telkens had weerlegd, werd gevangengezet in Bactra; hij stierf er enkele maanden later. Callisthenes had een brief van Aristoteles, waarschijnlijk een apocriefe, ontvangen. Deze brief veroordeelde de daden van Alexander en was waarschijnlijk geïnspireerd op de filosoof Anaxarchos. Op dat moment toonden de legerleiders en het leger echter hun loyaliteit door Alexander te blijven steunen. Alexander liet een brief schrijven naar Antipater, waarin hij schreef dat degenen in Griekenland die Callisthenes geïnspireerd hadden, gestraft moesten worden.

### India en einde van de veldtocht

#### Doelen in India

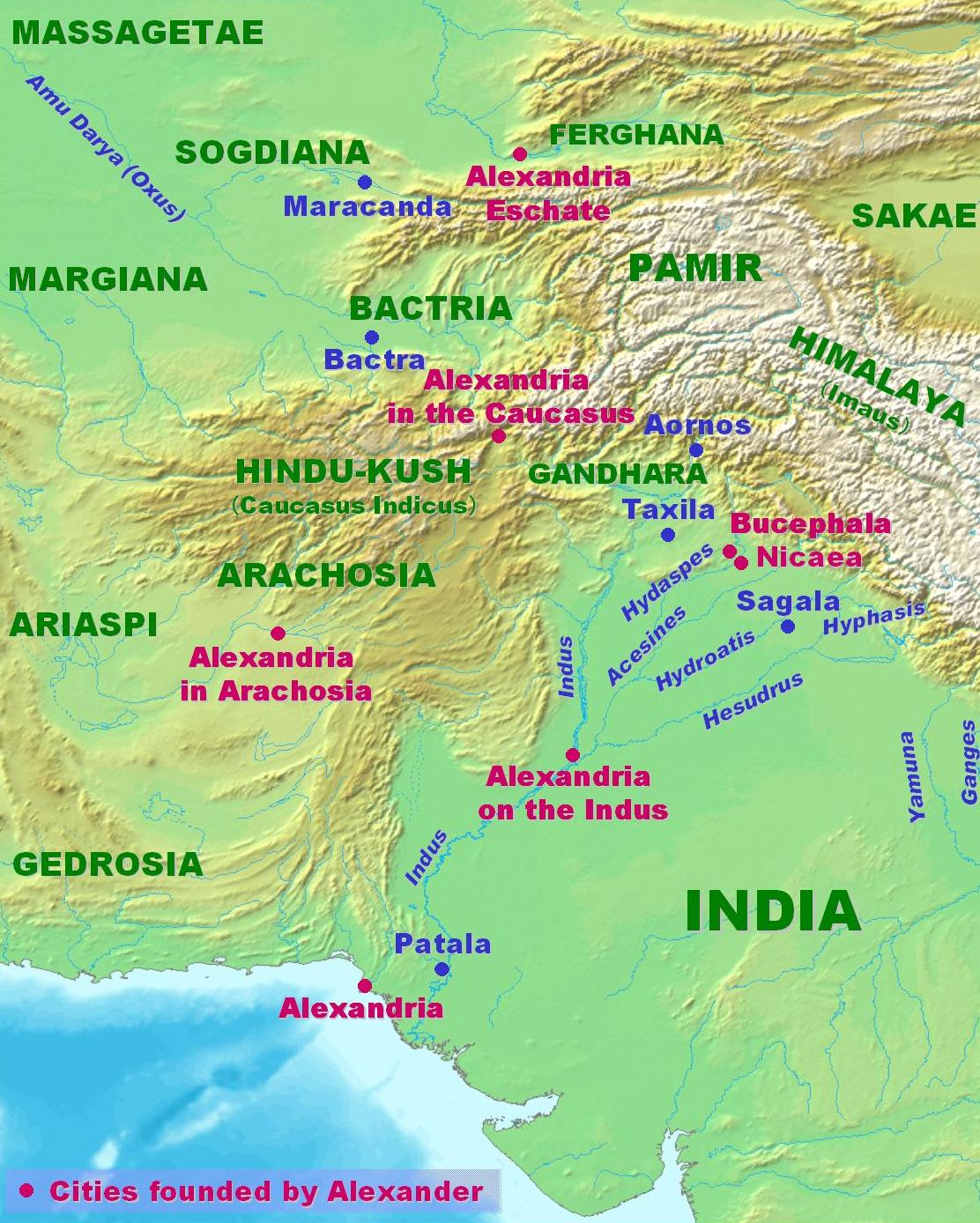
India tijdens Alexanders veroveringen

De Indus was voor de Grieken een mysterieus gegeven dat bekend was geworden bij hen dankzij de teksten van Hekataios van Milete, Herodotos en Ctesias. Deze laatste was dokter geweest bij het hof van Artaxerxes II. Deze auteurs hadden zonder twijfel beroep gedaan op het verslag van de reis van Scylax van Caryanda, die gemaakt werd op bevel van Darius I. De Indusvallei werd in theorie gecontroleerd door de Achaemeniden, maar eigenlijk stopte het Perzische Rijk bij de Hindoekoesj. De gebieden tot aan de Ganges en het Hoogland van Dekan waren nog onbekend voor de Grieken. Er waren echter uitwisselingen tussen dit gebied en de Perzen, want er waren enkele krijgsolifanten en Indische contingenten aanwezig in het leger van Darius bij Gaugamela.
Er is weinig twijfel dat het belangrijkste doel van Alexander was om de grenzen van het rijk van Darius I te herstellen en er commerciële voordelen uit te trekken. Het lijkt waarschijnlijk dat hij gemakkelijk overgehaald werd door Taxiles, een van de koningen in de Indusvallei, om tussenbeide te komen tegen zijn vijand Poros, die heerste over het koninkrijk Pauravas en de Punjab nu bedreigde. Zijn rijk lag ten westen van de Hydaspes. Een Indische prins, Sisicottus, fungeerde als raadgever van de Macedonische koning tijdens deze campagne, ook al had hij zich daarvoor aangesloten bij Bessos. Alexander had dit project waarschijnlijk al langer in gedachten, want hij had in de lente van 329 v.Chr. de stad Alexandrië in de Caucasus gesticht (ten noorden van wat nu Kabul is). Dit toont dat hij een uitvalsbasis wilde hebben voor zijn expeditie in dit land.
Verschillende historici verdedigen het idee dat Alexander verder wilde gaan nadat hij de Indus was overgestoken om zo over de vermeende volledige wereld te heersen. Anderen denken dat zijn expeditie richting de Ganges, die onderbroken werd door de muiterij van zijn soldaten bij de Hyphasis, enkel als doel had om de Indische commerciële basissen te veroveren. Hij bereidde zijn expeditie voor zoals hij dat deed in 323 v.Chr., toen hij als bedoeling had de Arabische havens in de Perzische Golf te veroveren. De voorziene tocht volgde de loop van de Indus om zo de oceaan en vervolgens de Perzische Golf te bereiken. Hierdoor kan besloten worden dat Alexander al een relatief precies idee had gehad over zijn globale bedoelingen. Die bestonden eruit het volledige gebied dat eens aan de Achaemeniden toebehoord had te beheersen en alle handelsroutes te controleren. Dit alles is ook een verklaring voor de herhaaldelijke weigeringen van Alexander op Darius' vredesvoorstellen in 332 en 331 v.Chr.

#### Verovering van de Punjab (zomer 327-zomer 326 v.Chr.)

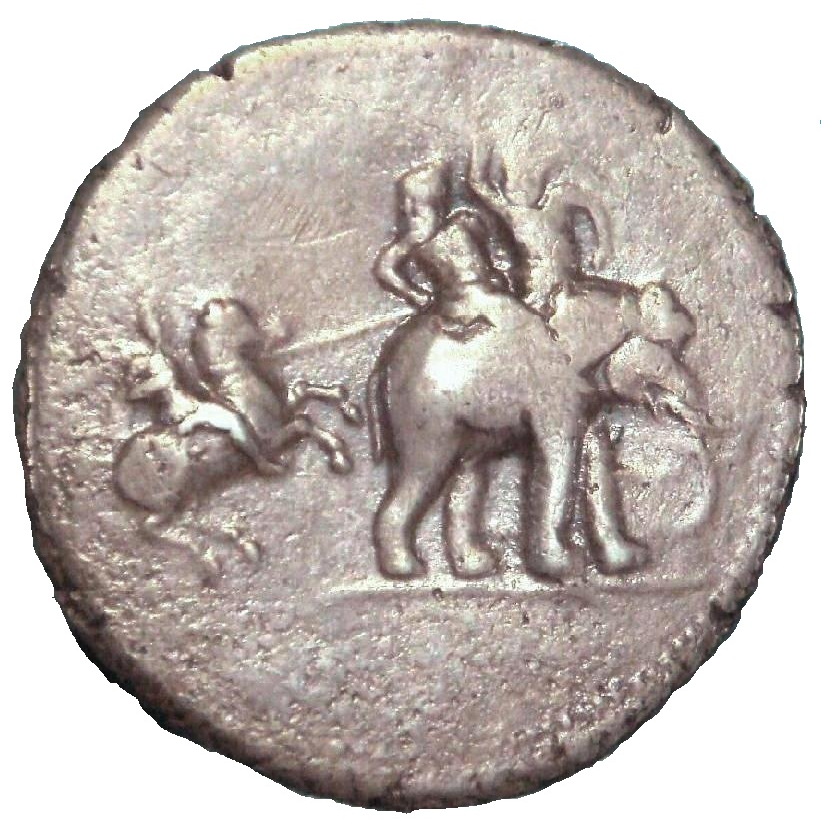
Muntstuk geslagen rond 322 v.Chr. met op de achterzijde Alexander met Poros, British Museum

In de lente van 327 v.Chr. vertrok Alexander uit Bactra aan het hoofd van 120.000 personen, zowel soldaten als niet-vechtenden. De Grieken en Macedoniërs vormden amper de helft van de strijders. Verschillende Aziaten (de epigones of erfgenamen) waren gerekruteerd om bewapend te worden op de Macedonische manier. Het leger telde ook cavaleristen uit de oostelijke satrapieën en Egyptische, Fenicische en Cypriotische mariniers waren al gerekruteerd om de oceaan te bevaren. Alexander stak de Hindoekoesj over en ging naar Alexandrië in de Caucasus. Hij ontving er versterkingen van Taxiles, de radja van Taxila. Hij had erop aangedrongen om oorlog te voeren tegen zijn machtige buur Poros, die graag de Punjab wilde veroveren. Daarna beval Alexander Hephaestion en Perdikkas om de volkeren op de oevers van de Cophen, een rivier die dicht bij het hedendaagse Kabul in de Indus uitmondde, te onderwerpen. Ondertussen veroverde hij zelf de noordelijke gebieden van de Indusvallei (zomer 327 v.Chr.). Terwijl de verovering van de zuidelijke oevers door de twee generaals relatief gemakkelijk ging, werd de Macedonische koning geconfronteerd met tegenstand van de Assacenen, een volk verwant aan de Saken en de Massageten. Zij hadden een groot leger op de been gebracht. Hun hoofdstad, Massaga, werd ingenomen dankzij een lang beleg, waarin Alexander zelf gewond raakte. De versterkte plaats Aornus, die de reputatie had onneembaar te zijn, werd met veel moeite toch ingenomen in april 326 v.Chr. Er werd hier een nieuwe satraap aangesteld, Nicanor, maar deze werd al snel gedood tijdens een opstand.
In de loop van de lente van 326 v.Chr. stak Alexander de Indus over via een brug gebouwd door Hephaestion en Perdikkas. Het leger hield zich daarna op in Taxila, de hoofdstad van koning Taxiles, de aanstoker van de expeditie naar India. Niet veel later leidde Alexander het leger verder naar India om Poros te verslaan, die zich nu bij de Hydaspes bevond, een van de zijrivieren van de Indus. Poros wachtte op versterkingen en had nu al zo'n groot leger dat Alexander besloot om onmiddellijk aan te vallen. Hij probeerde met zijn cavalerie en zijn hypaspisten de rivier over te steken, terwijl het grootste leger onder leiding van Craterus stond en op de andere oever wachtte. Alexander werd beschermd door de mist en de dicht beboste omgeving en marcheerde 150 stadia (30 km) om Poros in de rug aan te vallen. Alexander behaalde zo de overwinning, maar de Slag bij de Hydaspes had de jonge koning veel moeilijkheden bezorgd. De Aziatische ruiters hadden hun nut getoond door de verslagen vijanden te blijven achtervolgen. Bucephalus stierf in de slag en Alexander stichtte ter ere van zijn trouwe paard de stad Bucephala. Niet veel later verloor Alexander ook zijn hond Peritas, waarvoor hij ook een stad stichtte om zo zijn huisdier te eren.
Alexander bleef zijn beleid van het integreren van lokale koningen aanhouden; hij liet Poros zijn koninkrijk behouden. Poros moest wel zijn ambities aan de overkant van de Hydaspes opgeven, maar had van Alexander een groter rijk gekregen dan voor zijn oorlog met de Macedonische koning. Een opstand van Assacenes in de rug van Alexander dwong de jonge koning om troepen te sturen. Deze stonden onder leiding van Philippus en Tyriaspes. Als dank voor het verbond met Poros, die klaarblijkelijk de Gangesvlakte wilde veroveren ten nadele van de Nandadynastie van Patna, besloot Alexander om de volkeren ten oosten van de Punjab te onderwerpen. Deze campagne bestond echter uit bittere gevechten tegen kleinere republieken, zoals die van Arratas. Alexander dacht erover om de Hyphasis (nu de Beas) over te steken als een simpele machtsdemonstratie. Hij wist immers dat de Nanda's machtige tegenstanders zouden worden.
In de herfst van 326 v.Chr. kreeg Alexander echter te maken met een muiterij op de oevers van de Hyphasis. De muiters waren vooral Grieken en Macedoniërs, voor wie Coenus het woord voerde. Nadat Alexander zich drie dagen had teruggetrokken in zijn tent, zag hij zich verplicht om te plooien voor de eisen van zijn soldaten en gaf het bevel tot de terugtocht. Hij liet twaalf enorme altaren bouwen ter ere van elke Olympische god. Ook liet hij een groot kamp bouwen dat drie keer groter was dan normaal, om zo eventuele indringers af te schrikken. Dit markeerde het verste punt in het oosten van Alexanders tocht. Deze muiterij toont de kloof die ontstaan was tussen de koning en zijn troepen. Verschillende officieren herinnerden zich de dood van Philotas en Clitus de Zwarte en gedroegen zich nu vijandig tegenover de jonge koning die zich steeds meer volgens het Aziatische model en autocratischer begon te gedragen. De soldaten waren volgens hen fysiek volledig uitgeput. Ze spraken hun wens uit om terug te keren naar hun families en te genieten van hun vergaarde buit.

#### Verovering van de Indusvallei (herfst 326-lente 325 v.Chr.)

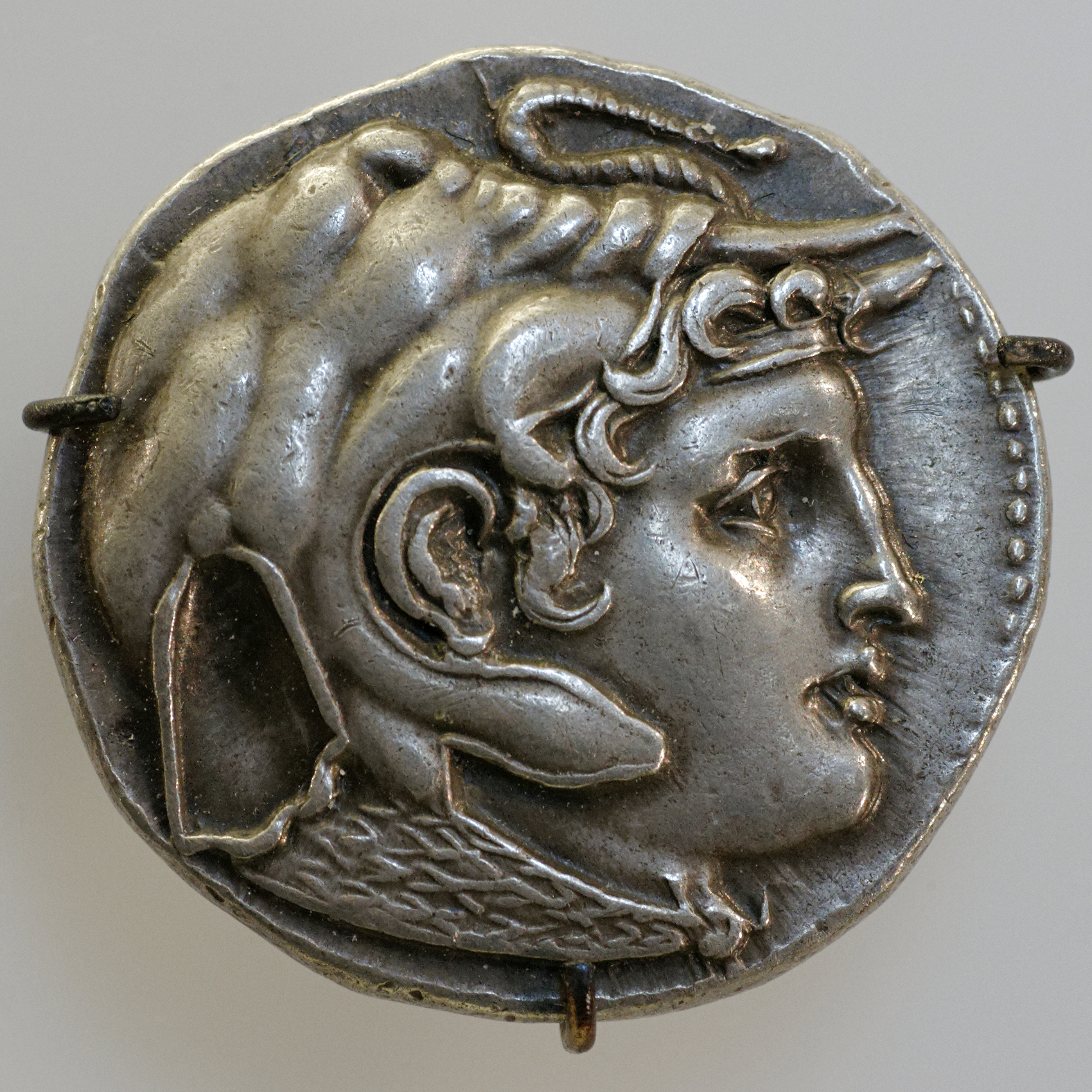
Muntstuk van Ptolemaeus I met daarop de beeltenis van Alexander met een olifantenscalp, als symbool van zijn veroveringen in Indië

Alexander besloot om de volledige Indusvallei te onderwerpen om zo zijn terugkeerroute naar Babylon te verzekeren. Hij liet een vloot van ongeveer 1000 schepen bouwen waarmee hij in het begin van november 326 v.Chr. met een deel van zijn leger vertrok om zo via de Hydaspes en daarna de Acesines opnieuw de Indus te bereiken. Deze vloot werd gebouwd dankzij de financiële steun van de edelmannen aan het hof en het personeel van de koning. Ze stond onder leiding van Nearchus en werd bemand door vooral Feniciërs en Grieken. Dit was mogelijk gemaakt door de versterkingen die ontvangen waren in India. Voor het vertrek erkenden de lokale prinsen Poros als alleenheerser over dat gebied, als vazal van Macedonië.
Op de schepen bevonden er zich naast de mariniers ook boogschutters, hypaspisten en de hetairoi. Ondertussen leidde Craterus het leger op de rechteroever, terwijl Hephaestion het leger op de linkeroever leidde. Bij de samenvloeiing van de Hydaspes en de Acesines beschadigden de stroomversnellingen de vloot, die hierdoor hersteld moest worden. Verschillende volkeren in dat gebied onderwierpen zich al snel, maar de Cathei, de Malliërs en de Oxydraci weigerden dat te doen. Tegen midden november 326 v.Chr. beging Alexander de fout om een stad bevolkt door Mallische brahmanen aan te vallen. Hierdoor brak er een opstand uit die zich al snel verspreidde. In de loop van deze gevechten, waarin hij zelf de muren van de stad aanviel, werd zijn leven gered door zijn somatophylakes Leonnatus en Peucestas. Zij beschermden de koning met het (vermeende) schild van Achilles, dat ze uit de tempel van Athena bij Troje gehaald hadden. Alexander was zwaargewond, zo erg zelfs dat het leger dacht dat hij dood was. Dit zorgde voor heel wat problemen. Het belangrijkste gevolg was de desertie van de Griekse huurlingen in Bactrië.
Het herstel van Alexander zorgde ervoor dat de expeditie stopgezet werd, waarschijnlijk tot aan de lente van 325 v.Chr. Het was nu Peithon die zich belast zag met de taak om de Malliërs te onderwerpen. De angst voor de Macedoniërs was nu zodanig dat de volkeren van Patalene in de delta van de Indus kozen om te vluchten voordat Alexander aankwam. De satrapie Sind, waar een nieuw Alexandrië gesticht werd, werd toegewezen aan Peithon. Alexander bereikte uiteindelijk de monding van de Indus in 325 v.Chr. en hij liet daar bij Patala een haven bouwen. Dit toont aan dat hij wilde dat er handel was tussen dit verre gebied en de rest van zijn rijk. Aangekomen bij de stranden van de Indische Oceaan waren de Grieken en Macedoniërs verstomd door de getijden, die als het ware onbekend waren in de Middellandse Zee.

#### Moeilijke terugkeer (juli-december 325 v.Chr.)

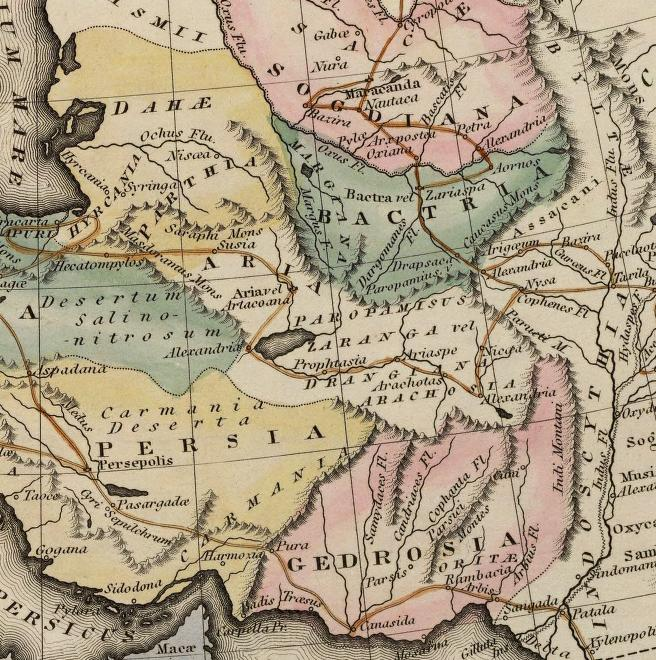
Tocht van Alexander door Gedrosië en Carmanië, kaart uit 1823

Alexander verdeelde in juli 325 v.Chr. zijn leger voor zijn terugkeer naar Babylon in drie contingenten. Craterus vertrok uit de Indusvallei met de helft van de falanx (vier taxeis), de krijgsolifanten en de Argyraspides, die graag wilden terugkeren naar Macedonië. Via Arachosië en Drangiana moest hij zich weer aansluiten bij Alexander in de provincie Carmanië. Het tweede contingent stond onder leiding van Nearchus. Hij moest met een vloot van een honderdtal schepen, 2000 mariniers en 12.000 soldaten de zeeroute tussen de Indus en de monding van de Tigris en de Eufraat heropenen. Maar dit had ook als bedoeling om het landleger onder Alexander te bevoorraden. Dat landleger bestond uit de beste troepen. Alexander koos ervoor om de moeilijkste route te nemen door langs de kust van Gedrosië te gaan. Hij veroverde met ongeveer 25.000 man de regio die nu Karachi is, waar de Arabites capituleerden zonder gevechten. Daarna bereikte hij de Puralivallei, waarvan hij wederom de inwoners, de Orites, onderwierp. De kust, bevolkt door de Viseters, was te moeilijk te bevoorraden door de vloot en daarom riep Alexander de hulp in van de Gedrosiërs van het binnenland om dit gebied binnen te vallen. Hij koos ervoor om zijn landleger nog verder te onderverdelen in twee contingenten: een stond onder leiding van Leonnatus en moest de traditionele karavaanroute volgen, die verder naar het noorden lag. Hij moest zich weer aansluiten bij Alexander in Pura, de hoofdstad van Gedrosië. Ondertussen zou de Macedonische koning zelf met 12.000 man, waaronder de elitetroepen en een konvooi van vrouwen en kinderen, de Gedrosische woestijn langs de kust doorkruisen. Op het moment dat Alexander de woestijn echter binnenging begonnen de Gedrosiërs en de Orites een opstand; hierdoor kreeg hij dus niet de beloofde voorraden. De Gedrosische woestijn was een zeer ongastvrij gebied. Ze was bedekt met zoute moerassen en telde slechts weinig oasen. Een groot deel van het konvooi met vrouwen, kinderen en lastdieren werd meegesleurd door de plotselinge opkomst van een stortvloed. Het leger had twee maanden nodig om de 700 km tussen de Puralivallei en Pura af te leggen. Alexander bereikte die stad in december 325 v.Chr., waar het contingent van Leonnatus, die ondertussen Alexandrië bij de Orites had gesticht, zich weer bij hem aansloot. Hoewel het het regenseizoen was, waren 6000 personen gestorven door de dorst en uitputting tijdens de mars door de woestijn. Deze reis was de lastigste van de volledige expeditie van Alexander en veroorzaakte een groot aantal doden; verder waren ook alle paarden en lastdieren gestorven. Dit alles was eigenlijk ook onnodig geweest: Alexander had nooit zijn doel om contact te houden met de vloot van Nearchus kunnen bereiken. Aangekomen in Carmanië sloot Craterus zich weer aan bij Alexander.
De vloot had als doel om onder leiding van Nearchus en Onesicritus, zijn onderbevelhebber, door de Perzische Golf te varen en zo de Eufraat te bereiken, om zo een eventuele maritieme handelsroute te verkennen tussen India en Babylonië. Deze vloot bestond uit 120 schepen en vervoerde 10.000 man. Hij vertrok in het einde van oktober 325 v.Chr., een maand te laat door de Moessonwinden. De vloot werd geteisterd door verschillende stormen. Die stormen kostten minstens drie schepen. Nearchus zag zich verplicht om de vloot te herstellen op zee, want hij vreesde voor deserties. Het was voor hem toch onmogelijk om zich te herbevoorraden op de kust van Gedrosië, het land van de Ichtyophages (de Viseters). Daarbovenop werden ook nog eens de voorraden die Alexander had achtergelaten aangevallen door de Orites. De enige voorraden kwamen dus vanop zee, maar toch bleef de vloot honger lijden. Na 1300 km en 80 dagen varen bereikte Nearchus Harmozia (Hormuz). Daar sloot hij zich weer aan bij Alexander, die enorm blij was hem te zien, want hij had gedacht dat de vloot verloren gegaan was. Nearchus ging later naar de monding van de Eufraat (december 325 v.Chr.) en bereikte via die rivier Susa.

### Laatste jaren

#### Opstanden (einde 325-begin 324 v.Chr.)
Na de achtervolging op Bessos in 330 v.Chr. had Alexander de directe controle over de provincies van zijn rijk verloren. Het valse nieuws over zijn dood in India zorgde ervoor dat de Griekse huurlingen in Bactrië begonnen te deserteren. Athenodorus riep zichzelf uit als hun koning. Verschillende van deze huurlingen bereikten later Griekenland vanuit Klein-Azië, waarschijnlijk met Atheense schepen. Er braken ook opstanden uit in Arachosië en Medië. De Aziatische satrapen van Carmanië en Susiana riepen ook hun onafhankelijkheid uit. De meest opvallende desertie is die van Harpalus, een jeugdvriend van Alexander en beheerder van de koninklijke schatkist. Hij vluchtte in de herfst van 325 v.Chr. naar Tarsus, en daarna naar Athene. Het was dus om Harpalus te verzwakken dat Alexander de Griekse huurlingen had toegelaten om terug te keren naar Griekenland. Hij had immers de taak gehad om hen te rekruteren en had hen dus kunnen gebruiken voor een eventuele machtsgreep.
Nadat hij aangekomen was in Carmanië in december 325 v.Chr. moest Alexander zijn autoriteit herstellen. Hij moest ook afrekenen met allerlei geruchten over de officiers die in zijn plaats de provincies bestuurden. Twee strategen van Medië, Sitalces en Cleander, werden geëxecuteerd voor afpersing en heiligschennis. Het is ook mogelijk dat Cleander diplomatische relaties had onderhouden met Harpalus. Ook de satrapen van Carmanië en Gedrosië, die er niet in geslaagd waren om Alexander bij zijn terugkeer uit India te bevoorraden, werden geëxecuteerd. De koning liet ook Baryaxes vermoorden. Die had zich uitgeroepen tot "Grote Koning van de Perzen en Meden". Verder werden ook satrapen van wie de betrouwbaarheid in vraag gesteld kon worden, zoals Orxines, de satraap van Persis, vermoord. Dit zorgde ervoor dat heel wat provincies een nieuwe man aan het hoofd kregen. Alexander stelde uit voorzichtigheid minder sterke persoonlijkheden aan als satrapen, met uitzondering van Antigonos, die Phrygië behield, en Peucestas, aan wie Alexander Persis beloofd had.

#### Massahuwelijk te Susa (februari-maart 324 v.Chr.)

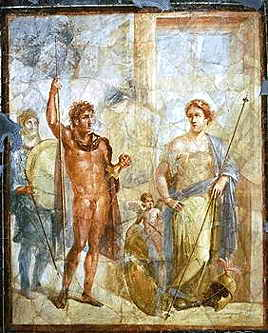
Alexander (als Ares) die trouwt met Stateira (als Aphrodite). Mozaïek gevonden in Pompeï, Museo Archeologico Nazionale di Napoli

Vanuit Carmanië ging Alexander in het begin van het jaar 324 v.Chr. naar Pasargadae aan het hoofd van lichte troepen. Ondertussen bleef Hephaestion de weg langs de kust van Persis volgen met het grootste deel van het leger. Onderweg vroeg Alexander aan Aristobulos om de tombe van Cyrus te herstellen. Deze was in verval geraakt. Hij deed dit om zo blijk van goede wil te tonen aan de Perzen.
Daarna bereikte Alexander Susa. Hier organiseerde hij het huwelijk tussen 10.000 Grieks-Macedoniërs en Perzische en Medische vrouwen. Alexander trouwde zelf met Stateira, de dochter van Darius. Volgens Arrianus, die hier citeert uit het werk van Aristobulos, trouwde hij ook met Parysatis, een dochter van Artaxerxes III. Hephaestion, de tweede in rang, trouwde met Drypetis, een andere dochter van Darius. De belangrijkste generaals, waaronder Perdikkas, Craterus, Ptolemaeus, Seleucus en Eumenes trouwden ook met Perzische vrouwen. De huwelijken duurden vijf dagen bij een prachtig banket. Ze werden voltrokken volgens de Perzische traditie. Hier hadden de Macedoniërs echter weer problemen mee. Hun koning was al met Roxane getrouwd en nu dachten ze dat Alexander zijn Macedonische persoonlijkheid aan de kant had gezet en zich steeds meer als een 'barbaar' begon te gedragen. Alexander zorgde ervoor dat iedereen een bruidsschat kreeg en stelde voor dat de kinderen die geboren zouden worden, grootgebracht zouden worden op de Macedonische manier zodat ze later in het leger zouden kunnen gaan. Om de gemoederen te bedaren gaf Alexander als symbolisch geschenk een gouden kroon aan zijn generaals.
Voor verschillende historici, zoals William W. Tarn, die zich hier beroept op het werk van Arrianus, toont het massahuwelijk in Susa Alexanders wil om beide volkeren te verenigen in een geest van broederlijheid. De Perzen werden niet meer gezien als onderworpenen of overwonnenen maar geassocieerd met het bestuur van het rijk. Deze idealistische visie kan kritisch benaderd worden: volgens Ernst Badian was dit massahuwelijk een voorwendsel voor de verzoening tussen Alexander en de Macedoniërs waarbij de schijnbare 'versmelting' tussen beide volkeren vooral de elite betrof. Toch had Alexander de traditionele kloof tussen de Grieken en de 'barbaren' weten te overbruggen, met als bedoeling de samenhorigheid in het rijk te vergroten.

#### Muiterij bij Opis (lente 324 v.Chr.)
Onmiddellijk na het massahuwelijk in Susa in de lente van 324 v.Chr. brak er een muiterij uit in het leger bij Opis, bij de Tigris ten noorden van Babylon. De soldaten veroordeelden de nieuwe posten die de Aziatische troepen toegewezen hadden gekregen. De creatie van een vijfde hipparchie van Aziaten in het korps van de hetairoi werd ook slecht ontvangen. Er waren in 327 v.Chr. al 20.000 Perzen opgeleid op de Macedonische manier. Maar de hoofdoorzaak van de muiterij was dat Alexander zijn rijk vanuit Azië wilde besturen en bijgevolg niet wilde terugkeren naar Pella. Hij had tijdens de muiterij bij de Hyphasis (326 v.Chr.) nochtans beloofd naar Macedonië terug te keren. Op de dag waarop de muiterij uitbrak had Alexander net 10.000 veteranen, die te gewond of te oud waren, ontslagen uit het leger. Er werd aan hem gevraagd om iédereen de mogelijkheid te geven om uit het leger te vertrekken. De muiters zeiden: "Dat de god van wie hij afstamt afdaalt om te vechten voor hem!" Hiermee verwezen ze naar Alexander die zei dat hij afstamde van Zeus-Amon. Vervuld van woede haastte hij zich met zijn hypaspisten naar de muiters. Hij liet dertig van de aanstokers executeren en kreeg opnieuw controle over de situatie. Hij trok zich vervolgens terug in zijn tent en sprak enkel nog tegen de Perzen, terwijl hij halsstarrig weigerde om nog te praten tegen Macedoniërs. Zij smeekten de koning later om vergiffenis en beloofden hem te volgen waar hij hen zou leiden. Hij gaf vrijwilligers de mogelijkheid om in Alexandrië in Charax te blijven. Deze theatrale hereniging bewijst Alexanders sprekersvaardigheden. Hij behield zijn controle over zijn soldaten terwijl hij nog steeds al zijn doelen kon bereiken. Ook de Aziaten mochten hun plaats in het leger behouden.
Deze muiterij toont hoe groot het verschil was tussen de wensen van de koning en de wens van zijn uitgeputte troepen om terug huiswaarts te keren. Bij Opis hoorden de soldaten dat Alexander de bedoeling had om "het centrum van zijn koninkrijk voor altijd in Azië te vestigen." Dit leek voor de soldaten meer en meer op persoonlijk gewin te gelijken, en ze begonnen zich minder solidair te voelen met de koning. Verschillende duizenden veteranen werden ontslagen uit het leger en gingen op weg naar Macedonië onder leiding van Craterus en zijn onderbevelhebber, Polyperchon.

#### Gebeurtenissen in Europa (lente-zomer 324 v.Chr.)
Het beleid van Alexander tegenover de Griekse steden van de Korinthische Bond kende vanaf 324 v.Chr. een zekere evolutie. Alexander had de Grieken nodig als huurlingen in Azië. Daarom wilde hij op goede voet leven met alle Griekse steden. Hij vroeg hen dus om zich allemaal bij hem aan te sluiten om zo goed samen te kunnen werken. Dit werd echter gezien als een inmenging in de interne zaken van de steden, die zich bovendien ook nog eens bedreigd voelden door Antipater. Verder vonden ze ook dat Nicanor, de boodschapper, Alexander voorstelde als een "Ongeslagen God". Uiteindelijk toonden deze mislukte maatregelen dat de Grieken Alexander nu zagen als "Koning Alexander", en niet als "Koning van de Macedoniërs" of "hegemoon" van de Korinthische Bond, wat voor hen moeilijk was om toe te geven.
In de lente van 324 v.Chr. ontving Alexander nieuws over de situatie in Griekenland. De oude regent Antipater, die constant in conflict geweest was met Olympias, bleef de tradities van de Argeaden aanhouden. Hij betreurde Alexanders Aziatische beleid en het feit dat hij vereerd werd als een god. Alexanders vertrouweling Craterus werd dus in het geheim aangesteld om Antipater te vervangen, terwijl de regent de opdracht kreeg om met de nieuwe rekruten naar de koning te gaan. De aankomst van Craterus in Cilicië dwong Harpalus, de bewaarder van de schatkist die op de vlucht geslagen was, terug te keren naar Athene, waar hij ontvangen werd in de zomer van 324 v.Chr. Verschillende Atheners zagen nu de mogelijkheid om Alexanders beleid tegen te werken. Alexander had eerder in 324 v.Chr. een decreet afgevaardigd dat de Atheners Samos aan haar inwoners dienden over te laten. Maar de dreigementen van Antipater en Olympias dwongen de stad tot voorzichtigheid.

#### Laatste daden (zomer 324-lente 323 v.Chr.)
Op weg van Opis naar Babylon trok Alexander door de Zagrusvallei bij Ekbatana. Daar stierf in de loop van de winter van 324 v.Chr. zijn beste vriend Hephaestion, waarschijnlijk aan tyfus. Alexanders verdriet werd door verschillende antieke auteurs vergeleken met dat van Achilles bij het lijk van Patroklos. Hij gaf zijn chiliarch een bijna koninklijk eerbetoon nadat hij het orakel van Amon geraadpleegd had. Alexander nam zijn koninklijke verplichtingen weer op en hij organiseerde een laatste campagne tegen de Cossaei, een bergvolk van Medië dat door de Perzen nooit volledig werd onderwerpen. Volgens Plutarchus ondernam Alexander deze campagne, die een slachting onder de bevolking van de Cossaei als gevolg had, om een offer te brengen voor de begrafenis van Hephaestion.
Vervolgens ging Alexander verder naar Babylon in de lente van 323 v.Chr. Onderweg ontving hij ambassades uit Griekenland. Vooral de Atheners waren het niet eens met zijn decreten die de bannelingen terugriepen en die zeiden dat Alexander vergoddelijkt moest worden. Maar de andere Griekse steden stuurden hem theoroi, zoals voor een god. Alexander ontving ook ambassades van de uiterste grenzen van zijn rijk (uit Cyrenaica, Carthagers, Etrusken, en Kelten uit de Balkan). Dit toont het enorme prestige van de veroveraar.
De reis van Nearchus had aangetoond dat communicatie met het oostelijke deel van het rijk gemakkelijker verliep via zee dan via land. Daarom beval Alexander de verkenning van de zeeën die zijn rijk begrensden. Hij gaf Heraclides de opdracht om de Kaspische Zee te verkennen en er werden drie opeenvolgende expedities uitgezonden om de kust van Arabië te verkennen. De eerste twee, die van Archias van Pella en die van Androsthenes kwamen niet verder dan het eiland Tylus (nu het eiland Bahrein). Die van Hiero van Soloi bereikte allicht de golf van Suez. De kennis over de kusten vanaf de Rode Zee tot aan de Indus zorgde ervoor dat Alexandrië een centrale rol kreeg in de commerciële relaties tussen de Egeïsche Zee en Azië. Ondertussen werd het leger helemaal gereorganiseerd. Peucestas, de satraap van Persis, bracht 20.000 jonge Perzen, de epigones, mee naar Babylon. Deze Perzen zouden geïntegreerd worden in de falanx. Hierdoor zouden de verhoudingen veranderen in het leger: per Macedoniër zouden er nu 3 Perzen zijn.
Historici verschillen van mening over Alexanders verdere plannen. Verschillende antieke auteurs veronderstelden dat hij zich het veroveren van het westelijke Middellandse Zee-bekken tot doel had gesteld. Het is inderdaad waarschijnlijk dat hij dit als doel had gesteld, vooral dan het veroveren van Carthago. Perdikkas bevestigde dit kort na zijn dood aan zijn troepen. Wat zeker is dat het de bedoeling was om een expeditie te beginnen op de twintigste van de maand Daesius (5 juni 323 v.Chr.). Deze expeditie had als doel het veroveren van Libië om zo het westen te bereiken. Sommige historici dachten ook dat Alexander Arabië wilde veroveren om zo Babylon te kunnen verbinden met Egypte en India. De belangrijkste vraag is dus of hij twee aparte projecten had, of dat het over een en hetzelfde project gaat. Dit zou betekenen dat hij Alexandrië bij de Tigris wilde verbinden met Alexandrië om dan de route te vervolgen richting Carthago en Sicilië.

#### Laatste dagen (mei-juni 323 v.Chr.)

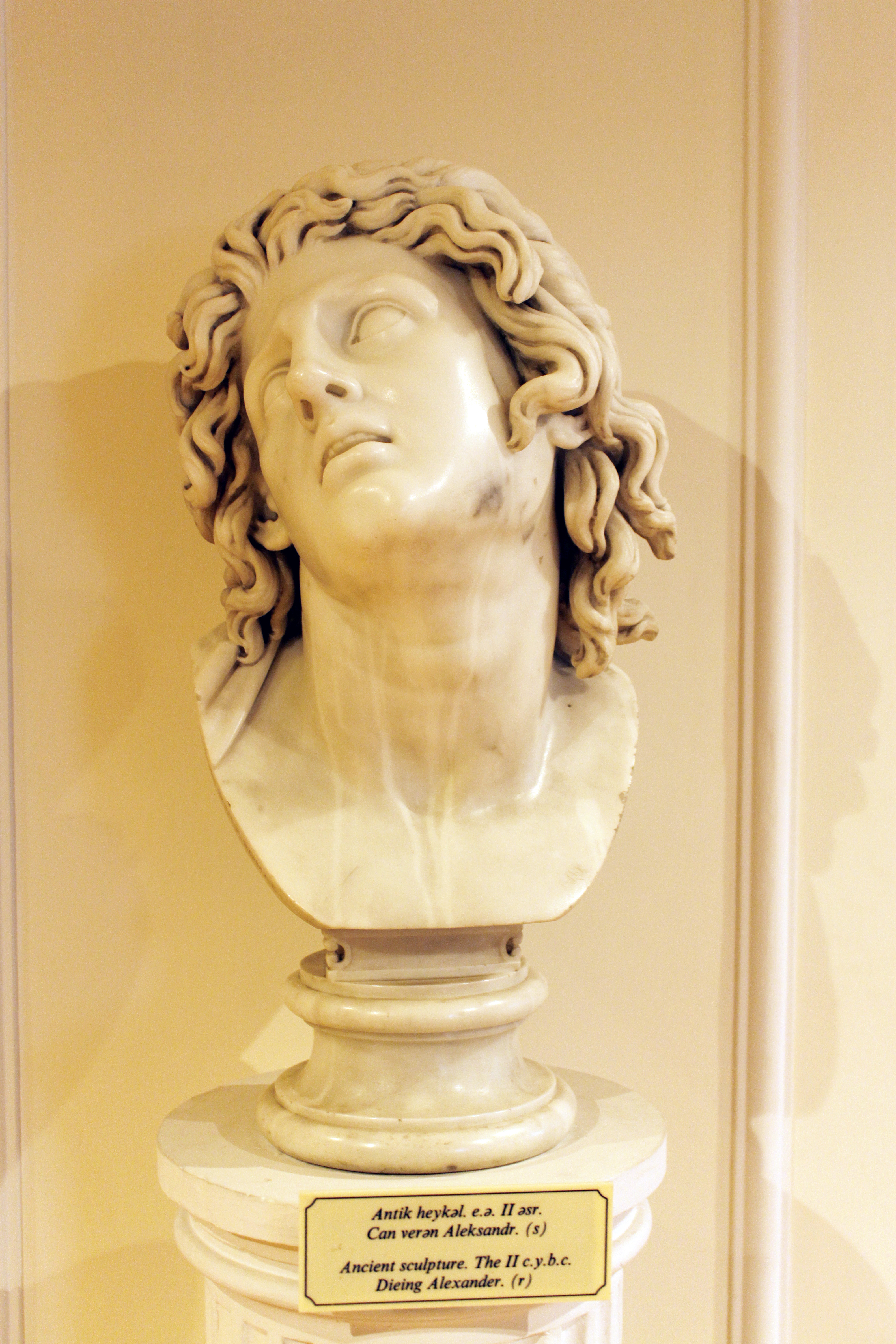
Stervende Alexander, Romeinse kopie van een sculptuur uit de tweede eeuw v.Chr., Nationaal museum voor kunst van Azerbeidzjan

Alexander wijdde de lente van 323 v.Chr. aan het graven van kanalen om de overstromingen van de Eufraat te kunnen regelen. Op de dag van vertrek van de expeditie naar Arabië, 11 juni 323 v.Chr., stierf Alexander in Babylon aan hoge koorts. Een Babylonisch astronomisch tablet draagt het opschrift "de koning is dood" en laat ons toe om de dood van Alexander precies te kunnen plaatsen in de nacht van 10 op 11 juni. Een andere datum werd ook lang gesuggereerd door de antieke bronnen: 13 juni, de achtentwintigste dag van de maand skirophorion oftewel de maand daesios bij de Macedoniërs.
Plutarchus en Arrianus beschreven de laatste dagen van de koning tussen 27 mei en 10 juni (van de vijftiende tot de achtentwintigste van de maand daesios). Zij baseerden zich op de Efemeriden van Eumenes. Volgens Plutarchus was Alexander verontrust door ongunstige voortekenen. Zo woei een wind op de Eufraat de koninklijke diadeem af en had een onbekende in Babylon het gewaagd om te gaan zitten op de troon van Alexander, iets wat hij met de dood zou bekopen. Later werden de feesten van Dionysus en de drinkgelagen hervat. Ook ging Alexander op 28 en 29 mei van banket naar banket. Eerst bij Nearchus, daarna bij een hetairos, de Thessalische Medius van Larissa. Die ontving op 30 mei 22 gezellen van de koning, waaronder ook diens beste vrienden. Tijdens het banket kreeg Alexander volgens Plutarchus, die Aristobulos als bron gebruikte, koorts en erge dorst. Hierdoor dronk hij een volledige schaal met pure wijn uit. Hij voelde onmiddellijk een scherpe pijn die hem dwong de tafel te verlaten en hij begon te ijlen. De volgende dag kreeg Alexander hoge koorts die niet zou weggaan tot hij stierf. De eerste dagen, tot aan 4 juni, bleef hij bevelen geven en voorbereidingen treffen voor zijn expeditie in Arabië. Maar vanaf 5 juni werd hij nog zieker en kon hij dit allemaal niet meer doen. Op 7 juni kon hij niet meer spreken maar kon zijn officiers nog steeds herkennen. In de nacht van 7 op 8 juni kreeg hij verschrikkelijk veel koorts. Op 8 juni dachten de Macedoniërs al dat hij dood was, eisten om hem te zien en stelden zich zonder wapens voor aan de koning. Hij salueerde in stilte naar elke man. Alexander stierf in de nacht van 10 juni op 32-jarige leeftijd.

#### Mogelijke doodsoorzaken
Het grootste deel van de moderne historici maakt uit het verslag in de Efemeriden over de laatste dagen van de koning op dat Alexander stierf door een acute malaria-aanval (of malaria tropica). De koorts, opgelopen tijdens het verkennen van de moerassen rond de Eufraat, plaagde hem al enkele weken zoals bleek uit de aanhoudende dorst en lethargie. Zoals bij de meeste mensen rond de Middellandse Zee uit zijn tijd zou deze malaria veroorzaakt zijn door plasmodium falciparum, waarvan de symptomen beschreven werden door Hippocrates. Deze diagnose werd ook gegeven door Émile Littré in 1865 in La vérité sur la mort d'Alexandre le Grand en door verschillende andere onderzoekers. Een andere hypothese is dat Alexander leed aan tyfus, een ziekte die ook vaak voorkwam rond het oude Babylonië.
Een recente studie (2003) van twee doctors in de geneeskunde legt de hypothese voor dat Alexander gestorven zou zijn aan het westnijlvirus. Historici vinden dat deze hypothese aanvaardbaar is. Anderen denken dat Alexander het slachtoffer geworden was van een interne wonde door de perforatie van een maagzweer of een acute pancreatis. Een laatste hypothese zegt dat Alexander stierf door de overconsumptie van nieskruid, een medicinale plant. Zoals dokter Philippe Charlier, een anatomo-patholoog, zegt over hem: "Een jongeman, 32 jaar, op een andere plaats dan hij gewoon is, een slechte hygiëne, chronisch alcoholisme, polyparasitisme."
In 2018 stelde de dokter Katherine Hall dat Alexander stierf door een neurologische auto-immuunziekte, het syndroom van Guillain-Barré. De symptomen komen overeen met een variant van die ziekte, die misschien verbonden is met een bacteriële infectie op het verteringsstelsel: koorts, pijn, verlamming, gevolgd door een schijnbare dood (waardoor de dokters gedacht kunnen hebben dat Alexander al dood was, terwijl hij eigenlijk nog leefde), wat kan verklaren hoe zijn lichaam verschillende dagen bewaard kon worden.
Een gerucht dat verspreid werd door Olympias vanaf 317 v.Chr. beschuldigt Antipater, Kassander en Iolas, de wijnschenker van de koning die de ideale verdachte leek, voor de vergiftiging van Alexander. Dit gerucht werd nog verder verspreid door Clitarchus en wordt ook vermeld door de auteurs die een eenzijdig positief beeld van Alexander geven, ook al wisten ze niet zeker of het nu waar was of niet. Deze bewering werd echter stellig ontkend door Arrianus en Plutarchus. Een ander gerucht beschuldigt Aristoteles, die boos was op de koning door de liquidatie van zijn neef Callisthenes, Antipater het gif verschaft te hebben, ontgonnen bij de bron van de Styx. Volgens de koningin-moeder had Antipater Alexander willen vermoorden omdat hij het regentschap over Macedonië wilde behouden nu dat zou overgaan op Craterus. Antipater zou Kassander dus gif gegeven hebben, die het op zijn beurt zou doorgegeven hebben aan zijn jongere broer, Iolas, om het te mengen in de wijn van Alexander. Volgens datzelfde gerucht zou Medius van Larissa, die dit banket organiseerde, medeplichtig zijn. Hier kan echter tegenin geworpen worden dat Medius een goede vriend van de koning was. Volgens Plutarchus was hij "om het zo te zeggen, de meester en de sofistische coryphaeus van het koor van vleiers rondom Alexander (...)" Dit gerucht werd verspreid toen Olympias de Antipatriden in diskrediet wilde brengen in de context van de rivaliteit tussen de Diadochen; ze liet de tombe van Iolas, die nog maar kort daarvoor gestorven was, ontheiligen. Volgens Pseudo-Plutarchus zou de Atheense redenaar Hyperides voorgesteld hebben om Iolas als moordenaar van Alexander een beloning te geven. Maar dit is in tegenspraak met Plutarchus' Leven van Alexander en is onbetwistbaar een uitvinding van latere tijden. De theorie over de vergiftiging krijgt maar weinig bijval van moderne historici.

#### Verdeling van het rijk

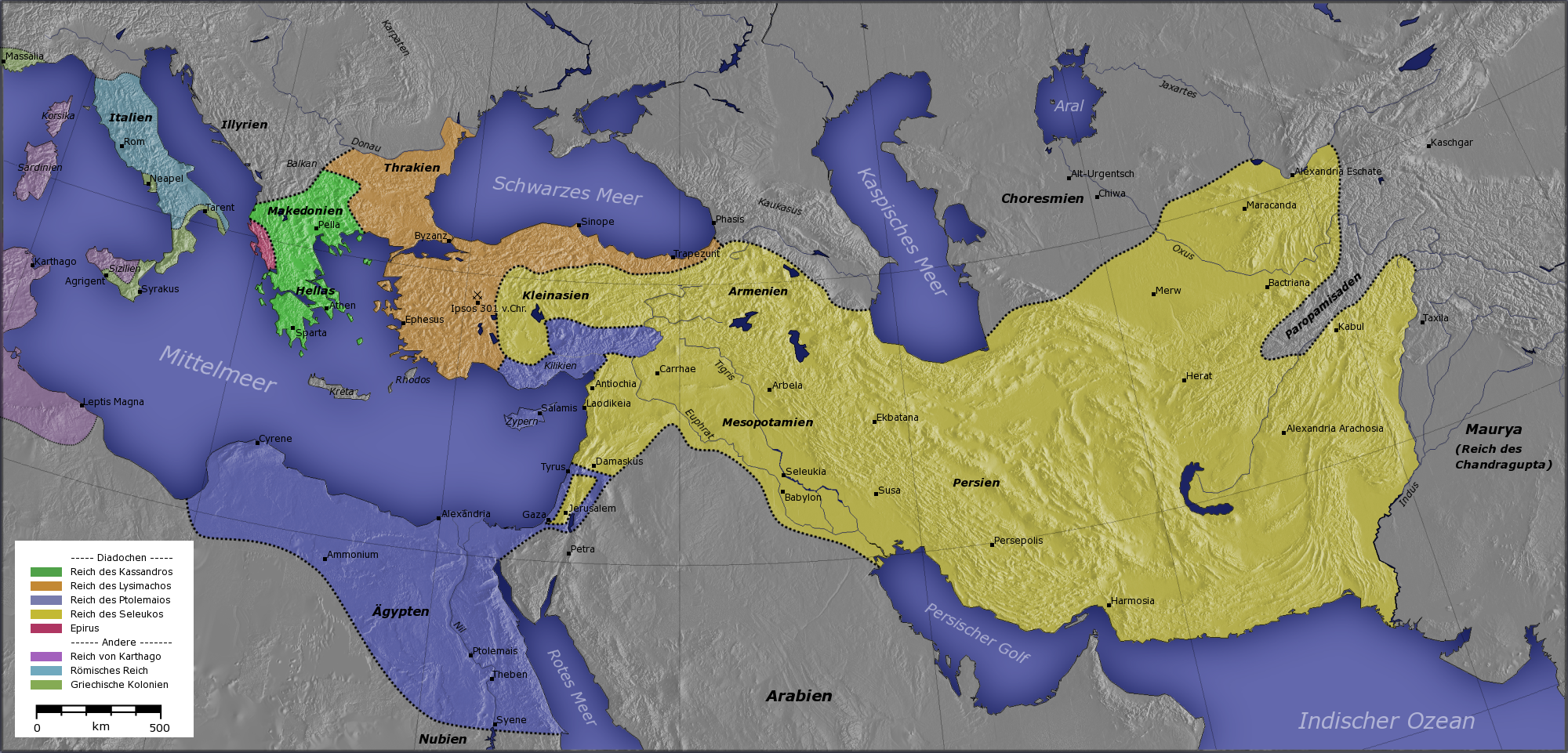
De diadochenrijken in 301 v.Chr.:
Rijk van Ptolemaeus
Rijk van Kassander
Rijk van Lysimachus
Rijk van Seleucus

De enige legitieme erfgenaam van Alexander was zijn halfbroer Arrhidaeus, de toekomstige Philippus III, van wie echter gedacht werd dat hij mentaal gehandicapt was. Ondertussen was Roxane al zes maanden zwanger van de toekomstige Alexander IV van Macedonië. Volgens Diodorus Siculus zou Alexander, toen hij de vraag kreeg van Perdikkas wie het rijk van Alexander moest erven, met zijn laatste krachten gezegd hebben: "De sterkste (Tôi kratistôi. Letterlijk: aan de sterkste)". Een andere theorie zegt dat zijn opvolgers – met opzet of per ongeluk – dat verstaan hadden als "tôi Kraterôi" ("voor Craterus"), die de Macedonische troepen naar Macedonië had geleid en er nu regent van geworden was. Dit, of het nu waargebeurd is of niet, kan gezien worden als een voorspelling van de Diadochenoorlogen voor de verdeling van het rijk.
Arrianus en Plutarchus schreven dat Alexander niet meer kon spreken op dat moment, waarmee ze dus zeggen dat dit verhaal verzonnen is. Diodorus, Curtius Rufus en Justinus schreven het geloofwaardiger verhaal dat Alexander zijn zegelring aan Perdikkas gegeven zou hebben. De andere generaals zagen dit ook, waardoor Alexander Perdikkas dus zogezegd als erfgenaam aanduidde.
Perdikkas maakte in het begin geen aanspraak op de macht, en stelde in plaats daarvan voor dat het kind van Roxane koning gemaakt moest worden, mits het een jongen was. Hijzelf, Craterus, Leonnatus en Antipater zouden dan fungeren als zijn lijfwachten. Maar de infanterie, die onder leiding stond van Meleager verwierp dit voorstel omdat ze niet betrokken waren geweest in de discussie. Zij steunden Alexanders halfbroer Arrhidaeus. Uiteindelijk kwamen de twee zijden tot een compromis, en na de geboorte van Alexander IV werden hij en Arrhidaeus beiden koning, al was dat enkel in naam.
Tweedracht en rivaliteit tierden echter al snel welig onder de Macedoniërs. De satrapieën die toegekend waren aan de verschillende generaals door Perdikkas bij de Rijksdeling van Babylon werden allemaal aparte machtscentra. Na de moord op Perdikkas in 321 v.Chr. stortte de Macedonische eenheid volledig in, en 40 jaren van oorlog tussen de "Opvolgers" (Diadochen) volgden vooraleer de Hellenistische wereld in vier stabiele machtsblokken verdeeld werd: Ptolemaeïsch Egypte, Seleucidisch Mesopotamië en Centraal-Azië, Attalidisch Anatolië en Antigonidisch Macedonië. In dat proces werden zowel Alexander IV als Arrhidaeus vermoord.

#### Testament

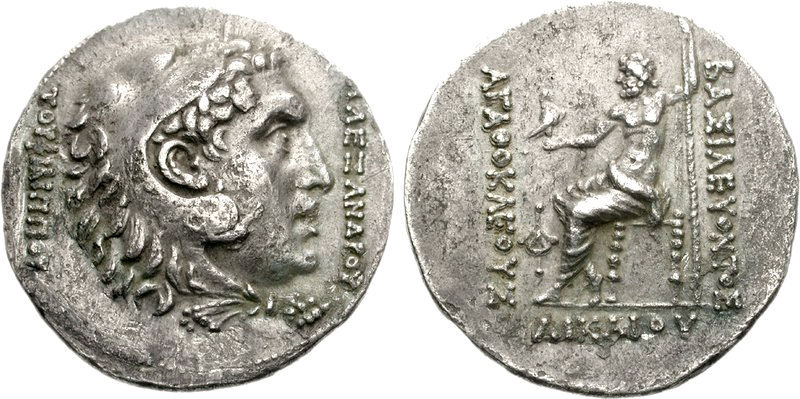
Herdenkingsmunt van Agathocles van Bactrië (190-80 v.Chr.) voor Alexander de Grote

Diodorus schrijft dat Alexander Craterus een tijdje voor zijn dood gedetailleerd geschreven instructies had gegeven. Craterus begon Alexanders bevelen tot uitvoer te brengen, maar de Diadochen besloten om hiermee te stoppen, aangezien ze onpraktisch en extravagant waren. Toch las Perdikkas Alexanders laatste wil en testament voor aan zijn troepen.
Alexanders laatste wil was dat het rijk uitgebreid werd naar het zuidelijke en westelijke Middellandse Zee-gebied, de constructie van enorme bouwwerken, en de vermenging van de oostelijke en westelijke bevolking:
- De constructie van een monumentale tombe voor zijn vader Philippus, "die even groot moest zijn als de piramiden van Egypte."
- De constructie van grote tempels in Delos, Delphi, Dodona, Dion, Amphipolis en een enorme tempel voor Athena in Troje.
- De verovering van Arabië en het volledige Middellandse Zee-gebied.
- De omvaart rond Afrika.
- De ontwikkeling van steden en de overbrenging van bevolkingen van Azië naar Europa en omgekeerd.[104]

## Persoonlijkheid en privéleven

### Uiterlijk

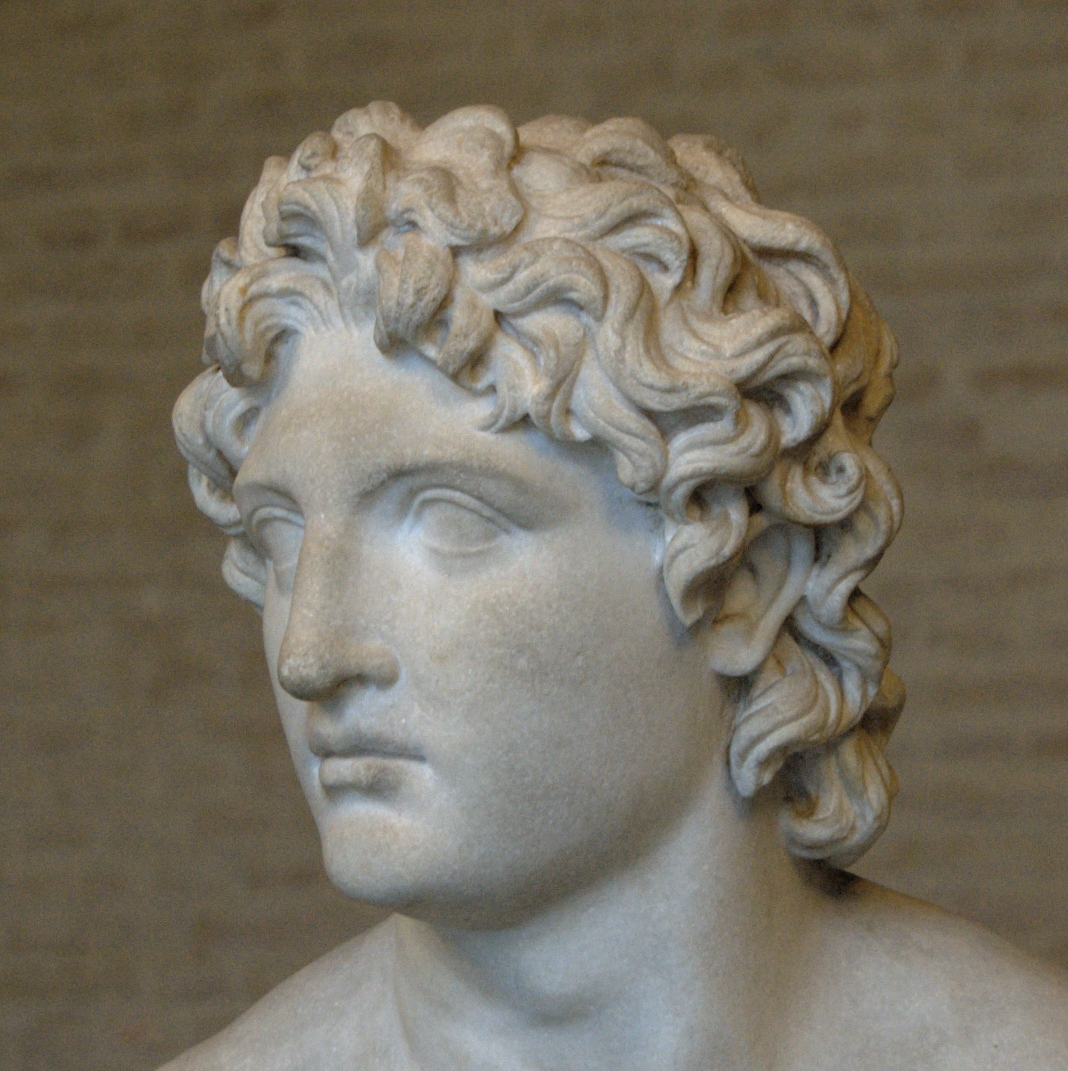
Detail van de Rondanini Alexander, Glyptothek München

Het lichaam van Alexander werd geïdealiseerd, ook door officiële artiesten met een goede reputatie, onder wie de beeldhouwer Lysippus en de schilder Apelles en was een cruciaal element in de koninklijke propaganda. De antieke bronnen, onder wie Plutarchus, zeggen dat Alexander groot was, dat hij een mooie, blanke huid had en lichtbruin leeuwenhaar met rosse plekken erin. Volgens de Latijnse versie van de Alexanderroman had Alexander twee verschillende ogen (blauw en bruin). Maar zijn vermeende schoonheid komt overeen met het schoonheidsideaal uit die tijd: muntstukken geslagen in Rhodos kort na zijn heerschappij tonen bijvoorbeeld dezelfde kenmerken als kenmerken die hij later ook toebedeeld zou krijgen.
Alexanders hoofd wordt altijd ietwat gebogen afgebeeld. Plutarchus vermeldt dit en verschillende antieke standbeelden, onder invloed van Lysippus, toonden een min of meer geaccentueerde buiging van zijn hoofd. Lysippus zou Alexander afgebeeld hebben zoals hij echt geweest was. De oorzaak voor de buiging van zijn hoofd werd onderzocht door moderne dokters. Zij bestudeerden de buste in het Louvre en ivoren standbeelden die teruggevonden zijn in de archeologische site van Aigai in 1977. Alexanders hoofd was gebogen naar rechts en zijn nek naar voor, met een goed zichtbare musculus sternocleidomastoideus; verder stond zijn rechteroog lager dan zijn linkeroog. De oorzaak hiervan kan een stijve spier geweest zijn door een geweldige schok, of misschien door een erfelijk oogprobleem (strabisme of een verlamd oog). Dit is ook duidelijk zichtbaar op standbeelden van familieleden van Alexander.
Al in Alexanders heerschappij waren er enorm veel beelden die er voor zorgden dat zijn macht uitvergroot werd en hij steeds goddelijker voorgesteld werd. De werken van na zijn dood, uit de tijd van de Diadochen, zoals de Alexandersarcofaag, verheerlijken de vergoddelijkte koning en zijn jeugdige kracht.

### Karakter

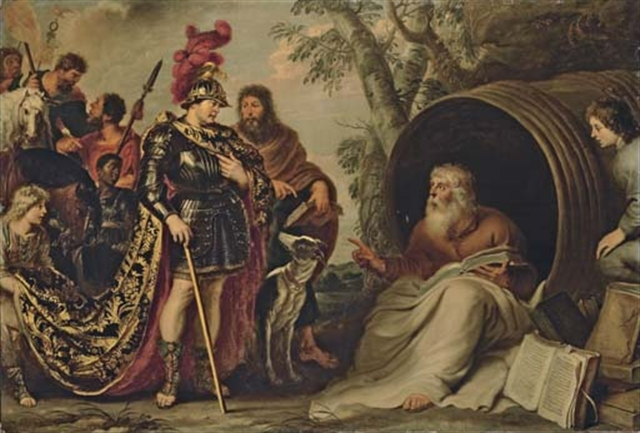
Alexander en Diogenes, Cornelis de Vos, zeventiende eeuw

De personaliteit van Alexander lijkt dubbel, een keer lijkt hij eerder op Apollo, een andere keer eerder op Dionysus. Alexanders belangrijkste persoonlijkheidstrek was volgens Arrianus pothos, dat wil zeggen dat hij altijd de drang had om het onbekende op te zoeken en zijn eigen grenzen te verleggen. Dit onverzadigbaar verlangen zorgde ervoor dat hij het onmogelijke bereikte door nog nooit eerder veroverde volkeren te veroveren en door natuurlijke obstakels over te steken, waaronder rivieren, gebergten of woestijnen. Alexander was erg impulsief. Het is mogelijk dat hij dit geërfd had van zijn ouders. Hij kon er niet tegen dat er kwaadgesproken werd over hem want hij vond zijn "reputatie belangrijker dan zijn leven en zijn koningschap." Hij kon zich laten meeslepen in zijn woede (menos), wat leidde tot hybris en toonde grote wreedheid bij verschillende gelegenheden: de vernietiging van Thebe, de afslachting van de verslagen Griekse huurlingen bij de Granicus, de liquidatie van Parmenion en Philotas, de moord op zijn vriend Clitus (ook al was hij sterk onder invloed van alcohol), de kruisiging van de dokter die Hephaestion niet had kunnen redden, de slachting bij de Cossaei als offer voor zijn gestorven vriend,... In zijn verdriet lijkt hij erg op zijn held, Achilles. Hij toonde maar al te vaak dat hij onvergankelijke glorie nastreefde (kleos), waardoor hij de "goede dood" opzocht.
Maar Alexander was ook erg rationeel. Hij werd gedreven door een groot verlangen naar kennis, een liefde voor de filosofie. Dit aspect van zijn persoonlijkheid is er misschien gekomen dankzij Aristoteles, die hem had onderwezen in de metafysica en de retoriek. Hij werd waarschijnlijk ook beïnvloed door de cynici. Een voorbeeld hiervan is zijn commentaar bij zijn dialoog met Diogenes: "Als ik niet Alexander zou geweest zijn, zou ik Diogenes willen zijn." Hiermee wilde hij aantonen dat de eenvoud een deugd was, maar ook dat als hij filosofie niet kon beoefenen met zijn acties (erga), hij het zou doen met woorden (logoi). Onesicritus, een metgezel van Alexander en leerling van Diogenes, zei dat hij een "gewapende filosoof" was. Hij was volgens hem heer over de wereld geworden door denken en doen te combineren. Volgens Plutarchus was Alexander "de grootste van de filosofen" omdat hij ethiek en politiek wist te combineren en de "bedoeling had om alle mensen te verenigen door eendracht, vrede en handel." Hij had de Ilias van Homerus gelezen, waardoor hij de kunst om goed te spreken had geleerd. Zijn spreekkunst maakte net als zijn overwinningen deel uit van de veroveringen; net zoals Achilles realiseerde hij grootse daden en deed hij grootse uitspraken. Hij toonde ook veel terughoudendheid in de vleselijke geneugten, wat in sterk contrast staat met zijn impulsiviteit en zijn alcoholprobleem. Arrianus, die zich hier beroept op Aristobulos, zegt echter dat wanneer Alexander zich overgaf aan de alcohol dat "minder uit smaak dan om zijn vrienden te plezieren" was. Alexander toonde echter ook een zekere soberheid en dat hij zichzelf toch wel degelijk onder controle had. Zo weigerde hij tijdens de achtervolging op Bessos bijvoorbeeld water te drinken omdat zijn soldaten dat ook niet konden. Ten slotte bezat hij ook de oorlogsdeugden van de Homerische helden, maar toonde ook generositeit (philanthroopia) en vrijgevigheid.
Op religieus vlak toonde Alexander een vorm van scepticisme onder invloed van Anaxarchus. In tegenstelling tot zijn moeder Olympias liet hij zich niet beïnvloeden door het orfisme en het Dionysisme. Zijn neiging naar de komos (het Dionysisch banket) lijkt eerder te danken aan de wijn dan aan religieuze gedrevenheid. De riten die hij uitvoerde in het kader van zijn koninklijke functie lijken puur formeel geweest te zijn, en de betrekkingen met de Egyptische, Babylonische of Perzische heiligdommen wijzen enkel op politiek opportunisme. Hij vertoonde echter een bijgelovige bezorgdheid door orakels te raadplegen, zoals het orakel van Siwa, door 's nachts voor de Slag bij Gaugamela offers te brengen of door in de laatste weken van zijn heerschappij Chaldeïsche priesters te raadplegen.

### Relaties met vrouwen

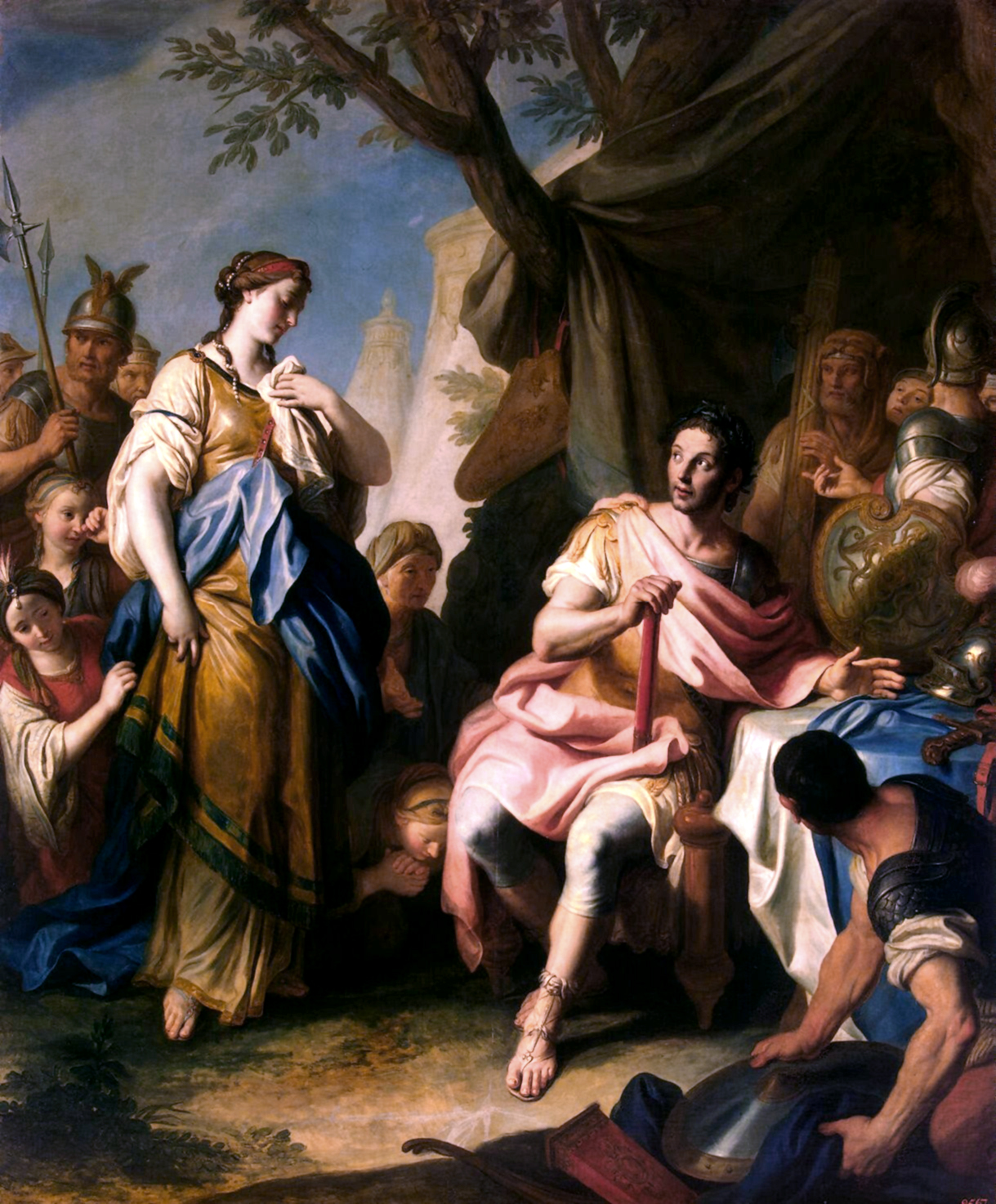
Alexander de Grote en Roxane, Pietro Rotari, 1756, Hermitage

Alexander heeft niet de reputatie bijzonder tot vrouwen aangetrokken te zijn geweest. Zo schreef Athenaeus van Naucratis: "Theophrastus zegt ook dat Alexander niet echt goed was in het bedrijven van de liefde. Zijn moeder Olympias liet hem (met instemming van Philippus) slapen bij een Thessalische courtisane, Callixine, een vrouw van zeldzame schoonheid, want ze waren bang dat Alexander impotent was, maar ze moest de grootste moeite doen om hem in haar armen te krijgen." Plinius de Oudere schrijft dat Alexander zijn favoriete minnares Campaspe aan Apelles gaf, omdat die laatste verliefd geworden was op haar. Deze anekdote is waarschijnlijk een legende. Hij had echter wel nog steeds de negen jaar oudere Barsine als minnares, de dochter van de satraap Artabazos. Hij kende haar sinds zijn tienerjaren, want de vader van Barsine had zijn toevlucht gezocht bij het Macedonische hof. Hij ontmoette haar terug na de Slag bij Issos. Samen kregen ze een zoon, Heracles, die geboren werd rond 328 v.Chr.
Alexander trouwde in 327 v.Chr. met Roxane, de dochter van de overwonnen satraap Oxyartes, die zich had aangesloten bij de Macedonische koning. Ze had de reputatie een van de mooiste vrouwen van Azië te zijn. Samen hadden ze twee zonen. De jongste, die geboren werd tijdens de campagne in India, stierf zeer jong. De tweede, Alexander Aigos, ongeveer drie maanden na de dood van Alexander geboren, werd erfgenaam van het rijk maar zou nooit koning worden. Kassander liet hem samen met zijn moeder vermoorden in 310 v.Chr.
Volgens Quintus Curtius is het mogelijk dat Alexander een relatie had met de koningin van de Assacenen, Cleophis. Ze had de reputatie enorm mooi te zijn. Ze kreeg een zoon die de naam Alexander kreeg, maar het is niet bekend of hij daadwerkelijk de vader was. Jean Racine inspireerde zijn theaterstuk Alexandre le Grand deels op dit hypothetische sentimentele verhaal. In 324 v.Chr. trouwde Alexander met Stateira, de dochter van Darius, en met Parysatis, de dochter van Artaxerxes III. Dit waren politieke huwelijken, aangezien er op dat moment nog tienduizend andere huwelijken voltrokken werden bij het massahuwelijk in Susa. Alexander heeft minder vrouwen gehad dan zijn vader, Philippus, die er in totaal zeven had.

### Relaties met mannen

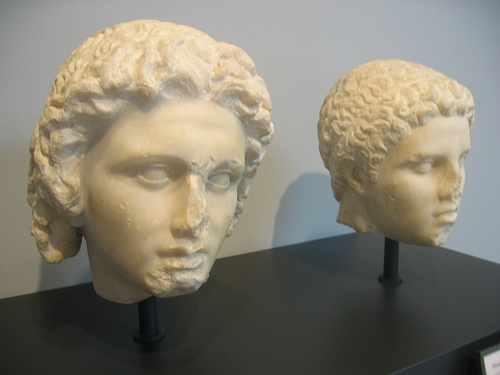
Alexander, links, en zijn beste vriend Hephaestion, rechts, Ptolemaeïsch Egypte, museum van Villa Getty

De vraag over de relatie tussen Alexander en zijn beste vriend Hephaestion blijft nog steeds stof voor discussie. Traditioneel wordt Hephaestion afgebeeld als de minnaar van de koning. De begrippen homoseksualiteit of biseksualiteit bestonden echter niet in die tijd. Het waren de latere schrijvers, die bronnen gebruikten die vandaag verdwenen zijn, die de anekdotes over hun relatie vermelden. De meest betrouwbare antieke bronnen, zoals Diodorus Siculus, Arrianus, Plutarchus en Quintus Curtius vermelden Hephaestion enkel als de trouwe vriend (philos) van Alexander, ook al schreven ze in een tijd waarin homoseksuele relaties negatiever bekeken werden dan in het Klassieke Griekenland.
Volgens de antieke auteurs was Hephaestion al van zijn kindertijd de beste en trouwste vriend van Alexander. Na een offer voor het heiligdom van Asklepios naar Epidaurus gestuurd te hebben na de dood van Hephaestion zou Alexander volgens Arrianus gezegd hebben: "Ik kan me beklagen over deze god, die degene van wie ik meer hield dan van mezelf niet gered heeft". Toen de Perzische koninklijke familie gevangengenomen werd na de Slag bij Issos, zou Sisygambis, de moeder van Darius, Alexander verward hebben met Hephaestion. Alexander zou geantwoord hebben: "Hij is ook Alexander". Arrianus vermeldt dit ook, maar zegt dat hij zich niet zal uitspreken over de betrouwbaarheid ervan. Dit verhaal maakt van Hephaestion het alter ego van Alexander, maar kan verklaard worden, aangezien de verwarring voortkwam uit de klederdracht van de twee en het op het einde van de vierde eeuw v.Chr. in Alexandrië normaal was dat mannen dezelfde kleren droegen. Aristoteles beschrijft hun vriendschap als: "een enkele ziel die woont in twee lichamen". Volgens de filosoof was de vriendschap (philia) een vorm van liefde (eros) en "allernoodzakelijkst voor het bestaan". In de Ethica Nicomachea beschrijft hij vriendschap tussen mensen die goed op elkaar gelijken als een deugd, en voegt eraan toe dat zij van wie ze houden, zijn zoals zij, omdat ze zelf de ander zijn.
Bij de bedevaart naar Troje in de lente van 334 v.Chr., opgetekend door Arrianus, zouden Alexander en Hephaestion elk geofferd hebben bij de tombes van Achilles en Patroklos, om daarna naakt een wandeling te maken om de twee te eren. Volgens Aelianus was Hephaestion de minnaar van Alexander, zoals Patroklos die van Achilles geweest was. Maar deze interpretatie moet kritisch bekeken worden, want het werk van Aelianus is een verzameling van anekdotes en is meer dan vijf eeuwen na de dood van Alexander geschreven. In de tijd van Aelianus werden Achilles en Patroklos ook gezien als elkaars minnaars, hoewel dit niet expliciet vermeld wordt door Homerus. Onder de latere auteurs die dachten dat Achilles en Patroklos minnaars waren is ook Plato in Symposium. Alexanders immense verdriet na de dood van zijn beste vriend kan vergeleken worden met dat van Achilles die Patroklos beweende. Volgens de historicus Robin Lane Fox toont dit eerbetoon aan Achilles en Patroklos goed dat Alexander en Hephaestion een intieme relatie hadden omdat men het er in die tijd over eens was dat deze twee helden elkaars geliefden waren.
Alexander en Hephaestion groeiden op in een tijd waarin, volgens verschillende historici, homoseksuele relaties tussen mannen door het grootste deel van de Grieken beschouwd werden als abnormaal. Volgens andere onderzoekers echter, zoals Eva Cantarella, werd biseksualiteit grotendeels aanvaard in die tijd, zolang het binnen de limieten bleef. Voor de Grieken was de homoseksualiteit niet een keuze of optie; ze zagen dit als een levenservaring die met de liefde van een vrouw kon worden vergeleken. Toch was het liefdesideaal tussen personen van dezelfde seks niet hetzelfde in alle Griekse steden. Veel Romeinen gebruikten bijvoorbeeld het ideaal uit Athene. Ze vermoedden daardoor dat Alexander en Hephaestion een seksuele relatie hadden sinds hun tienerjaren, maar deze hierna beëindigd hadden. Wat echter de gewoonte was in Athene, was dat misschien niet in Macedonië. De Argeadische koningen zeiden dat ze afstamden van de Doriërs, die waarschijnlijk ook homoseksuele relaties onderhielden. Dit type van relatie toont zich ook in de Heilige Schare van Thebe. Alexanders vader, Philippus, en ook een aantal officiers van zijn vader zijn er bijvoorbeeld ook voor bekend biseksueel te zijn.
Volgens verschillende antieke auteurs zou Alexander ook de eunuch Bagoas gehad hebben als minnaar. Volgens Quintus Curtius had Nabarzanes Bagoas, "een eunuch met een zeldzame schoonheid en nog in de fleur van zijn leven", aan Alexander aangeboden na de Slag bij Gaugamela. Plutarchus vermeldt een feestje waarbij Alexander Bagoas een kus gaf toen deze danste voor de koning. Het is echter mogelijk dat deze kus een politiek gebaar was. Zo zou Alexander misschien getoond willen hebben dat hij respect had voor de oosterse gewoonten, want in Perzië waren eunuchen schering en inslag aan het hof van de koning. Volgens Quintus Curtius zou Bagoas zich geprostitueerd hebben aan Alexander. Verder zou hij Alexander aangezet hebben om Orxines te laten executeren. Deze Perzische edelman had de eunuch beledigd door hem te beschuldigen van de plundering van de tombe van Cyrus. Maar deze relatie met Bagoas kan ook slechts een gerucht geweest zijn dat verspreid werd door Macedoniërs die boos waren door het Oriëntalistische beleid van Alexander. Deze geruchten zouden dan versterkt geworden zijn door de Griekse en Latijnse moralisten. Volgens Plutarchus zou Alexander de voorstellen van pooiers die mooie jongens aanboden in ruil voor geld afgewezen hebben.

### Huisdieren

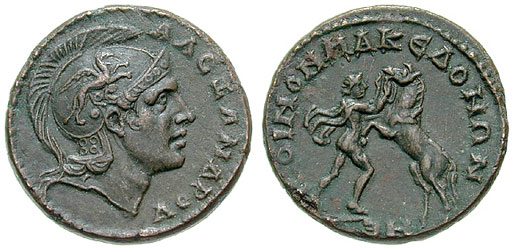
Romeins muntstuk uit de Romeinse tijd, derde eeuw, met op de achterzijde de jonge Alexander die Bucephalus temt

Het is bekend dat Alexander twee huisdieren had, een paard en een hond. Zijn paard, dat hem vergezelde gedurende zijn veldtochten, heette Bucephalus. Alexander temde dit paard toen hij nog maar 10 jaar oud was. Na de dood van het paard in 326 v.Chr. stichtte hij er een stad voor, Bucephala, in de Pakistaanse Punjab. Zijn hond heette Peritas. Deze hond was waarschijnlijk een "buitengewoon grote" Molosser. Hij had hem gekregen van Alexander de Molos, de broer van Olympias. De Molossen waren het belangrijkste volk in Epirus. Toen deze hond stierf in India stichtte Alexander er wederom een stad voor op de oevers van de Hydaspes (nu de Jhelum).

## Erfenis

### Militaire erfenis

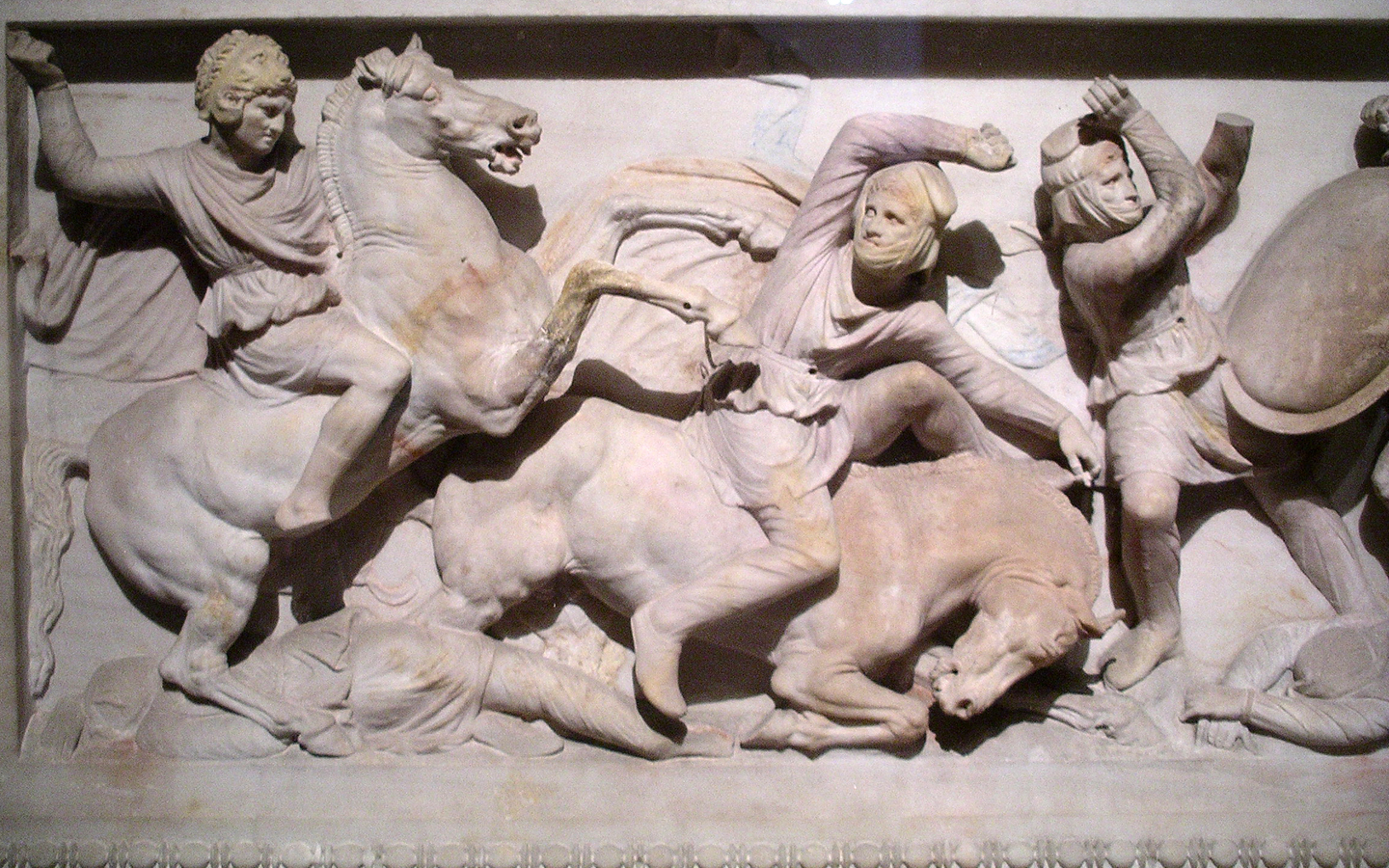
Alexander die vecht tegen de Perzen, detail van de Alexandersarcofaag, Archeologisch museum van Istanboel

Alexander wordt dikwijls beschouwd als het grootste militair genie van de oudheid; zowel een uitstekend strateeg als een roekeloze strijder. Toch mag het aandeel van de soldaten, officiers en technici niet vergeten worden, noch de erfenis van Philippus. Zijn grote overwinningen tegen de Perzen (Granicus, Issos en Gaugamela) werden behaald dankzij de strategieën die ingevoerd werden door zijn vader, die op zijn beurt zijn inspiratie gevonden had bij Epaminondas. Alexander kon ook altijd een beroep doen op de ervaring van Parmenion. Alexander gebruikte altijd de tactiek van "hamer en aambeeld" en gebruikte altijd de strategische zwakheid van de Perzen en gunstige factoren. Zijn militair genie schuilt vooral in zijn vermogen om een cavaleriecharge te lanceren op het best mogelijke moment. In de oostelijke satrapieën, na 330 v.Chr., begon Alexander een nieuwe tactiek te gebruiken in zijn laatste gevechten tegen de Perzen die nog niet verslagen werden. Hij werd ook verplicht om dit te doen op de steppe tegen de Skythische ruiters. In India kreeg hij af te rekenen met een nieuwe moeilijkheid: krijgsolifanten. In de Slag bij de Hydaspes gebruikte Alexander een nieuwe tactiek. Alexander had waarschijnlijk zelf niet direct meegedaan aan de slag, maar had zijn orders gegeven aan zijn generaals, onder wie Craterus en Perdikkas. Uiteindelijk heeft Alexander slechts vier grote veldslagen geleverd, waaraan misschien ook de Slag bij de Perzische Poorten toegevoegd kan worden. Hij heeft ook deelgenomen aan talrijke belegeringen, waaronder die van Thebe, Milete, Halikarnassos, Tyrus en Aornos.
Alexander toonde al zijn vindingrijkheid in het manoeuvreren met snelle marsen, de oversteek van bergen, veldtochten in de winter en het oversteken van rivieren. Hij gebruikte hiervoor ook tactieken die eerder al toegepast waren door Griekse strategen, zoals Xenophon en Iphicrates. Hij had altijd als doel om het leven van zijn mannen zo goed als mogelijk te sparen, en gebruikte daarom liever snelle manoeuvres dan directe gevechten. Hij was ook goed in het omgaan met zijn mannen. Zijn toespraken barsten van de welsprekendheid en overtuigingskracht, ook al zijn de authentieke teksten ons niet overgeleverd. Hij kon zijn troepen slechts een keer niet tot iets overhalen: in India op de oevers van de Hyphasis in 326 v.Chr.

### Politieke erfenis

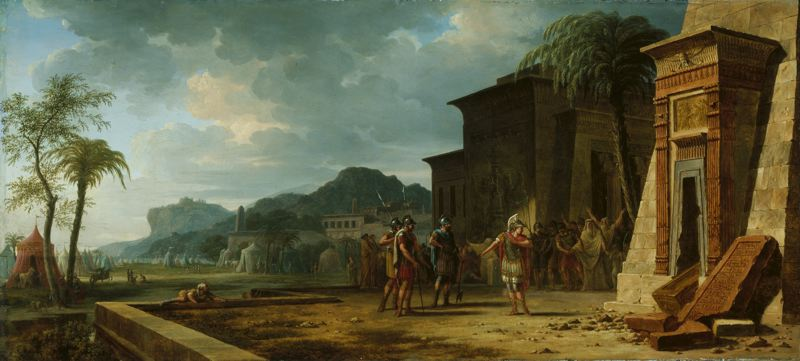
Alexander voor de tombe van Cyrus, Pierre-Henri de Valenciennes, 1796

Het is moeilijk om Alexanders werk te analyseren, omdat het nog niet voltooid was bij zijn dood. Hij was ten eerste de stichter van een multi-etnisch en multicultureel rijk dat gebouwd was op de fundamenten van het Achaemenidische Rijk. Hij behield het administratieve systeem van het Perzische Rijk, zoals de satrapieën. Hiermee wilde hij de Perzische aristocratie aan zijn kant krijgen. Hiervoor liet hij ook de tombe van Cyrus renoveren en organiseerde hij het massahuwelijk in Susa. Elk volk mocht zijn cultureel of religieus particularisme behouden. De bevolking bleef haar taal spreken, waaronder het Aramees en het Babylonisch, hoewel het Grieks de officiële taal werd van de koninklijke administratie, zoals ze het ook zou zijn in de Hellenistische tijd. Hij stichtte echter ook steden in het plateau van Iran en Centraal-Azië die hij bevolkte met Grieken. Deze steden ontwikkelden vooral tijdens de heerschappij van de Seleuciden. Eigenlijk was Alexander erin geslaagd zijn rijk te verenigen want alle veroverde gebieden waren afhankelijk van zijn autoriteit, maar achter deze totale alleenheerschappij lag een grote diversiteit aan statuten en situaties, zoals de administratie in de satrapieën of steden. Dit was het directe gevolg van de uitzonderlijke snelheid van de verovering.
Het lijkt erop dat Alexander niet de bedoeling had gehad om een Macedonisch Rijk te stichten in Azië, in tegenstelling tot het idee dat vertegenwoordigd werd door Isocrates in zijn toespraak in 346 v.Chr. met de naam Philippus. De Atheense redenaar was een voorstander van het panhellenisme en beschouwde Philippus II als degene die Griekenland verenigd had en leidde in de oorlog tegen de Perzen. Het lijkt erop dat Alexander wel volledig Azië onder zijn controle wilde hebben, tenminste volgens de Grieken uit die tijd. Hij paste echter wel het Grieks recht toe tijdens zijn veroveringen, dat ook verdedigd werd door Xenophon: "Het is een universele en eeuwige wet die zegt dat, in een stad ingenomen op vijanden in staat van oorlog, allen, zowel de mensen als eigendommen, toebehoren aan de veroveraar." Het lijkt er dus op dat Alexanders belangrijkste doelstelling was om de heerschappij van de Achaemeniden te vervangen door die van de Macedoniërs en dat hij al zijn veroveringen beschouwde als definitief. De aanstelling van satrapen vanaf zijn overwinning bij de Granicus toont dit al aan. Na de verovering van Tyrus toonde hij gewelddadig dat de verovering van Lydië en Cilicië niet het einde van zijn veldtocht betekende. Dit staat echter wel in overeenstemming met Isocrates' idee. De historici van de oudheid zijn allemaal overtuigd dat zijn doel de verovering van het volledige Achaemenidische grondgebied was. Toch moeten we al deze bronnen kritisch bekijken; we weten niet zeker of de verslagen van Arrianus of Quintus Curtius Rufus werkelijk Alexanders gedachten weergeven. Het is ook niet zeker of Alexander dit allemaal op voorhand gepland had, of dat hij enkel de gebeurtenissen of zijn overwinningen volgde. In ieder geval lijkt het moeilijk te geloven dat Alexander, na een mogelijke overeenkomst met Darius, ermee heeft ingestemd om van de Eufraat zijn oostelijke grens te maken. Het feit dat Alexander gedurende zijn volledige veldtocht systematisch alle verslagen gebieden inlijfde toont misschien wel aan dat hij wel een politiek coherent plan nastreefde.

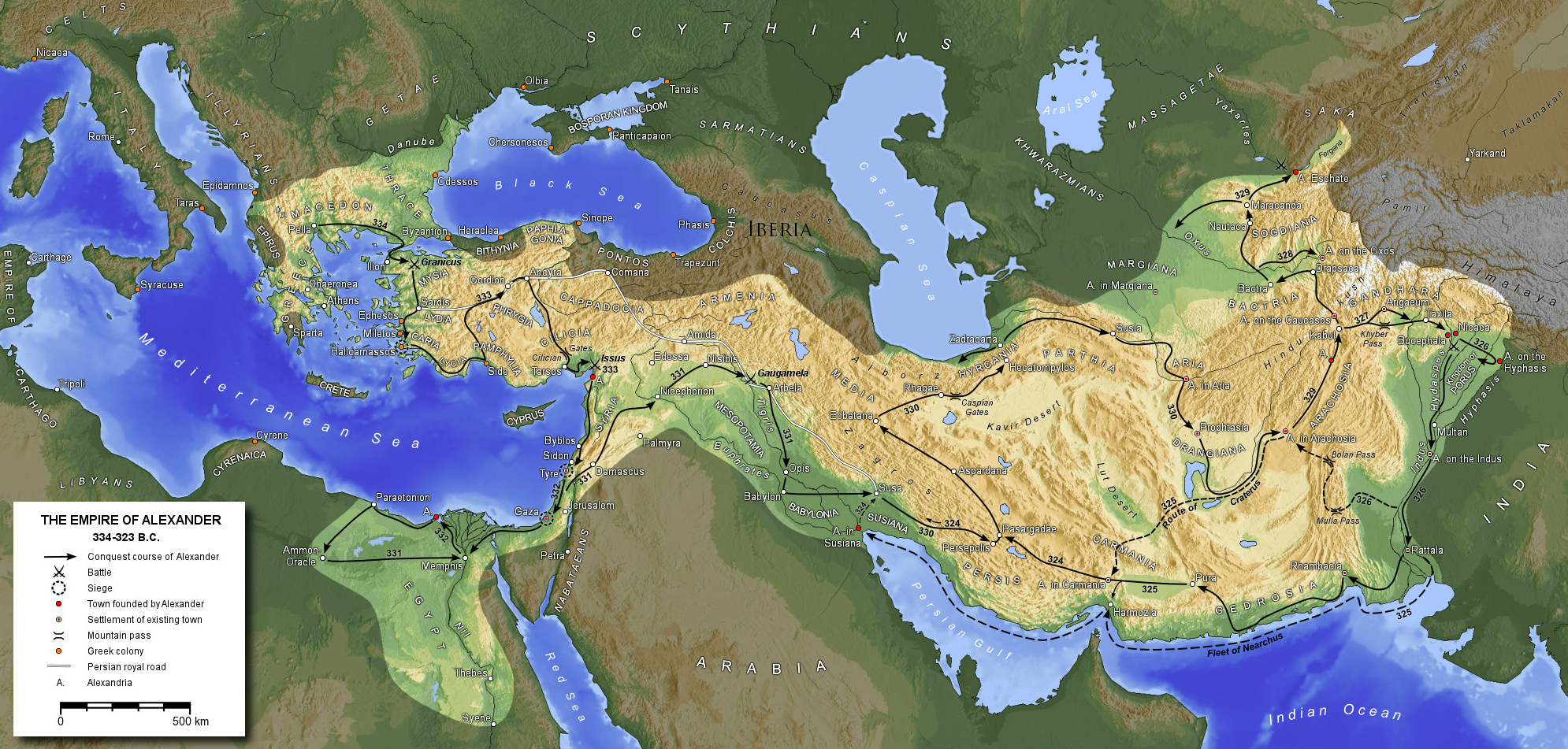
Het rijk van Alexander bij zijn dood

Voor Alexander bleef het stichten van nederzettingen het beste middel om zijn heerschappij over de veroverde gebieden te verzekeren. Hij deed dit zowel in de vorm van militaire kolonies (katoikiai), als in de vorm van steden (poleis). De traditie die gerepresenteerd wordt door Plutarchus en Arrianus wil dat Alexander, een "beschaver-veroveraar" in hun ogen, 70 steden gesticht heeft. Dit aantal lijkt echter overdreven te zijn want ook de stichtingen van zijn opvolgers en simpele garnizoenen (phrouria) zijn inbegrepen in dit getal. Het lijkt waarschijnlijker dat Alexander een twintigtal Alexandriës gesticht heeft. De functie van deze steden was vooraleerst militair met als bedoeling de controle over de communicatielijnen en bevolking. Verschillende steden zouden, gedeeltelijk dankzij hun strategische plaats, na zijn dood een centrale rol gespeeld hebben in de handel, zoals Alexandrië in Egypte en Alexandrië op de Tigris. Het sedentair maken van sommige Aziatische volkeren lijkt geen doel op zich geweest te zijn.
Alexander heeft de traditionele gebruiken van de Argeaden aangepast door zijn macht, nog meer zelfs dan zijn vader, te vergroten. De Macedoniërs, of beter de Vergadering van de Macedoniërs, werd slechts zeer weinig geraadpleegd. Toch lijkt Alexander, volgens het Macedonisch gebruik, in het begin van zijn heerschappij een beetje onder de hoede gestaan te hebben van Antipater en Parmenion. Dit was vooral door zijn jeugdigheid en de omstandigheden waarin hij koning werd. De normale formaliteiten, zoals de Koninklijke Raad (sunedrion), waar de edelmannen toespraken (isegoria) konden houden, werden toen regelmatig geraadpleegd. Dit werd pas doorbroken na de liquidatie van Parmenion in 330 v.Chr., ook al leek Antipater, de voorzichtige regent van Macedonië, in de ogen van de Grieken de koning over Griekenland te zijn. Aan het einde van zijn heerschappij wilde Alexander hem echter vervangen door Craterus. Als Alexander echt een alleenheerser geweest is, dan was het vooral in Azië, bijgestaan door zijn beste vrienden, Hephaestion, Perdikkas en Craterus.
Bij verschillende Aziatische volkeren kreeg Alexander het statuut van een vergoddelijkte koning. In Egypte was hij Farao, Horus in levenden lijve, en erkend als de zoon van Zeus Amon. In Babylon werd hij gezien als de koning door de wil van de beschermgod van de stad, Mardoek. Alexander deed ook mee aan de Babylonische religieuze riten en liet verschillende tempels herstellen. Hij liet zich erkennen als de legitieme soeverein over het land "van de vier delen van de wereld." Hij kreeg ook de hoogste macht over de kaste van de Babylonische priesters. Door beroep te doen op de lokale tradities probeerde hij vereerd te worden als een god door al zijn onderdanen. Maar het lijkt minder waarschijnlijk dat hij echt dacht dat hij een god was; hij maakte er zelfs grapjes over met Hephaestion. Hij lijkt echter wel overtuigd geweest te zijn van de goddelijke essentie van zijn missie.
Uiteindelijk betekende dit imperialistische beleid voor verschillende historici dat Alexander de "laatste van de Achaemeniden" was. Inderdaad heeft hij al het veroverde gebied van de Achaemeniden onder zijn eigen heerschappij gebracht. Ook heeft hij de centrale administratie en die van de satrapieën behouden door dikwijls Aziaten aan te stellen. Hij bewaarde ook het vazalsysteem binnen zijn koninkrijk (chôra basilikè).

### Economische erfenis

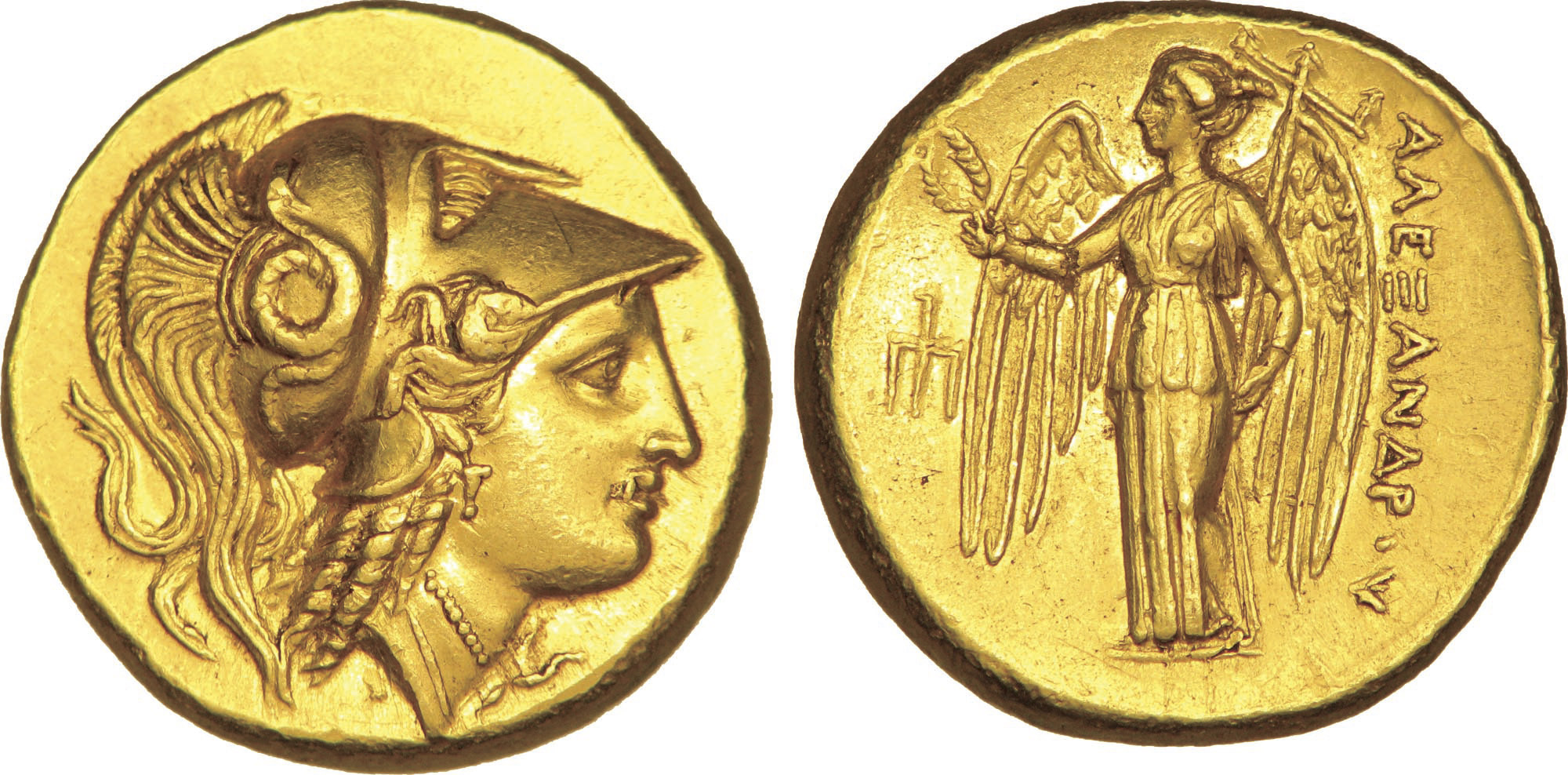
Gouden stater van Alexander afgebeeld als Athena, met op de achterzijde Nikè

Het economisch aspect hebben de antieke auteurs niet vermeld in hun werk. De vraag die moderne historici stellen is of Alexander echt de bedoeling had gehad om een systematisch economisch beleid in te voeren zoals in het Perzische Rijk en de structuur ervan te verbeteren. Net zoals Johann Gustav Droysen denken veel historici dat Alexander een efficiënt economisch beleid voerde door zijn veroverde gebieden te laten floreren, door de introductie van geld en door het openen van de handelsroutes. Maar deze "koloniale" visie kan genuanceerd worden door een betere afweging van het lot van de Aziatische boeren en de erfenis die de Perzen Alexander nagelaten hadden.
Alexander geeft de indruk van een koning die als bedoeling had om de veroverde gebieden te exploiteren en er rijkdom uit te halen. Hij gaf opdracht tot expedities om verslag uit te brengen over de bevolking en productie van veroverde of naburige landen. Voorbeelden van zulke expedities zijn die van Nearchus in de Perzische Golf, die van Callisthenes langs de bovenloop van de Nijl en die van Archias van Pella, Androsthenes en Hieron langs de kusten van Arabië. De historici dachten, onder invloed van de antieke auteurs, dat dit het openen van de maritieme handel tussen India en de Middellandse Zee als bedoeling had, maar die bestond ook al in de tijd van de Achaemeniden en van de Babyloniërs. Alexandrië was tijdens Alexanders leven enkel in opbouw geweest; het was pas onder de Ptolemaeën in de derde eeuw v.Chr. dat deze stad een groot handelscentrum werd tussen Azië en Europa.
Alexander kon geen beroep doen op voedselvoorraden die hij had meegebracht. Die had hij immers niet. Zijn leger leefde van het land. De expeditie van Alexander was dus vooral een roofzuchtige operatie. De schatten die buitgemaakt werden op de Achaemeniden waren gigantisch. Het aandeel in de schatkist van Macedonië en de Griekse steden viel daar maar bleekjes bij uit. Bij de dood van de koning bleven volgens Justinus, ondanks de commerciële expansie, slechts 50.000 talenten over in de staatskas. Vanaf dan kwamen de opbrengsten voor het eerst van het land. Op het "koninklijke land" moesten de boeren, laoi basilikoi genoemd in de hellenistische tijd, een deel van hun productie afstaan aan de koning. In de vazalstaten kregen de boeren ook verschillende heffingen opgelegd. De satrapen kregen het bevel om zes verschillende soorten belastingen te heffen, waardoor de boeren, soms onder dwang, evenveel belasting moesten betalen als onder de Achaemeniden. Ook de steden die gesticht werden in Azië en bevolkt werden met Europese kolonisten hielpen mee met de controle over de plattelandsbevolking.
Tijdens de verovering zelf circuleerden verschillende soorten geld. De vraag is nu of Alexander de bedoeling had om een "imperiale" munt te introduceren, zoals verschillende antieke auteurs, onder wie Plutarchus, lijken te suggereren. Onder de Achaemeniden circuleerden er dareiken en shekels die geslagen werden in de ateliers in Klein-Azië, waaronder die van Sardis en Tarsus, en in het oosten, waaronder die van Fenicië en Babylonië. Aan het begin van de verovering gebruikten de Grieken en Macedoniërs vooral Griekse muntstukken van Philippus, vooral in goud, en van Alexander. Die waren waarschijnlijk geslagen in Amphipolis. Na de overwinning bij Issus verschenen de eerste zilveren tetradrachmen en de eerste gouden staters van Alexander. Dit was met de bedoeling dat hij echt beschouwd werd als de "koning van Azië", en daarom zou hij muntstukken ingevoerd hebben die zijn functie waardig waren. Toch behield hij de Achaemenidische tradities door de circulatie van de oude muntstukken te behouden. Hij maakte van de dareik zelfs het belangrijkste muntstuk tijdens zijn expeditie in de oostelijkste satrapieën. Toch werd de "imperiale" munt slechts gebruikt in een beperkt deel van de veroverde gebieden en werd hij vooral geslagen op het einde van de heerschappij van Alexander. De gebieden ten oosten van de Eufraat hadden geen ateliers die muntstukken sloegen. Alexander had dus niet de bedoeling om een nationale munt te introduceren in zijn rijk. Dit toont eens te meer zijn pragmatisme.

### Culturele erfenis

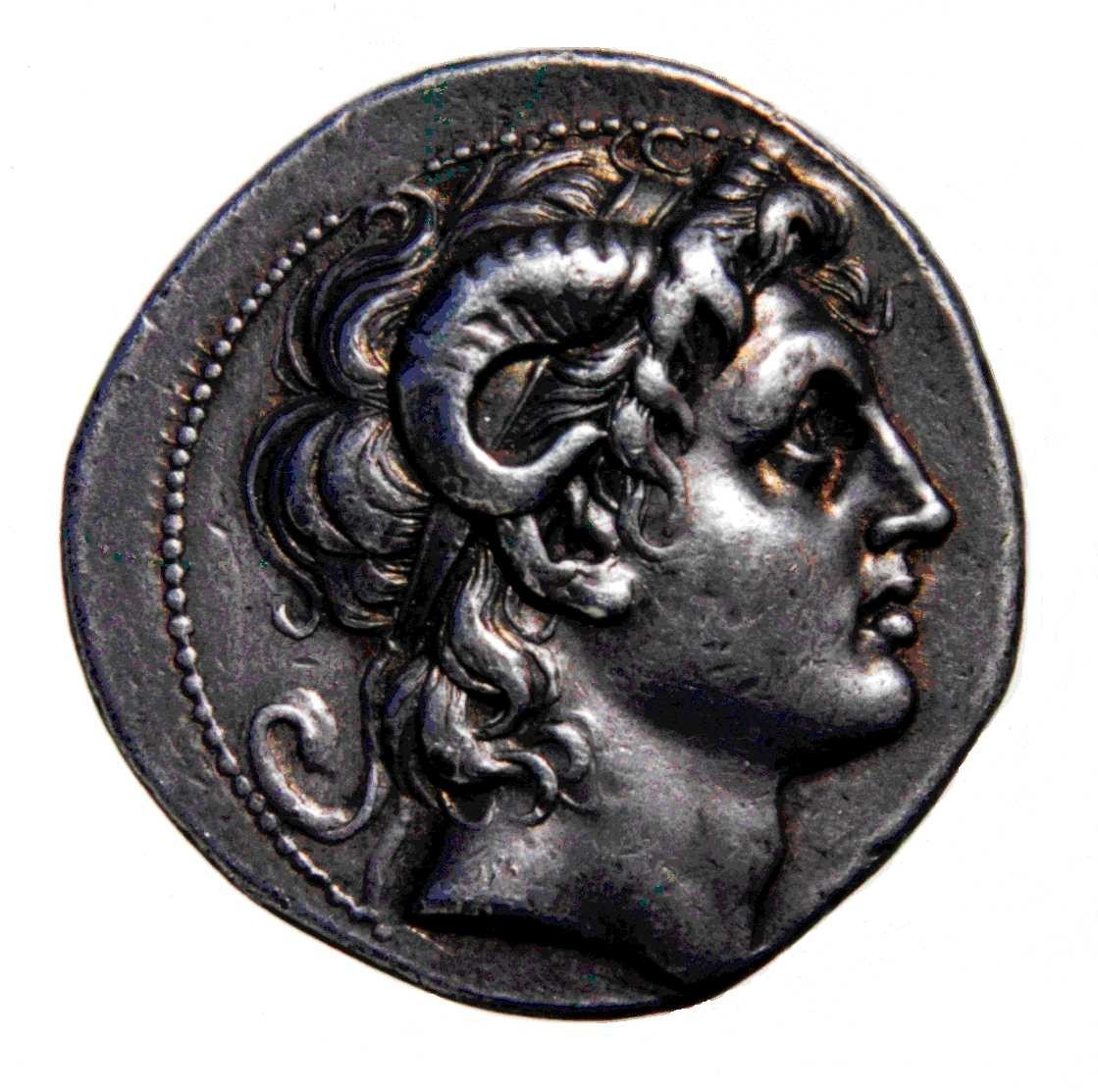
Muntstuk met de afbeelding van Alexander met de hoorns van Amon, derde eeuw v.Chr., British Museum

De belangrijkste bedoeling van Alexander was de Perzische elite en aristocratie te inaugureren in het bestuur van zijn rijk. Hij deed dit door ervoor te zorgen dat ze hun posten, die ze al bezetten bij de Achaemeniden, konden behouden. Hij voerde de Perzische gebruiken in aan het hof, waaronder dat van de proskynesis. Dit stuitte echter op veel tegenstand onder de Grieken en Macedoniërs van zijn gevolg, zoals Callisthenes, de neef van Aristoteles. Hij dwong tienduizend van zijn soldaten en officiers om te trouwen met Aziatische vrouwen tijdens het massahuwelijk in Susa in de lente van 324 v.Chr. De huwelijken werden voltrokken volgens Perzisch gebruik, wat ook weer zorgde voor de minachting van de Grieken en Macedoniërs, die al gezien hadden hoe hun koning trouwde met de "barbaarse" Roxane, ook al werd dit huwelijk voltrokken volgens Macedonisch gebruik. Alexander integreerde ook Perzen in zijn leger, onder wie de epigones (of erfgenamen) in zijn falanx, door ze te bewapenen op de Macedonische manier; dit was een van de redenen waarom de soldaten muitten bij Opis.
Alexander breidde de invloed van het hellenisme uit in Azië dankzij de stichting van nieuwe steden en garnizoenen die bevolkt werden door Griekse en Macedonische kolonisten (veteranen of huurlingen). Deze steden werden ook bevolkt door inheemse mensen. Het bevolken van deze steden met inheemsen lijkt gedeeltelijk gedwongen geweest te zijn, zoals in Alexandrië in Egypte of Alexandrië aan de Tigris. Ook de Europese kolonisten waren niet allemaal tevreden met het feit dat ze naar zo'n stad gestuurd werden. Dit leidde tot verschillende opstanden, waaronder die in Bactrië op het einde van de heerschappij of kort na de dood van Alexander. Deze kolonisatie zorgde er echter voor dat sommige Grieken met Aziaten trouwden. Alexander hoopte dat de kinderen die uit deze huwelijken zouden voortvloeien gerekruteerd konden worden in het Macedonische leger toen tienduizend veteranen de toestemming gekregen hadden om terug te keren naar Macedonië in 323 v.Chr. Dit beleid lijkt eerder op een "assimilatie" van beide volkeren dan op een "versmelting". In de hellenistische periode werd deze droom van Alexander gedeeltelijk gerealiseerd; de traditionele kloof tussen Grieken en "barbaren" werd gedicht.

## Na zijn dood

### Geschiedschrijving

#### Alexander 'de Grote'
Er zijn maar heel weinig personen in de geschiedenis die de bijnaam 'de Grote' kregen. Alexander de Grote is daar een van. De eerste keer dat Alexander met de titel 'de Grote' vermeld wordt, is door de Romeinse komedieschrijver Plautus (200 v.Chr.). Deze schrijver baseerde zich echter veel op Griekse originelen, waardoor met tamelijke zekerheid gezegd kan worden dat Alexander deze titel kreeg vóór 200 v.Chr. Professor J. Romm denkt dat het vooral de Romeinen in het Romeinse Rijk waren die hem zo noemden, en niet zozeer de Grieken, ook al waren er heel wat Grieken die hem erg bewonderden, onder wie Arrianus. Er zijn in de geschiedenis slechts twee personen waarbij in een taal de bijnaam 'de Grote' en de naam samengevoegd werden: bij Alexander (Megalexandros in het Grieks) en Karel de Grote (Charlemagne in het Frans en het Engels).

#### Vergoddelijking

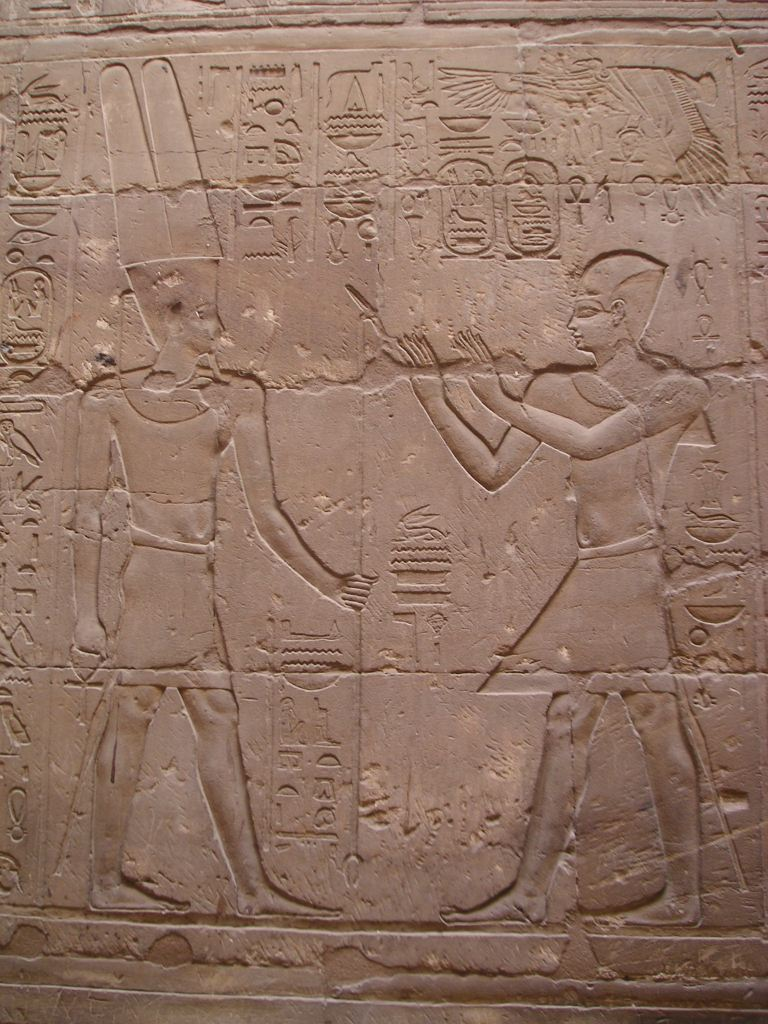
Alexander (rechts) als farao die Amon vereert (links), Luxortempel

Alexander zei dat hij via zijn vader Philippus van de dynastie van de Argeaden afstamde van Temenos van Argos, die op zijn beurt zou afstammen van Herakles, de zoon van Zeus. Via zijn moeder Olympias, van de dynastie van de Aiakiden, zei hij af te stammen van Neoptolemos, de zoon van Achilles. Een legende die al bekend was tijdens de heerschappij van Alexander zelf zegt dat Olympias hem niet verwekt had met Philippus, maar met Zeus.
Alexander werd in Memphis in Egypte farao verklaard in 331 v.Chr. Hierna ging hij naar de oase van Siwa, waar hij het orakel van Zeus Amon raadpleegde. Dit orakel zei dat hij een rechtstreekse afstammeling was van Amon. De vraag die er nu is voor de moderne historici is of Alexander echt de bedoeling had gehad om een "imperiale cultus" te beginnen in zijn rijk. Een onderzoek van bronnen (sculpturen of munten) toont dat hij de bedoeling had om vereerd te worden als een heros naar het beeld van Herakles. Na de dood van Hephaestion in 324 v.Chr. stuurde hij gezanten naar het orakel van Zeus Amon om te weten of hij zijn beste vriend moest vereren in een godencultus. Het orakel antwoordde dat hij hem moest vereren als een heros; daarom vroeg hij aan Cleomenes van Naukratis, de gouverneur van Egypte, om in Alexandrië tempelcomplexen op te trekken ter ere van Hephaestion. Deze cultus werd snel verspreid, ook in de Griekse steden. Vanaf 324 v.Chr. zou Alexander gewild hebben om in Griekenland vereerd te worden als "Ongeslagen God". Om dit kracht bij te zetten liet hij ook alle ballingen naar Griekenland terugkeren. Maar dit is een interpretatie van een latere tijd. Zeker, de steden van Klein-Azië, zoals Eresus in Lesbos, vereerde hem als een god, maar dit was ook al het geval met Philippus. Arrianus vermeldt dan wel de theoroi (religieuze ambassadeurs) die naar Babylon gestuurd werden, maar niets bewijst dat Alexander echt een cultus rond zichzelf wilde beginnen, wetende dat het idee van een god-koning heiligschennis was in de ogen van de Perzen.

#### Tombe

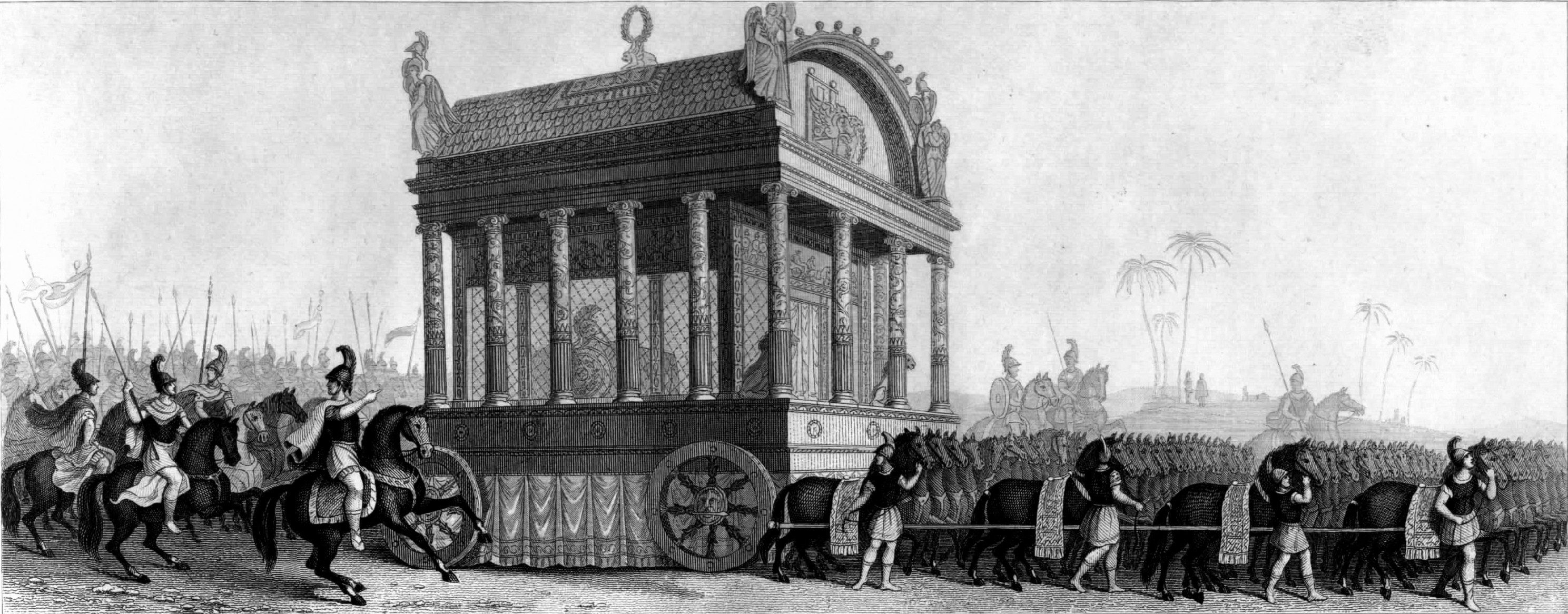
De begrafenisstoet van Alexander volgens de beschrijving van Diodorus Siculus, afbeelding uit de negentiende eeuw

Het lichaam van Alexander werd gemummificeerd zoals gedaan werd bij de farao's, en niet verbrand volgens de Macedonische rituelen. Het werd al snel een speelbal van de Diadochen. Een van hen, Perdikkas, die trouw gebleven was aan de Argeaden en rijksregent geworden was, besloot om het te repatriëren naar Aegae, de oude hoofdstad van Macedonië waar ook de voorouders van de veroveraar ter aarde waren besteld. Het lichaam werd ook in een eerste gouden sarcofaag, die op zijn beurt ook weer in een gouden kist lag, geplaatst. Een deken beschermde alles. Alles samen werd op een ceremoniële wagen geplaatst onder een Ionisch peristilium. Ptolemaeus aarzelde echter niet om de begrafenisstoet aan te vallen om zich meester te maken van het lichaam van Alexander en het naar Memphis te brengen. Volgens Pseudo-Callisthenes werd het lichaam vervolgens rond 280 v.Chr. naar Alexandrië gebracht in een loden koffer door Ptolemaeus II. Deze plaatste het in een tempel, in een nieuwe, met goud bedekte sarcofaag. Uiteindelijk liet Ptolemaeus IV een mausoleum bouwen, waarin hij de stoffelijke resten van Alexander legde. Volgens Lucanus stond het monument op een grafheuvel en leek het op een marmeren toren met een piramideachtige koepel. Daarrond stonden kleine kapellen om de lichamen van de Ptolemaeïsche koningen in te zetten. Het volledige complex werd beschermd door een muur, waardoor de temenos begrensd was.
Volgens Strabo, van wie het verslag het betrouwbaarst lijkt aangezien hij lang in Alexandrië geweest is, bevond het monument zich in de eerste eeuw v.Chr. in de basiliek dicht bij de Ptolemaeïsche graven. Ptolemaeus X zou in 88 v.Chr. de gouden kist vervangen hebben door een glazen of een doorzichtige albasten kist, want hij had geld nodig om zijn soldaten te kunnen betalen.
Het gebalsemde lichaam van Alexander bleef enkele honderden jaren in Alexandrië en werd een toeristische trekpleister, vooral dan voor een groot aantal Romeinen die een hoog ambt bekleedden. Zo zou volgens Suetonius ook Augustus het lichaam bezocht hebben en het even uit de sarcofaag gehaald hebben om er met respect een gouden kroon op te zetten en het te bedekken met bloemen. Dit zou er echter wel voor gezorgd hebben dat de neus van Alexander afbrak. Suetonius en Cassius Dio schrijven ook dat Caligula het kuras van Alexander stal. De laatste belangrijke bezoeker was keizer Caracalla in 215. Deze aarzelde niet om zich meester te maken van de tuniek, de ring en de riem van de Macedoniër. Vanaf de vierde eeuw ging het steeds slechter met het grafmonument door een aardbeving en vandalisme. Het is echter niet bekend wanneer de tombe vervangen werd. De historici en archeologen kennen, ondanks vele onderzoeken en hypotheses, nog steeds niet de exacte plaats van het monument.

#### Griekse historici
Alexander zorgde ervoor dat zijn daden opgetekend werden door officiële historiografen. Callisthenes, de neef van Aristoteles, schreef een verslag over de veldtochten tot aan 328 v.Chr., voordat hij stierf in gevangenschap na de samenzwering van de pages. Hij moest deze rapporten naar Macedonië sturen aan het einde van elke campagne, waardoor hij de propagandachef van Alexander werd. Zijn werk lijkt veel gebruikt geweest te zijn in de oudheid, hoewel de onpartijdigheid ervan in vraag gesteld kan worden. Pseudo-Callisthenes gebruikte in de derde eeuw dit werk om een Leven van Alexander te schrijven, waarop de Alexanderroman gebaseerd is. De werken van andere metgezellen van Alexander, waaronder Ptolemaeus, Aristobulos, Nearchus, Onesicritus en Chares, zijn allemaal verdwenen, wat mogelijk de aanleiding heeft gegeven tot fabels en legenden die door latere auteurs zijn overgenomen.
De Geschiedenis van Alexander, geschreven door Clitarchus van Alexandrië kort na de dood van Alexander en nu verdwenen, bevat verzinsels en bovennatuurlijke elementen, maar toch zou de waarde ervan niet onderschat mogen worden. Dit werk stond aan de basis van de werken waarin een eenzijdig positief beeld van Alexander gegeven werd. Dit kan vooral teruggevonden kan worden bij Diodorus Siculus.

#### Alexandercultus

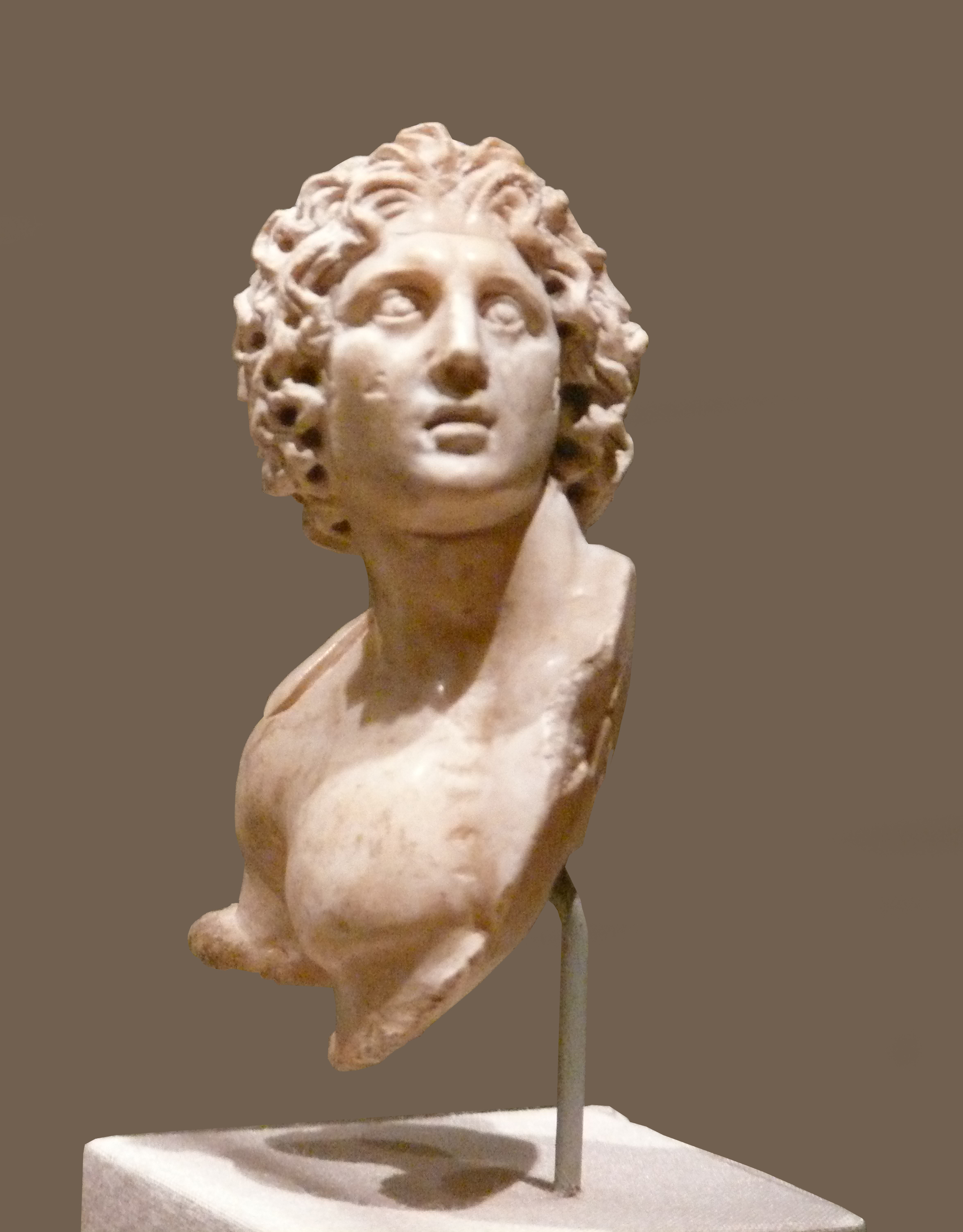
Buste van Alexander, Ptolemaeïsch Egypte, eerste eeuw v.Chr.

Om hun dynastie te rechtvaardigen bedachten de Ptolemaeën een Egyptische Alexander met een goddelijk karakter door het te mengen met dat van de goden of dat van helden als Herakles. De inwoners van Alexandrië vereerden de tombe van de glorieuze stichter van hun stad als een heiligdom. De koning en zijn beste vriend, Hephaestion, genoten ook een specifieke heldencultus in Alexandrië. In de nadere hellenistische monarchieën, zoals die van de Seleuciden en de Attaliden, kreeg Alexander ook een officiële cultus waarin hij vereerd werd als een held. Veel Griekse steden in Azië bouwden tempels voor hem, en in Clazomenae en Cyzicus werden er spelen ter ere van hem georganiseerd.
Alexandrië bleef aan de bron van de legende over Alexander staan gedurende de volledige oudheid. Een Leven van Alexander de Grote werd er geschreven door de Pseudo-Callisthenes in de derde eeuw. De auteur schrijft vooral dat Alexander niet de zoon van Philippus was maar die van de laatste farao van Egypte van de dertigste dynastie, Nectanebo II, die zijn toevlucht had gezocht in Pella. Het grootste deel van de Legenden, Levens, Romans, Geschiedenissen of Daden van Alexander, die zich vanaf de vijfde eeuw begonnen te vermenigvuldigen, zijn gebaseerd op dit werk. De verhalen die zich in dit werk bevonden werden nog verder opgesmukt; een van de laatste versies van de Alexanderroman werd gemaakt in Frankrijk in de zeventiende eeuw door Alexanders naamgenoot Alexandre de Bernay.

#### Rome
Bij de Romeinen werd Alexander gezien als het model voor de generaals en de keizers. Aan het einde van de derde eeuw v.Chr., het moment waarop de Romeinen in contact kwamen met de Hellenistische Wereld, maakte Titus Maccius Plautus, de oudste Romeinse auteur, in zijn komedie Mostellaria van Alexander een heroïsche figuur. In 146 v.Chr. vermeldt Metellus een groep standbeelden van Lysippus die Alexander in de Slag aan de Granicus voorstellen. In het begin van de eerste eeuw v.Chr. werden in Macedonia muntstukken geslagen met zijn beeltenis erop.
Tegen het einde van de Romeinse Republiek was Alexander nog prestigieuzer geworden, want op dat moment kende de Hellenistische cultuur een heropleving. In 63 v.Chr. kreeg Pompeius de bijnaam "De Grote" (Magnus). Tijdens zijn triomftocht na zijn overwinning op Mithridates VI droeg hij de chlamys van Alexander die hij had buitgemaakt op Pontus. Ook Crassus hoopte Alexander te kunnen imiteren. Daarom begon hij een veldtocht tegen de Parthen. Julius Caesar wilde een universele monarchie invoeren naar het voorbeeld van Alexander. Toen hij vermoord werd, was hij een campagne tegen de Parthen aan het voorbereiden, uit fascinatie voor Alexanders daden. Suetonius vermeldt dat Caesar, die een portret van Alexander gezien had in een tempel, begon te huilen aangezien Alexander op zijn leeftijd al de 'volledige wereld' had onderworpen, terwijl hijzelf nog niets belangrijks bereikt had. Marcus Antonius wilde net als Caesar een universele monarchie invoeren in het oosten en zo Alexander imiteren: hij noemde zijn zoon bij Cleopatra Alexander Helios en kleedde zich op de Macedonische manier. Om zichzelf te vergelijken met Alexander, die gezien werd als de nieuwe Dionysus, verkleedde hij zich tijdens zijn triomftocht in Athene als Bacchus.
In het Romeinse Keizerrijk bewonderde ook keizer Augustus Alexander, maar die had niet de bedoeling hem te imiteren. Hij plaatste een gouden kroon op de tombe van Alexander en gebruikte lang een zegel met daarop de beeltenis van Alexander. Hij bracht portretten van Alexander die gemaakt waren door Apelles naar het Forum Romanum. Nero was een fanatieke bewonderaar van Alexander. Hij ging zelfs zo ver dat hij een standbeeld van Alexander dat gemaakt was door Lysippus liet vergulden. Hij organiseerde verder ook een expeditie tot aan de Kaspische Poorten en rekruteerde een legioen dat de naam "falanx van Alexander" kreeg. Onder de Antonijnse dynastie werd Alexander nog meer bewonderd; het was rond die tijd dat twee Griekse schrijvers, Plutarchus en Arrianus, het verhaal van Alexander nieuw leven inbliezen. Voor Trajanus was Alexander een voorbeeld als staatsleider, want hij had eendracht weten te creëren tussen de verschillende volkeren. Hij wilde hem imiteren door een veldtocht in Azië te beginnen tegen de Parthen. Aangekomen in Babylon bracht hij een offer om Alexander te eren. Commodus liet munten slaan met daarop zijn en Alexanders beeltenis. Caracalla hoopte de reïncarnatie van Alexander te zijn; hij rekruteerde een falanx die bewapend was op de Macedonische manier, maar vooral, hij vaardigde in 212 de Constitutio Antoniniana uit, waardoor alle vrije mannen in het rijk het Romeins burgerschap kregen, want zo wilde hij Alexander imiteren door iedereen met elkaar te verenigen als gelijken. Keizer Severus Alexander, die geboren werd in Fenicië in een tempel die gewijd was aan Alexander op de verjaardag van diens dood, veranderde zijn naam Alexianus in Alexander om hem op wie hij zich zei te inspireren te eren. Het was in deze context van toewijding aan de veroveraar dat Het Leven en de grote daden van Alexander van Macedonië, meestal de Alexanderroman genoemd, zich begon te verspreiden in de vierde eeuw n.Chr.
Maar volgens sommige Romeinse auteurs, dikwijls onder invloed van het neo-stoïcisme, is Alexander de belichaming van tirannie, woede en losbandigheid. Cicero maakte van hem, ook al erkende hij zijn grootsheid, de belichaming van een vorm van waanzin. Seneca verweet hem de liquidatie van Callisthenes en zag hem als de belichaming van een bloedige autocraat, een echte plaag voor de overwonnen volkeren. Ook de neef van Seneca, de dichter Lucanus, had diezelfde kritiek op de veroveraar, hoewel hij hem wel bewonderde als oorlogsleider. Zijn veroveringen werden echter wel gerelativeerd door Livius, want hij zou gevochten moeten hebben tegen "verwijfde" tegenstanders. De historicus stelde zo het militair genie van Alexander in vraag. Volgens Livius had hij de Romeinse legioenen nooit kunnen verslaan, wat aangetoond zou zijn geweest door de nederlaag van Pyrrhus van Epirus aan het hoofd van een leger dat uitgerust was op de Macedonische manier. Andere Romeinse auteurs en moralisten, zoals Pompeius Trogus of Varro, veroordeelden de moord op Philotas, Clitus en Callisthenes. De dood van Alexander zou volgens hen een legerleider onwaardig geweest zijn. Ze citeerden hiervoor Julius Caesar om hun argument kracht bij te zetten: "een imperator moet rechtstaand sterven." Augustinus gebruikte de figuur van Alexander in zijn De civitate Dei om aan te tonen dat "koninkrijken zonder rechtvaardigheid slechts een grote troep rovers zijn."

#### Byzantijnse Rijk

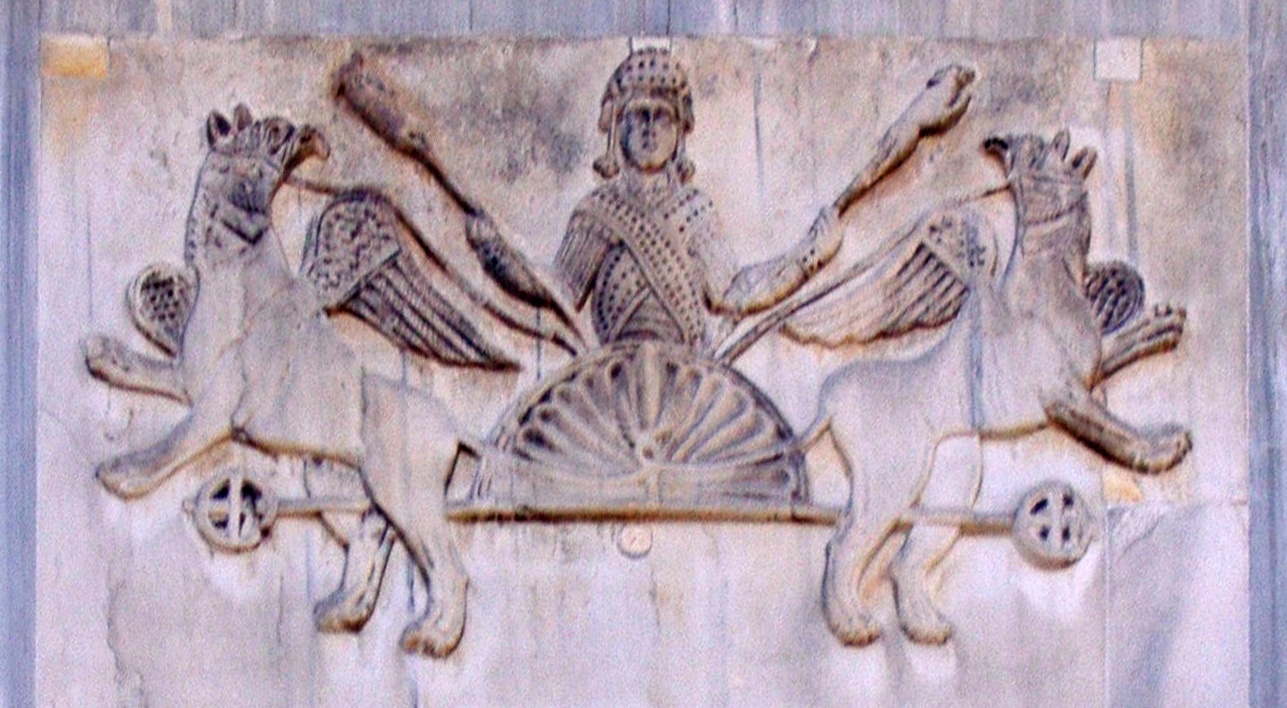
De "Hemelvaart van Alexander", Basiliek van San Marco, Venetië, elfde eeuw, reliëf afkomstig uit Constantinopel

De Byzantijnse volkstraditie vormde het beeld rond de koning weer met de echte of mythische daden van Alexander die verteld werden door Pseudo-Callisthenes in de derde eeuw. Die zouden in de middeleeuwen leiden tot de Alexanderroman. De Byzantijnen hebben een groot aantal versies van de Roman verspreid en bijna alle Griekse geschriften komen uit de tijd van de Byzantijnen. De Alexanderroman was wijd verspreid in alle Byzantijnse sociale milieus. Het thema van de "hemelvaart van Alexander" is een iconisch onderwerp dat enorm veel voorkwam in de middeleeuwen, zowel in het westen als in het oosten. Dit diende om de zonde van de trots te illustreren, want Alexander was er niet in geslaagd de hemel te bereiken.
De kroniekschrijvers uit Constantinopel wilden Alexander christelijk maken om hem zo voor te stellen als de voorouder van de Byzantijnse keizers. De benadering van deze kroniekschrijvers loopt echter uiteen. Sommigen wilden de legendarische episodes van Alexanders leven ontrafelen, zoals Johannes Malalas in zijn Chronographia in de zesde eeuw of Michael Glycas in de zevende eeuw; anderen, zoals George de Monnik in de negende eeuw of Johannes Zonaras in de twaalfde eeuw, die zich vooral baseerden op Plutarchus, gebruikten een meer historische benadering. Dit werd nog duidelijker tijdens de heerschappij van de Macedonische dynastie, ook al waren die in realiteit van Armeense afkomst. Alexander werd soms gekleed als een Byzantijnse keizer afgebeeld, zoals in een versie van de Alexanderroman uit de veertiende eeuw, waarschijnlijk van Kretenzische origine. Alexander werd erin afgebeeld met het kostuum en de emblemen van de Paleologen. Het hoogtepunt van deze benadering was tijdens de heerschappij van de dynastie van deze Paleologen (1261-1453), die van origine Macedonisch waren, op het moment dat er in Griekenland een "nationale bewustwording" ophanden was. Ook keizer Manuel II Palaiologos verklaarde tijdens het beleg van Thessaloniki door de Ottomanen (1383-1387): "Het vaderland van Philippus en Alexander behoort ons toe."
Alexander was de belichaming van de Byzantijnse imperiale ideologie. Voor de kerkvaders was Alexander de held van het geloof; voor het volk, de dichters en de redacteurs van verschillende versies van de Alexanderroman was hij een martelaar geworden door zijn "vroegtijdige en onrechtvaardige dood."

#### Azië

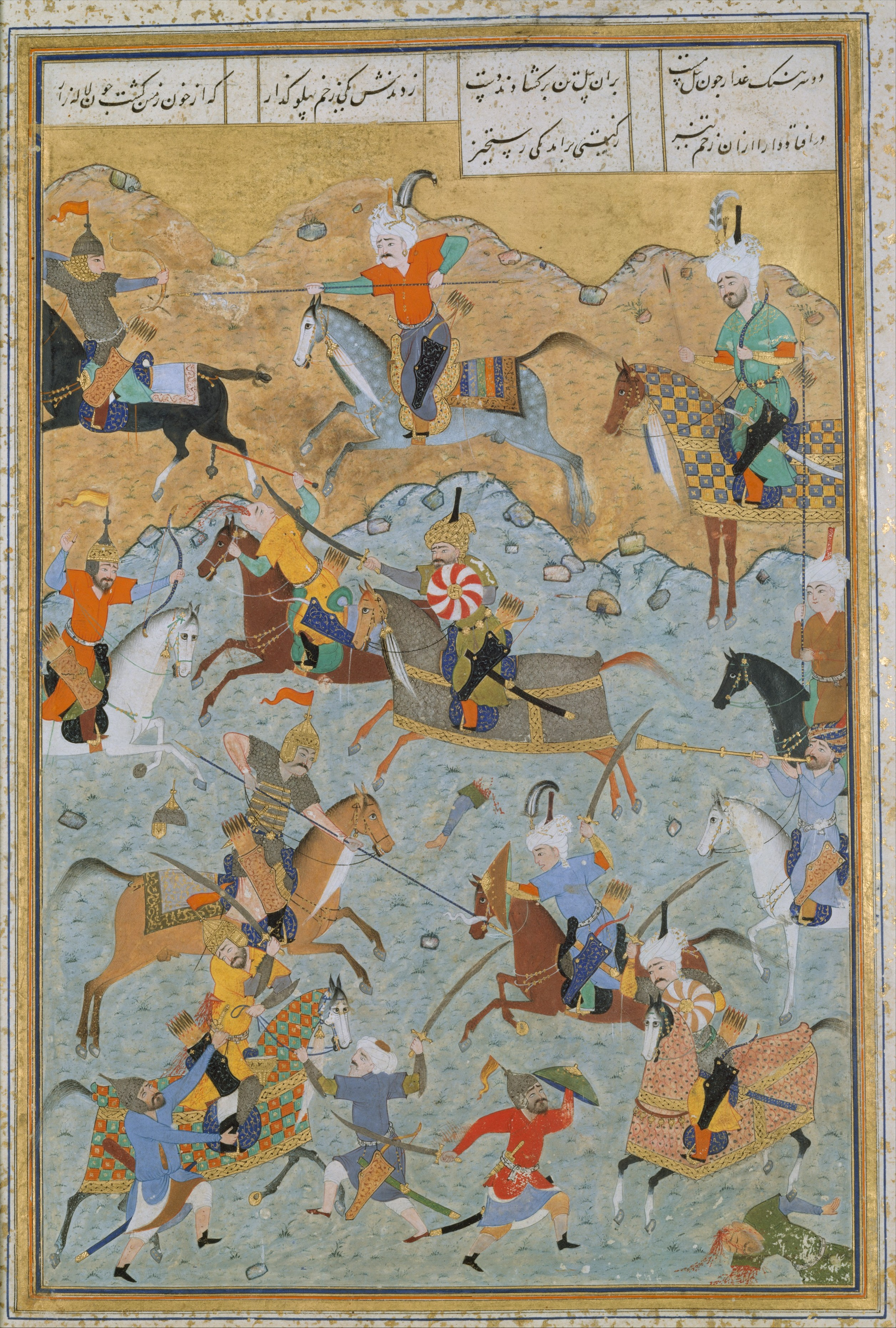
Folio van het Boek van Alexander van Khamse van Nizami (zestiende eeuw), met daarop een gevecht tussen Alexander en Darius III

In de vijfde eeuw begon het Leven van Alexander van Pseudo-Callisthenes vertaald te worden in verschillende talen van het Nabije Oosten, zoals het Koptisch, het Oudethiopisch, het Aramees, het Syrisch en waarschijnlijk ook in het Arabisch van Hedjaz. De mythe van Alexander overschreed zo ook de grenzen van de religies en van de handel zoals in het Byzantijnse Rijk. Het werk van Pseudo-Callisthenes was bijvoorbeeld bekend in de joodse gemeenschappen die leefden in Mekka en Medina in de tijd waarin Mohammed geboren werd (ongeveer 570).
Alexander (daar bekend was onder de naam Iskandar of Iskander) was een mythische figuur in de gebieden in Centraal-Azië die hij veroverd had. In de negentiende eeuw vonden Britse officiers die Badachsjan aan het verkennen waren veel inwoners die zeiden af te stammen van Alexander. Dit gaat terug op het feit dat de Macedoniërs kolonies in Azië gesticht hebben die later het Grieks-Bactrische Koninkrijk zouden vormen. Marco Polo schreef al in de dertiende eeuw dat "de koningen [van Badachsjan] van eenzelfde lijn zijn en afstammen van koning Alexander." In de vijftiende eeuw gebruikte de dynastie van de Timoeriden Alexander om hun troonsbestijging te legitimeren. Dit zorgde er dan weer voor dat de westerlingen in de negentiende eeuw weer een romantischer beeld kregen van de Macedonische veroveraar: de figuur van Iskandar was het centrale thema van de roman van Rudyard Kipling, De Man Die Koning Wilde Worden (1888).
De herinnering aan de stichtingen van steden van Iskandar is nu nog altijd levendig. De inwoners van Alexandretta in Turkije, Koramsjar en Hormuz in Iran, van Merv in Turkmenistan, van Margilan in Oezbekistan, van Herat en Kandahar in Afghanistan en van Kuch en Karachi in Pakistan hebben nog steeds legendes over de koning-stichter. Zijn aanwezigheid daar is nog steeds merkbaar in de gebieden langs de Amu Darja door forten, muren of wegen die genoemd zijn naar Iskandar. In Mankialma, dicht bij Taxila in Pakistan noemen de inwoners hun paarden nog steeds Bucephalus want ze denken dat Alexanders paard daar begraven werd onder een grafheuvel. In het gebied van Thatta in Pakistan, waar de verovering eindigde, is Iskandar ook nog steeds bekend. Zelfs in de Gangesvallei, waar hij nooit gekomen is, roept de lokale folklore nog steeds herinneringen aan hem op. Met het verspreiden van de Islam, die van hem een verdediger van het geloof maakt, heeft de legende over hem zelfs Indonesië bereikt vanaf de vijftiende eeuw, met geschriften in het Javaans, Maleis en het Boeginees die zich inspireerden op de Alexanderroman. Het personage Iksandar werd zelfs gebruikt om de dynastie van de Maleisische koningen te legitimeren. In het gebied van Palembang in Sumatra kan zelfs een tombe van Iskandar gevonden worden.
In het Hindi en het Urdu betekent het woord Sikandar, afgeleid van het Perzisch, een jong talent in wording.

#### Middeleeuws Europa

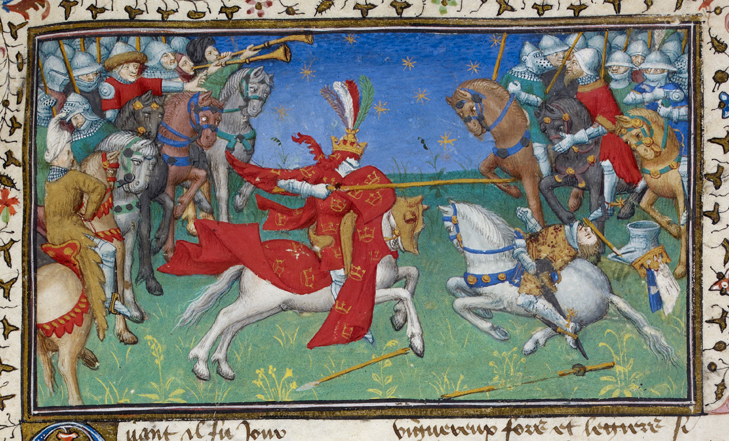
Alexander licht Poros uit het zadel, detail van een miniatuur uit de vijftiende eeuw, British Library

In Europa in de middeleeuwen stelde Alexander als gevolg van de inwerking van de Alexanderroman een ideaal van mannelijke en prinselijke deugden voor, net als het ideaal van een trotse ridder die kennis en macht vermengt. Hij werd gezien als krijger en als wijze vorst, vol van grootsheid, maar ook van losbandigheid. Aan het hof van Hendrik II Plantagenet, hertog van Normandië en koning Engeland, werd Alexander voorgesteld als belichaming van het ridderideaal en symbool van een koning die het recht in eigen handen neemt, zoals Hendrik beweerde te doen met betrekking tot de anarchie die toentertijd heerste in Frankrijk als gevolg van de feodale versnippering. Vanaf de twaalfde eeuw, toen de eerste kruistochten begonnen in Frankrijk, zorgde de figuur van Alexander voor de fascinatie voor het Oosten. Hij maakt deel uit van de Negen Besten, die het ridderideaal belichaamden in de veertiende eeuw. In de vijftiende eeuw was hij erg populair aan het hof van de hertogen van Bourgondië, zoals blijkt uit de bewondering van Filips de Goede voor hem in het Livre des conquêtes et faits d'Alexandre van Jean Wauquelin. Door de vertaling van het werk van Quintus Curtius naar het Frans door Vasco de Lucena voor Karel de Stoute begon het fictieve beeld van Alexander plaats te maken voor het beeld van hem als grote veroveraar. Op het einde van de middeleeuwen zorgde de herontdekking van Plutarchus, Diodorus Siculus en Arrianus door de aankomst van Byzantijnse wetenschappers voor een meer "politiek" beeld van Alexander, een heidense prins en leerling van filosofen, en hij werd meer bewonderd door personen van de renaissance. Vanaf dan werd hij de "spiegel van de prins" en het symbool van koninklijke macht die zichzelf sterk maakt tegen een afnemend feodalisme. Vanaf het einde van de vijftiende eeuw maakte hij deel uit van de "koningen" in het kaartspel, samen met koning David, Julius Caesar en Karel de Grote.
Andere middeleeuwse auteurs, vooral prozaschrijvers, hadden echter een negatief beeld van Alexander. In de Große Seelentrost, geschreven in Laagduits in de veertiende eeuw, werd Alexander gezien als een wreed en gulzig persoon wiens dorst naar veroveringen zijn ondergang betekende, want hij had de menselijke grenzen overschreden. De Duitse theologen, zoals Rupert van Deutz in de veertiende eeuw, en predikers, zoals Bertold van Regensburg in de dertiende eeuw, maken van hem een belichaming van Mephistopheles, trots in eigen persoon. In De goddelijke komedie, geschreven in het begin van de veertiende eeuw, stelt Dante Alexander voor als een tiran met het beeld van Dionysios I van Syracuse in zijn achterhoofd, terwijl hij ook afwezig is op de lijst van de "deugdzame heidenen".

#### Moderne tijd

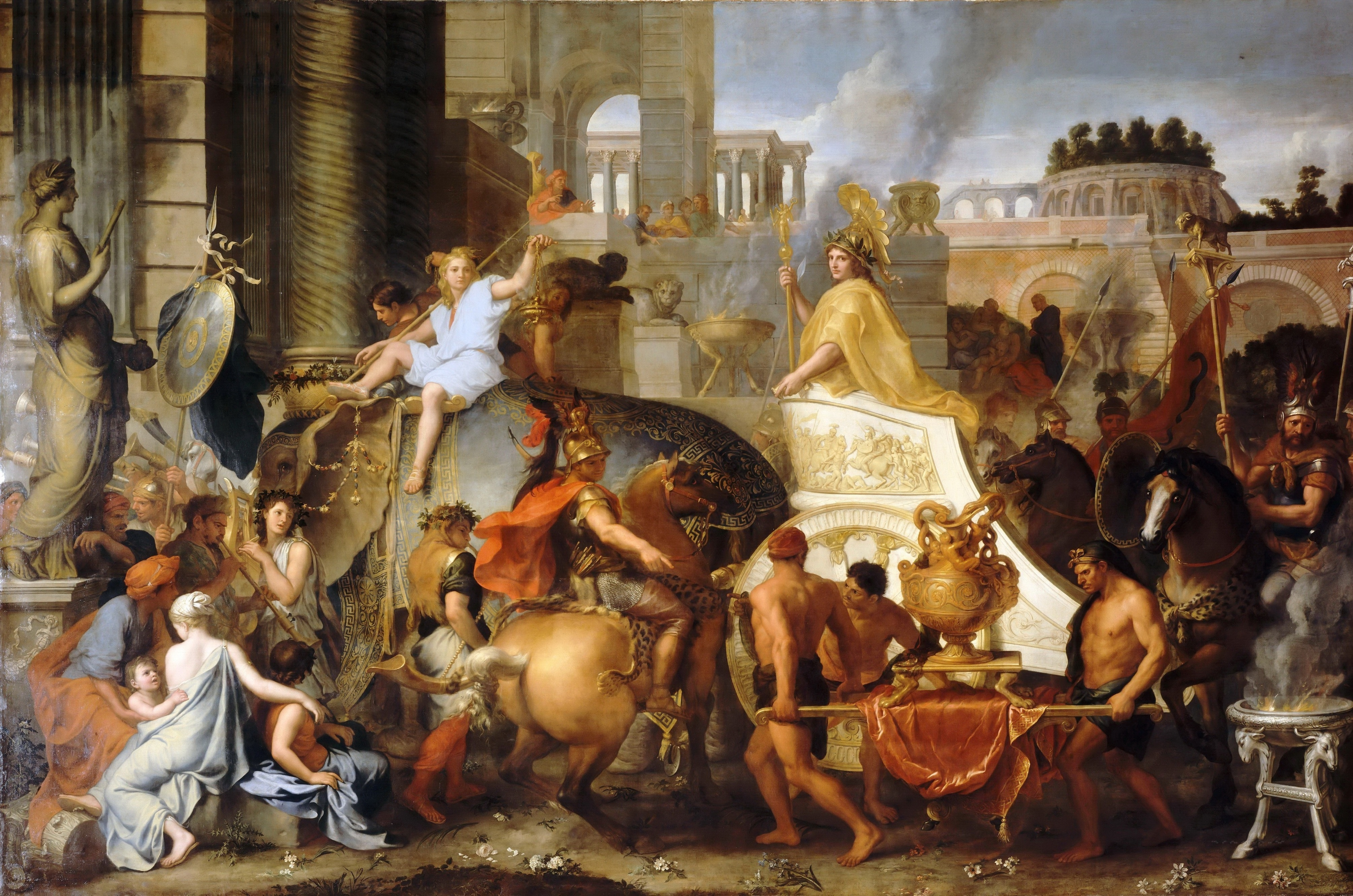
Binnenkomst van Alexander de Grote in Babylon, Charles Le Brun, 1665, Kasteel van Versailles. Alexander is hier geschilderd met de trekken van Lodewijk XIV van Frankrijk.

Tot aan het einde van de zeventiende eeuw bleef Alexander in heel Europa het ideaal van een koning-ridder. Hij genoot zelfs een vorm van verering. Ook liet paus Paulus III rond het midden van de zestiende eeuw muntstukken slaan met daarop de beeltenis van Alexander die buigt voor de Hogepriester van Jeruzalem en hij liet de Zaal van Paulina in de Engelenburcht versieren met kunstwerken van Marco Pino die gebaseerd waren op het leven van de veroveraar.
Lodewijk XIV van Frankrijk toonde in het begin van zijn heerschappij een grote bewondering voor Alexander, met wie Lodewijk II van Bourbon-Condé zich ook vergeleek na zijn schitterende overwinning bij Rocroi. De Vrede van de Pyreneeën van 1659, die voor vrede zorgde tussen Frankrijk en Spanje, werd gezien door de tijdgenoten als een daad van welwillendheid van een genereuze koning tegenover de overwonnenen, zoals ook Alexander had gedaan tegen de Perzen of de Indiërs. Jean Racine schreef voor de officiële viering van dit verdrag de tragedie Alexandre le Grand, gespeeld door de toneelgroep van Molière in 1665 in het Théâtre du Palais-Royal. Lodewijk XIV beval Charles Le Brun om een serie schilderijen te maken om de Macedonische koning te eren. Maar vanaf de jaren 1670 begon Lodewijk XIV los te komen van de figuur van Alexander, die nu gezien werd als een agressieve, losbandige en bijgelovige persoonlijkheid. Hij liet de vergelijking met Alexander nu aan Condé. Ook Jean de La Fontaine schreef in 1684 een Comparaison d'Alexandre, de César et de Monsieur le Prince ("Vergelijking van Alexander, Caesar en de Prins"), terwijl Bossuet in 1687 de Oraison funèbre du Grand Condé ("Lijkrede van de Grote Condé") schreef, die hem parallel stelde met Alexander.
In zijn Histoire du commerce maakte de geleerde en filosoof Pierre-Daniel Huet van Alexander een weldoener voor de mensheid, want hij zou voor een "grote revolutie in de handel" gezorgd hebben. In die tijd betekende de term "handel" zowel de economische als intellectuele uitwisselingen tussen staten of personen. Het werk, dat vertaald werd in veel Europese talen, had veel succes tijdens de Verlichting. Dit idee van een "grote revolutie" die begonnen werd door Alexander werd kreeg ook bijval door Montesquieu en Voltaire.
In het vroegere Byzantijnse Rijk, dat nu bezet werd door de Ottomanen, diende Alexander als referentie voor de geleerden en theologen. In de zestiende eeuw voorspelden twee patriarchen van Alexandrië de komst van een bevrijder die, zoals Alexander, meerdere koninkrijken zou veroveren voor hij de Byzantijnse troon weer zou bestijgen. In de zeventiende en achttiende eeuw stelden teksten van Grieken van de diaspora, kooplieden, geleerden of kerkelijken, Alexander voor als de bevrijder van de Grieken van de Perzische tirannie. Hij werd vergeleken met Peter de Grote, die in de zeventiende eeuw erin geslaagd was een machtig rijk te veroveren, net als Alexander.

#### Verlichting

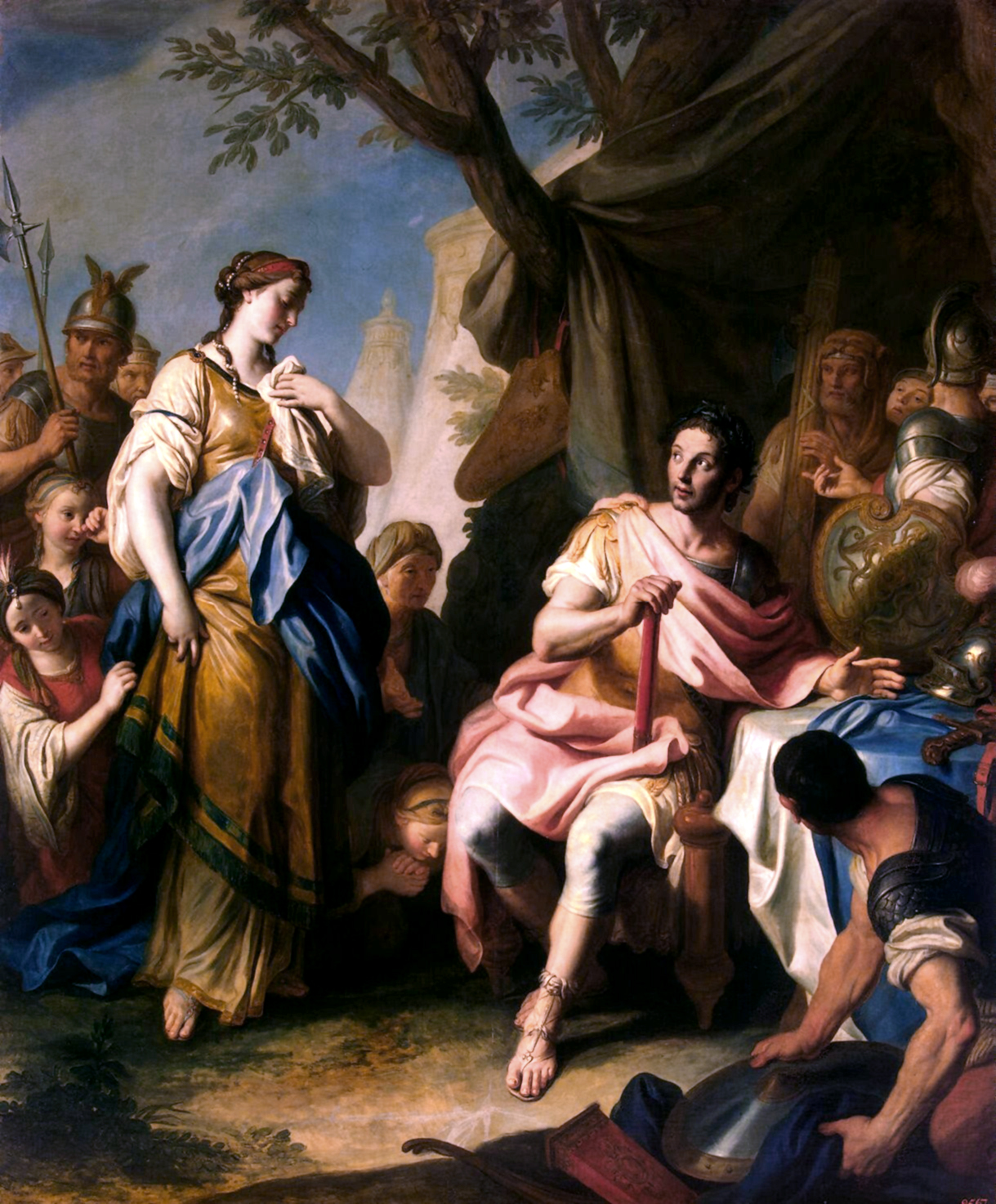
Alexander de Grote en Roxane, Pietro Antonio Rotari, 1756, Hermitage

In de Verlichting werd Alexander gezien als degene die een punt gezet had achter het "Aziatische despotisme" en voor een Europese beschaving gezorgd had. Montesquieu is van mening in zijn Over de geest van de wetten, waarin geen enkel moraal perspectief gevonden kan worden omdat er toen niet meer over hem geoordeeld werd op basis van zijn deugden en ondeugden, dat Alexanders veroveringen de hele wereld veranderd hadden door de handel tussen Europa en Azië te openen. Dit is in overeenstemming met Pierre-Daniel Huets theorieën over de geschiedenis van de handel. Volgens de filosoof hadden de veroveringen van Alexander gezorgd voor een periode van voorspoed, ook al konden ze veroordeeld worden wegens hun wreedheden. In zijn Pensées ziet hij de stichting van Alexandrië als "het grootste project dat ooit werd ontworpen." Alexander was niet alleen meer een held dankzij zijn veroveringen, maar hij was nu ook de ontwerper van een vredevolle wereld dankzij de handel, want het openen van de handelsroutes zorgde er ook voor dat de kennis vergroot werd. Alle volkeren, die toen nog als 'barbaren' leefden, werden nu geïntegreerd in de beschaafde levenswijze. Voltaire is nog lovender voor de "enige grootse man onder de veroveraars van Azië", hoewel hij zich dikwijls kritisch gedroeg tegenover Montesquieu. Voor de filosoof was de "eeuw van Alexander" immers een van de vier hoogtepunten van de wereld. Hij wilde de vernietiging van de dreiging van de Perzen, de uitbreiding van het Hellenisme door het stichten van steden en kolonies en de opening van de handel.
Deze apologetische visie kan teruggevonden bij de Engelse en Schotse filosofen tijdens de expansie van de Britse Oost-Indische Compagnie. In An Historical Disquisition Concerning the Knowledge Which the Ancients Had of India (1790) stelt William Robertson, de koninklijke historiograaf van Schotland en leider van de presbyterianistische kerk, dat de Engelsen zich moeten inspireren op Alexander, want hij was erin geslaagd om militaire veroveringen, commerciële uitwisselingen en de verspreiding van de Europese beschaving te combineren. Hier verdedigt hij wat hij voorstelde als de gelukkigste beschaving van de oudheid en hij stelt dat Alexander de veroverde volkeren niet vernietigde, maar hun gebruiken en zeden respecteerde. John Gillies, zijn opvolger als koninklijke historiograaf, maakt van Alexander degene die "het grootste handelssysteem dat ooit gezien was in de wereld" geïnspireerd had. Aan het einde van de achttiende eeuw werd de positiviteit over de veroveringen van Alexander versterkt door achteruitgang van het Ottomaanse Rijk, dat vergeleken werd met het Perzische Rijk. De Grieken verklaarden zich bereid om te vechten voor de koning van Macedonië.
Maar Alexander werd ondertussen ook minder positief gezien door de auteurs die zich vijandig opstelden tegenover het Europese imperialisme, zoals Charles Rollin in zijn Histoire ancienne, Gabriel Bonnot in zijn Observations sur les Grecs, Guillaume de Sainte-Croix in zijn Examen critique des historiens d’Alexandre le Grand en vooral Denis Diderot in zijn Histoire des deux Indes.
In de achttiende eeuw diende de persoonlijkheid van Alexander dus als het ideaal, of net als het tegenovergestelde, in een Europa waarin het imperialistische beleid een stroomversnelling onderging. Ook het verhaal van Alexander, dat gezien werd als de belichaming van de waarden van het "dynamische" westen tegenover het "onbeweeglijke oosten", paste in het koloniale beleid over de volledige wereld. Alexander werd uiteindelijk gezien in deze tijd als degene die voor een eerste mondialisering gezorgd had.

#### Tot nu

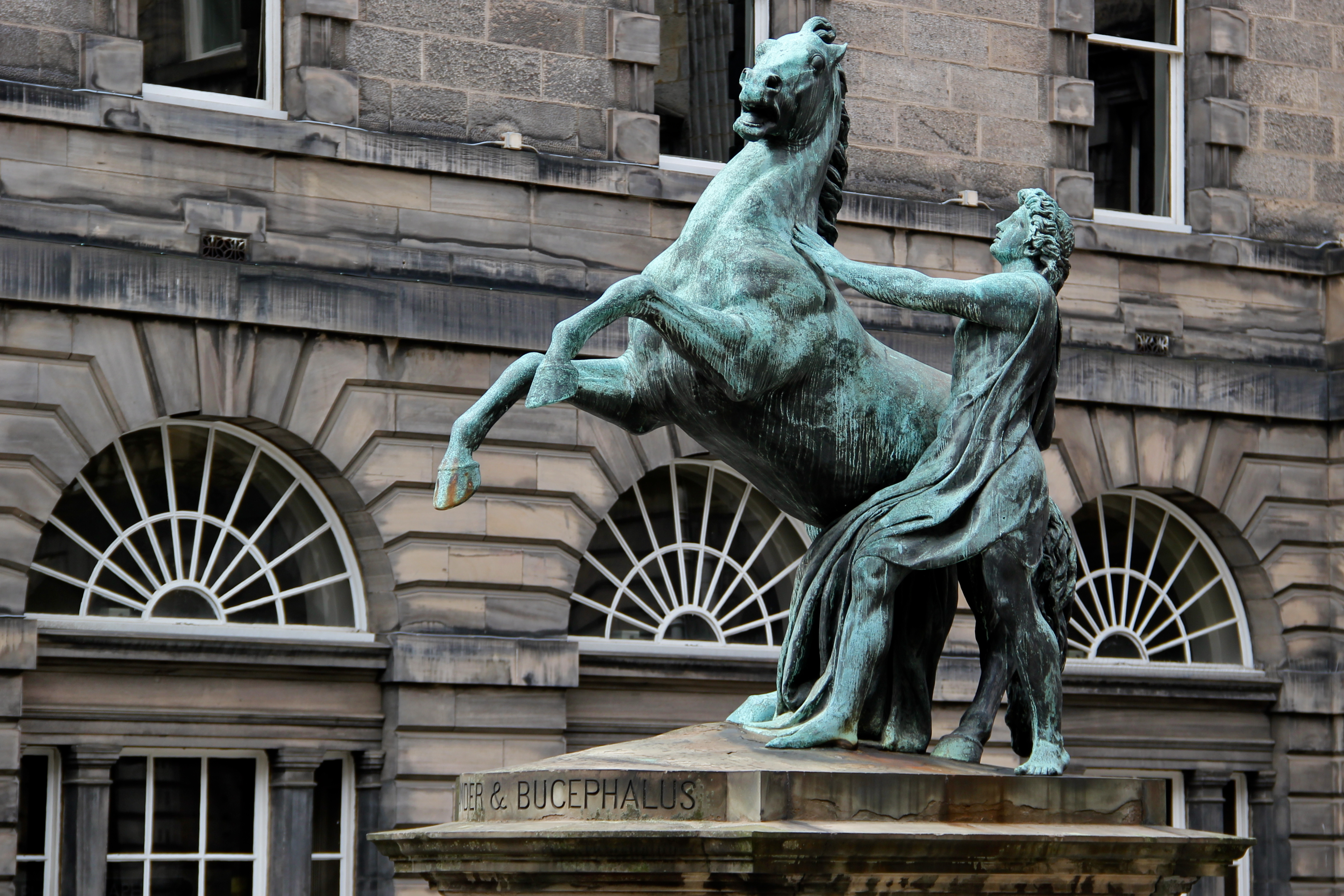
Alexander en Bucephalus, John Steell, negentiende eeuw, Edinburgh

Napoleon Bonaparte toonde tijdens zijn veldtocht in Italië in 1800 zijn bewondering voor Alexander, die, volgens hem, beter was dan Julius Caesar in het oorlogvoeren. Hij onderstreepte het strategische belang van het Beleg van Tyrus en het feit dat Alexander gewild had dat het volledige leger van Darius III naar hem toe kwam bij Gaugamela, zodat hij het in een keer kon verslaan. Toen Napoleon op veldtocht was in Egypte, spoorde hij zijn soldaten aan door hen aan Alexander te herinneren. Toch was de figuur van Alexander niet zo aanwezig in de officiële rapporten, want Napoleon had niet de intentie om een "nieuwe Alexander" te zijn, maar wilde geëerd worden om wie hij zelf was. In zijn Mémoires, die geschreven werden in 1816 tijdens zijn ballingschap op Sint-Helena, toont Napoleon zijn bewondering voor Alexander, wiens veroveringen volgens hem bereikt werden dankzij zijn politieke berekeningen. Napoleon schrijft dat Alexander een "groot strijder, groots politicus en een groots wetgever" was. Hij voegt hier wel aan toe dat toen Alexander het hoogtepunt van zijn macht bereikt had, zijn gedrag veranderde; hierbij zegt Napoleon dat Alexander "begonnen was met de ziel van Trajanus en eindigde met het hart van Nero en de zeden van Heliogabalus."
In het begin van de negentiende eeuw symboliseerde Alexander het eurocentrisme door het ook te integreren in het oriëntalisme met zijn overwinningen. Ook de Duitse historicus Barthold Georg Niebuhr stelt dat Alexander een land veroverde dat tot slaaf gemaakt diende te worden onder de Europeanen. In het pangermanistische Duitse Keizerrijk van het einde van de negentiende eeuw werd Alexander gezien als de voorvechter van de Griekse zaak en de kampioen van het Arisch ras, die erin geslaagd was de Macedoniërs en de Perzen te verenigen, beide Indo-Europese volkeren. In Frankrijk was het wachten op de heerschappij van Napoleon III voor Alexander weer een zekere bekendheid genoot. Hij werd tijdens de Europese koloniale veroveringen van de negentiende eeuw het model van hij die veroverde en beschaving bracht. De Franse antropoloog Marcel Griaule zei dat Alexander de "Columbus van het nabije Azië was." Voor de Russische Elias Bickerman hadden de veroveringen van Alexander ervoor gezorgd dat de inheemse elites gehelleniseerd werden en vanaf dan verdedigers van de Griekse waarden waren. Hierbij maakte hij een vergelijking met Félix Éboué die zich aansloot bij generaal de Gaulle dankzij diens oproep van 18 juni 1840. De Franse historicus René Grousset schreef in 1949, toen het proces van de dekolonisatie in volle gang was, in Figures de proue. D'Alexandre à Mahomet, dat "(...) het gekoloniseerde land, nadat het veel geprofiteerd had van de inspanningen van de kolonisten, nu terug zijn eigen, onveranderde persoonlijkheid had teruggevonden." Vandaag is Alexander voor veel moderne historici niet meer de "Europese beschavende held" bij uitstek. Na de Tweede Wereldoorlog werd Alexander in de ogen van verschillende historici het prototype van een dictator.
Nu neemt Alexander zijn plaats in onder de meest invloedrijke persoonlijkheden van de geschiedenis. Hij wordt op de drieëndertigste plaats geplaatst in The 100: A Ranking of the Most Influential Persons in History (Michael H. Hart, 1982) en negende onder de 30 historische figuren in de rangschikking van The Guardian (2014).

#### Nazi-Duitsland
Tijdens het Interbellum begon Alexander in Duitsland gezien te worden als een held van het Arische ras die erin geslaagd was de Macedoniërs en de Perzen te verenigen. Dat was de stelling van de historicus Helmut Berve, die in 1926 Das Alexanderreich auf prosopographischer Grundlage publiceerde. Andere historici, onder wie Fritz Schachermeyr, zagen Alexander en de Hellenistische periode als een Entnordung, een concept dat de val van de grootste beschavingen moest verklaren.
Daardoor was het beeld dat de nationaalsocialisten hadden van Alexander enigszins dubbel. Deels vierden ze hem als noordelijke veroveraar, deels verweten ze hem dat hij rassen heeft willen samenvoegen. Hij zou zijn volledige heerschappij ondergeschikt hebben gemaakt aan het vormen van een universeel rijk en daartoe een Arisch ras van Grieken en Macedoniërs vermengd hebben met Perzen, terwijl zijn vader Philippus erin geslaagd was om het Arische ras binnen Macedonië te houden.
Alfred Rosenberg had een genuanceerdere visie, ook al bleef die negatief. In zijn ogen had Alexander niet het mengen van de twee volkeren voor ogen gehad, maar dat van de Perzische en Griekse elite, die van hetzelfde ras afstamden. Het belangrijkste verwijt dat hij maakt aan Alexander is dat zijn werk niet blijvend was, want de Hellenistische koningen waren er niet in geslaagd het rijk bijeen te houden.
Voor andere nazistische wetenschappers was de periode die ingeleid werd door de veroveringen van Alexander een "raciaal bastardisme": de Diadochen en hun erfgenamen regeerden volgens hen niet over een noordelijke wereld, maar over een wereld waarover  een dun, noordelijk deken gelegd was, dat de infiltratie van Semieten naar de Middellandse Zee toeliet. De grootse verworvenheden van de Grieken, met name in de kunst, waren volgens hen allemaal bereikt toen de opkomst van de Semitische en Armeense bevolking nog niet zo sterk was.

#### Griekenland

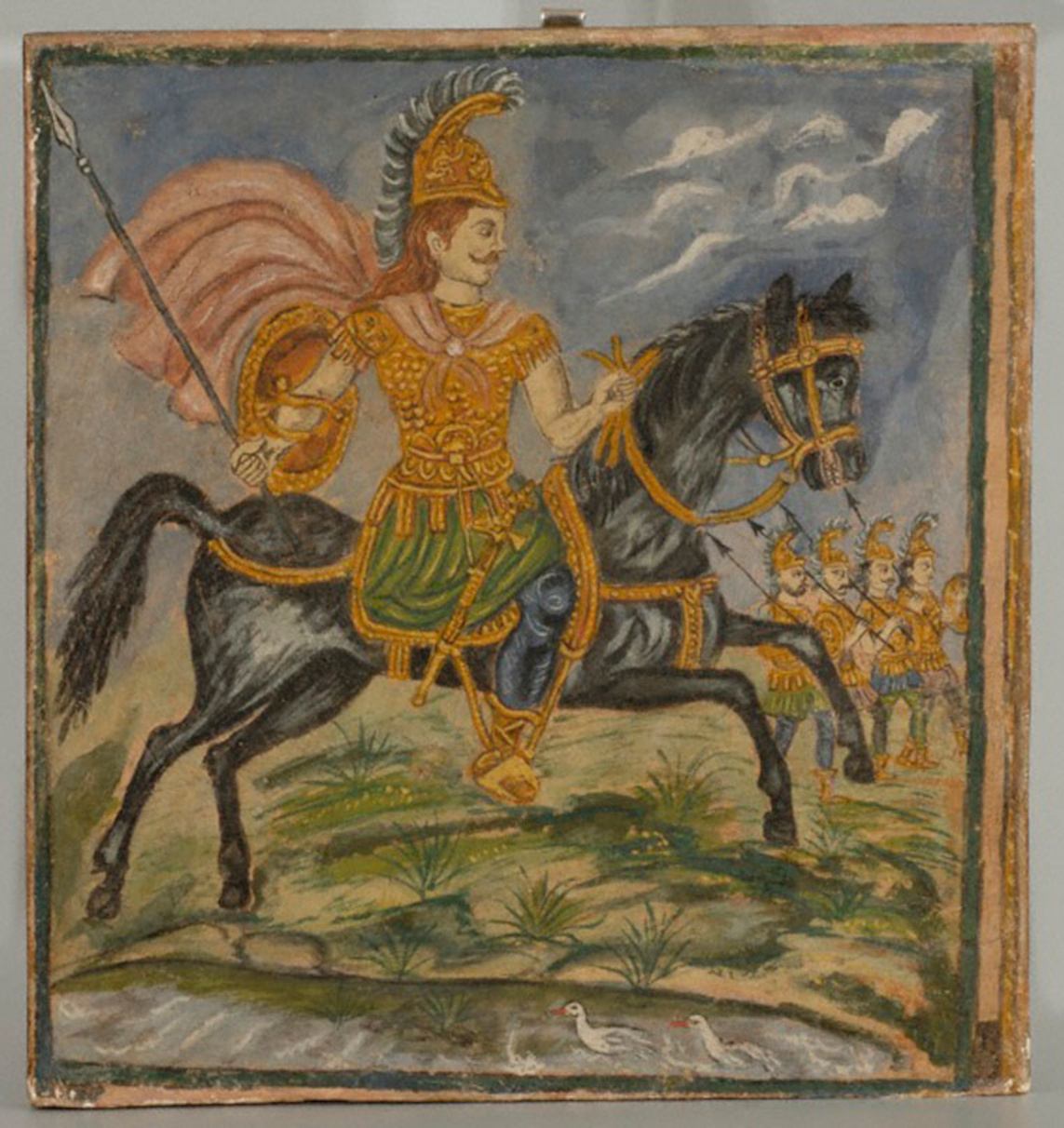
Fresco met daarop Alexander, Theophilos Hatzimichail, 1900, Nationaal Archeologisch Museum van Athene

Tijdens de Ottomaanse bezetting bleven de Grieken de Alexanderroman nog altijd lezen en studeren, en nog meer tijdens de onafhankelijkheidsoorlog (1821-1829). Het verhaal van Alexander was hun voorbeeld om zich te bevrijden van de Turkse hegemonie, die toen geassocieerd werden met de Perzen. De Roman kende een volksversie die geschreven was in een simpel taalgebruik. Van de simpelste soldaat tot de opperbevelhebber, alle Grieken toonden hun bewondering voor de daden, of ze nu echt of verzonnen waren, van de veroveraar. Ook Constantin Canaris, een van de leiders van de Griekse revolutie, las geregeld de Roman. Na de onafhankelijkheid en tot aan het midden van de twintigste eeuw maakten wetenschappers van de Roman een symbool van de Griekse cultuur. In 1961 schreef Constantin Dimaras, professor aan de Universiteit van Parijs-Sorbonne, dat elke Griekse jongeling de Roman gelezen moest hebben om de grote werken van de Griekse en buitenlandse literatuur te kunnen bestuderen. De gelijkenissen tussen Alexander en Aristoteles, die er gekomen waren door de opleiding die de jonge prins van de filosoof genoten had, dienden als referentie voor de opvoeding (of paideia). Maar dit toont ook dat de leerling beter kan worden dan de meester. De Roman bleef tot aan de eenentwintigste eeuw populaire lectuur en inspireert ook nu nog de volksliteratuur en -iconografie.
Alexander blijft een bevoorrecht studieonderwerp voor de hedendaagse Griekse historici. De archeologische sites bij Aigai, Pella en Amphipolis hebben de interesse voor de geschiedenis van het oude Macedonië vernieuwd. Bovendien worden werken zoals de Bibliotheca historica van Diodorus Siculus, de Anabasis Alexandri van Arrianus en het Leven van Alexander van Plutarchus opnieuw uitgegeven in Griekenland.
Sinds de jaren 1970 is de figuur van Alexander stof voor discussie tussen Griekenland en Noord-Macedonië. Volgens de Grieken behoort de naam "Macedonië" hen toe, aangezien de oude Macedoniërs Grieken waren en de Slaven daar pas zijn aangekomen in de zevende eeuw. In 2008 laaide het conflict opnieuw op door de oprichting van een ruiterstandbeeld van Alexander naar een origineel van Lysippus in Skopje. Door de onderhandelingen die volgden werd de naam van het land veranderd in Noord-Macedonië en veranderden ook de namen van verschillende plaatsen die de naam van Alexander droegen, zoals de internationale luchthaven van Skopje, die voordien de naam Luchthaven Alexander de Grote had.

### Religies

#### Jodendom en christendom

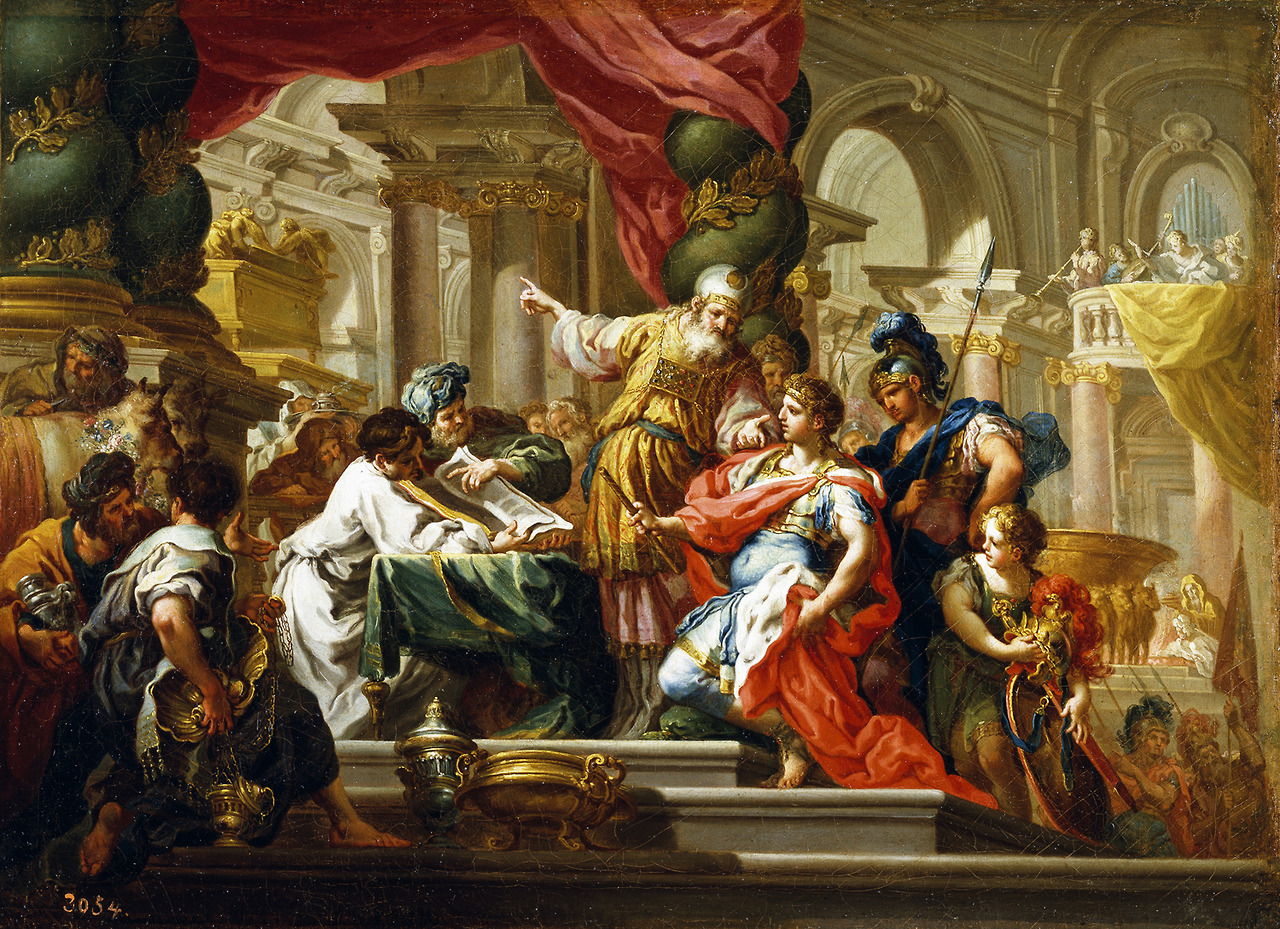
Alexander de Grote in de Tempel van Jeruzalem, Sebastiano Conca, rond 1736

Alexander genoot in het jodendom een goede positie dankzij een legende die voortkwam uit de Alexanderroman uit de zevende eeuw die zei dat hij zich bekeerd had tot deze religie. Inderdaad, in de eerste eeuw v.Chr. leefde onder de gehelleniseerde joden de gedachte dat Alexander de Hogepriester van Jeruzalem zijn eer is gaan betuigen. Volgens de antieke bronnen echter, onder wie Arrianus, doorkruiste Alexander na het Beleg van Tyrus in 332 v.Chr. "Palestijns Syrië" om Gaza te bereiken, zonder Jeruzalem bezocht te hebben. Ook bij zijn terugkeer uit Egypte in 331 v.Chr. nam hij de weg van Pelusium naar Tyrus, wederom zonder Jeruzalem bezocht te hebben.
In het boek Daniël, het 'jongste' boek van het Oude Testament, wordt Alexander uitgeroepen tot de Griekse koning die de Perzen en de Meden zou onderwerpen en zou sterven op het hoogtepunt van zijn macht. Hij wordt erin geassocieerd met een geit en een beest met ijzeren tanden. In 1 Makkabeeën, opgesteld rond 130 v.Chr., wordt Alexander vermeld in de inleiding van het boek als diegene die de Griekse invloedssfeer naar Israël gebracht had. Alexander wordt erin op een vijandige manier gezien door zijn veroveringen en zijn trots. Het boek veroordeelt echter de Seleucidische koning Antiochus IV nog meer, die de Tempel van Jeruzalem ontheiligd zou hebben. De visie van de Joden tegenover de Griekse koningen veranderde onder de heerschappij van Alexander I Balas, die zich verzekerde van de steun van Jonathan Makkabeüs door hem aan te stellen als Hogepriester van Jeruzalem in 152 v.Chr. en hem daarna aan te stellen als gouverneur van Judea. De Joden erkennen echter ook dat Alexander hen toegelaten heeft om zich te vestigen in Alexandrië, waar de Tenach naar het Grieks vertaald werd rond 270-250 v.Chr. Flavius Josephus schreef in het begin van de eerste eeuw v.Chr. dat het boek Daniël aan Alexander getoond werd toen hij (zogezegd) binnenkwam in Jeruzalem. Hij schrijft echter vooral dat Alexander een buiging maakte voor de Hogepriester van Jeruzalem, die hij een offer bracht in de Tempel en de privileges van de Joden bevestigde, hoewel hij zich niet bekeerde tot de monotheïstische godsdienst. Een variant op de Alexanderroman, waarschijnlijk geschreven door een gehelleniseerde Jood in Alexandrië onder invloed van het christendom en de gnosis, gaat weer over de episode van de ontmoeting van Alexander met de Hogepriester door toe te voegen dat Alexander JHWH erkende als enige God onder de naam Sabaoth en dat hij de paganistische goden afzwoer. Hij zou beschikt hebben over een "leger dat de menselijke natuur oversteeg" in dienst van de God. Deze legendarische episodes worden nog eens vermeld door alle versies van de Alexanderroman, of ze nu Hebreeuws, Latijns of Byzantijns waren. Een versie van de vijfde eeuw van de Talmoed hervatte de traditie die van Alexander een verdediger van het jodendom maakte. Volgens de Talmoed zag Alexander voor elke grote slag het gezicht van de Hogepriester, waardoor hij die veldslagen kon winnen. Alexander is ook aanwezig in de Haggada, die het niet-juridische deel van de klassieke rabbijnse teksten uitmaakt. De Syrische versie van de Alexanderroman, gemaakt door Jacob van Suruç in het begin van de zesde eeuw, beschrijft Alexander als het ideaal van de christelijke veroveraar die "de enige echte God" vereert.
Deze traditie werd hervat door de middeleeuwse klerken vanaf de tiende eeuw, onder wie Leo van Napels die de Alexanderroman vertaalde naar het Latijn onder de titel Historia de proeliis Alexandri Magni (of Geschiedenis van de veldslagen van Alexander). Deze versie werd verschillende malen uitgebreid en diende als basis voor de Alexanderroman die gemaakt werd door Alexander van Bernay tussen 1180 en 1190, die van Alexander een held maakte, ook al was hij paganist.

#### Zoroastrisme
In het zoroastrisme gaat het verhaal dat Alexander een "religieuze vervolging" beval door de magiërs te laten doden en het heilige boek van het zoroastrisme, de Avesta, te laten vernietigen. Maar deze bewering wordt nergens vermeld in de directe bronnen. Alexander wordt ook vermeld in een boek van de zoroastriërs, Het Ware boek van de Wet (of Nâmag van Ardâ Virâz), geschreven in het Pahlavi (of Middelperzisch) vanaf de heerschappij van de Sassaniden. Hij wordt erin beschreven als "het genie van het kwaad, de verdoemde, de vervloekte Iskander" door zijn verovering van het Perzische Rijk en de brand in het paleis van Persepolis, waarin de heilige teksten van het zoroastrisme opgeslagen waren. In 1470 beschuldigde de Perzische historicus Mirkhond in zijn Tuin van Puurheid (of Rauzât-us-safâ) Alexander ervan het boek van Zoroaster in brand gestoken te hebben en de magiërs vermoord te hebben.
Met de komst van de islam in Iran in 652 veranderde het beeld over Alexander, want de eerste moslimleiders toonden, ten gevolge van het Joden- en christendom, hun sympathie voor hem.

#### Islam

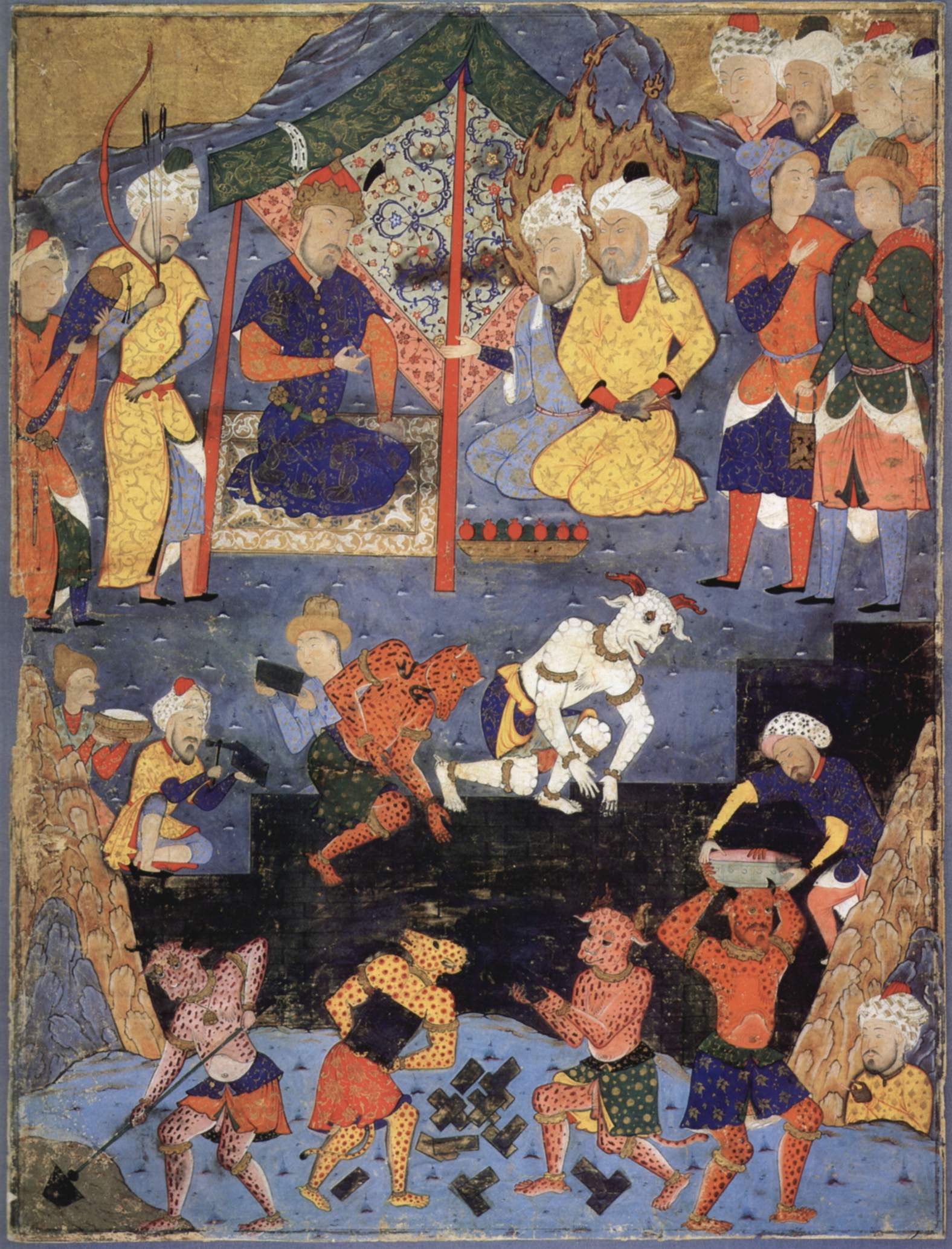
Zol-Qarnain bouwt een muur om Gog en Magog tegen te houden. Folio van de Falnama, zestiende eeuw.

Alexander wordt algemeen geïdentificeerd met Zol-Qarnain ("Hij met twee hoorns" of "Hij van twee tijden"), die vermeld wordt in de Koran in soera 18. Er wordt gezegd dat Zol-Qarnain een koperen muur bouwde om aanvallen van Gog en Magog af te weren, zijnde de Skythen en de Amazonen. De historici en de exegeten die ook veronderstellen dat Zol-Qarnain Alexander is baseren dit op de Syrische versie van het Leven van Alexander van Pseudo-Callisthenes die geschreven werd in de zevende eeuw. Hierin staat dat Alexander een muur liet bouwen om de 'barbaarse' volkeren tegen te houden. Dit zou gebaseerd zijn op een historische gebeurtenis: Alexander heeft een muur laten bouwen in wat nu Turkmenistan is. De resten hiervan heten nu nog de "Dijk van Alexander" (of Sadd-e-Iskander).
Dat Alexander "twee hoorns" gehad zou hebben, is een verwijzing naar de hoorns van Amon die Alexander draagt op muntstukken van de vierde eeuw v.Chr. Deze muntstukken geraakten verspreid over het volledige oosten en dienden als model voor de Arabische geldstukken. De Perzische historicus Tabari gaf in de tiende eeuw een andere hypothese voor de oorsprong van deze hoorns. Volgens hem werd Alexander Zol-Qarnain genoemd omdat hij van de ene grens naar de andere grens van de wereld had gereisd; het woord "Qarn" betekent "hoorn", en de uiterste punten van de wereld worden "hoorns" genoemd. Hiervoor kunnen echter geen bewijzen aangehaald worden.
Alexander wordt in de Koran niet afgebeeld als een historische persoon, een grote veroveraar of een profeet, maar eerder als een goddelijke boodschapper, een aartsengel zoals Gabriël of Michaël. Verder wordt hij ook afgebeeld als een koning die het Geloof verdedigde.
Veel theologen en historici in de islam, onder wie As-Suhayliy (dertiende eeuw), Ahmad ibn Tajmijja (veertiende eeuw) en Al-Maqrizi (vijftiende eeuw), verwerpen het idee dat Zol-Qarnain Alexander zou zijn en brengen het personage terug tot de tijd van Ibrahim (Abraham). Sommige hedendaagse islamitische geleerden, onder wie de theoloog Mohammed Ali-Tabatabaei in Tafsir Al-Mizan, identificeren hem met de Achaemenidische koning Cyrus de Grote.
Al-Iskandar Dhû-l-Qarnain wordt vermeld in de verhalen van Duizend-en-een-nacht en in de Iskandar Nâmeh van de Perzische poëet Nizami. Idris, die vermeld wordt in de Koran, zou een vervorming zijn van de naam Andreas, de kok van Alexander die vermeld wordt in de Alexanderroman.

## Kunst
Alexander is het onderwerp geweest van heel wat kunstwerken vanaf de oudheid tot nu. Het grootste deel van de originele werken of die uit zijn tijd zijn verdwenen, ook al hebben de Romeinen verschillende kopieën gemaakt, vooral dan van beeldhouwwerken. In de middeleeuwen herleefde het verhaal van Alexander dankzij de Alexanderroman in heel wat literaire werken, waardoor hij een van de meest verspreide mythen van die tijd werd. In de moderne tijd werd Alexander vaak voorgesteld op schilderijen. Vandaag maakt hij deel uit van de populaire cultuur als onderwerp van historische romans, liedjes of videospellen.

### Fictie
- Jean Racine, Alexandre le Grand, (1665). Tragedie over de liefde tussen Alexander de Grote en Cleofile.
- Pieter Langendijk, Krelis Louwen, of Alexander de Groote op het Poëetenmaal (1715). Blijspel over het personage Krelis Louwen die wordt wijsgemaakt dat hij  Alexander de Grote is.
- Louis Couperus, Iskander. De roman van Alexander den Groote (1920)
- Mary Renault, Fire from Heaven, London: Longman Group (1970) (Vuur uit de hemel, Van Holkema en Warendorf)
- Mary Renault, The Persian boy, London: Longman Group (1972) (De Perzische jongen, Van Holkema en Warendorf)
- Doeschka Meijsing, De tweede man (2000). Roman rond de historische Alexander de Grote en een hedendaagse persoon met dezelfde naam.
- Valerio Massimo Manfredi, Alexander de Grote: Het epos van een legendarische held (bundel van De zoon van de droom; Het zand van Amon; De grens van de wereld), 2011. Vertaling van Il figlio del sogno; Le sabbie di Amon; Il confine del mondo, 1998, Amsterdam: Luithingh Sijthoff B.V. (2004).
- Steven Pressfield, The Virtues of War: A Novel of Alexander the Great (Doubleday, New York, 2004).
- Willem Jan Otten, Alexander. Tragedie van het succes in vier bedrijven (Het Toneel Speelt, 2006). Toneelstuk over Alexanders jacht op Dareios.
- Will Adams, The Alexander Cipher, Harper, Londen (2007) (Het graf van Alexander, Mynx). Thriller.
- Christopher C. Doyle, The Mahabharata Quest: The Alexander Secret, Westland Books, Kilpauk Madras (2014). Historische thriller.
- Arend van Dam, De Oude Grieken! Verhalen uit het Rijk van Alexander de Grote (Van Holkema & Warendorf, 2017). Historisch jeugdboek.

### Films
Een bekende film over Alexander de Grote is Oliver Stones productie Alexander uit 2004 met Colin Farrell in de titelrol, en verder met onder meer Angelina Jolie, Val Kilmer, Jared Leto, Christopher Plummer en Anthony Hopkins in de voornaamste rollen. Verder is er ook een documentaire over Alexander de Grote gemaakt genaamd In the Footsteps of Alexander.

### Muziek
Het album Iskander (1973) van de Nederlandse prog-band Supersister is geheel gewijd aan het verhaal van Alexander de Grote met tracks als Dareios The Emperor, Alexander, Bagos, Roxane en Babylon.
Het laatste nummer van het album Somewhere in time van Iron Maiden (1986) heet Alexander the Great. De tekst bestaat uit een uittreksel uit zijn daden.